# Жуковский, Василий Андреевич
Васи́лий Андре́евич Жуко́вский (29 января [9 февраля] 1783, село Мишенское, Белёвский уезд, Тульская губерния — 12 [24] апреля 1852, Баден, Великое герцогство Баден) — русский поэт, один из основоположников романтизма в русской поэзии, автор элегий, посланий, песен, романсов, баллад и эпических произведений. Также известен как переводчик поэзии и прозы, литературный критик и педагог. В 1817—1841 годах учитель русского языка великой княгини, а затем императрицы Александры Фёдоровны и наставник цесаревича Александра Николаевича. Тайный советник (1841). Автор слов государственного гимна Российской империи «Боже, Царя храни!» (1833).
В литературном отношении считал себя учеником Н. М. Карамзина. Участник литературного объединения «Арзамас» с 1815 года, в 1818 году принят действительным членом Академии Российской. Вошёл в сонм первостепенных русских классиков, литературный наставник А. С. Пушкина. Реформатор русской поэзии, в число стихотворных размеров русского языка ввёл амфибрахий и белый пятистопный ямб. Усовершенствовал русский гекзаметр, автор классического перевода «Одиссеи» (1842—1846).

## Происхождение. Становление (1783—1802)

### Обстоятельства рождения

Беседка у ключа в Мишенском. Офорт В. А. Жуковского

Предание об обстоятельствах рождения и первых годах жизни будущего поэта оставила его племянница А. П. Зонтаг. В 1770 году секунд-майор Афанасий Иванович Бунин (1727—1791), помещик Тульской, Калужской и Орловской губерний, получил в подарок от приятеля майора Муфеля двух девушек, захваченных в плен при штурме турецкой крепости Бендеры. Это были сёстры Сальха и Фатьма, отец которых погиб при защите города. Младшая из них, Фатьма, которой было 11 лет, скончалась через год, а её 16-летняя старшая сестра выжила. Обстоятельства, предшествующие появлению юных турчанок в имении русского помещика, описаны в дневнике Анны Петровны Зонтаг:
В царствование императрицы Екатерины II, когда были ведены Россией такие счастливые войны против Турции, мещане города Белева и многие крестьяне, казённые и помещичьи, повадились ездить за нашей армией маркитантами и торговали с большой выгодой. Один крестьянин села Мишенского, находящегося в трех верстах от Белева, принадлежавшего деду моему и где он преимущественно проживал со своим семейством, также собрался в маркитанты и, пришедши проститься со своим господином, спросил: "Батюшка, Афанасий Иванович, какой мне привезти тебе гостинец, если посчастливится торг мой?". Дедушка отвечал ему шутя: "Привези мне, брат, хорошенькую турчаночку, - видишь, жена моя совсем состарилась!". Но крестьянин не за шутку принял эти слова.А. П. Зонтаг
В 1786 году Сальха получила официальный вид «к свободному в России жительству», в котором указано, что она была крещена, восприемницей стала жена Бунина Мария Григорьевна. После крещения Сальха получила имя Елизавета Дементьевна Турчанинова. П. А. Плетнёв в своих воспоминаниях уточнял, что якобы слышал от самого Жуковского, что его мать происходила из сераля турецкого паши Силистрии. Елизавета Дементьевна стала наложницей А. И. Бунина, её поселили в усадьбе Мишенское в особом домике; в дальнейшем она заняла должность ключницы в поместье.
В законном браке у Афанасия Ивановича Бунина и его жены Марии Григорьевны Безобразовой (1728—15.03.1811) родилось 11 детей, из которых к 1770 году выжило пятеро. Оставаясь наложницей, Елизавета Турчанинова нянчила младших дочерей своего хозяина от законной жены — Варвару и Екатерину. У А. И. Бунина не было наследника: его единственный сын Иван, подававший большие надежды (он даже был отправлен на обучение в Галле, вместе с отпрысками фаворитов императрицы — сыном императрицы Алексеем Бобринским и Александром Чесменским), скончался в молодых годах.
Со временем глава семьи поселился в доме у своей наложницы; у них родились три дочери, умершие в младенчестве. После переезда Афанасия Ивановича к Турчаниновой разгневанная Мария Григорьевна перестала пускать турчанку в усадебный дом и запретила общаться с нею дочери Варваре. 29 января 1783 года Елизавета Дементьевна родила сына, отец которого тогда находился в Москве. Крещён Василий был в усадебной церкви Покрова Пресвятой Богородицы и записан как «незаконнорождённый сын дворовой вдовы». Восприемником стал обедневший киевский помещик Андрей Григорьевич Жуковский, приживал Буниных, он же усыновил Василия, передав ему свою фамилию и отчество. По легенде, крёстной матерью вызвалась быть Варвара Бунина, а весной и сама Елизавета Дементьевна пришла к Марии Григорьевне и положила младенца Василия у её ног, после чего мир в поместье был восстановлен. И. Ю. Виницкий отмечал, что биографический миф об отношениях в семье Буниных был сконструирован по лекалам романтической литературы XVIII века, а в действительности отношения в усадьбе были сложными до такой степени, что личные драмы требовалось смягчить и эстетизировать в глазах потомков.
Василий Жуковский остался единственным ребёнком в барском доме и рос на попечении родного и приёмного отцов. Тем не менее А. Н. Веселовский замечал: «Его не отделяли от других детей, окружали теми же попечениями и лаской, он был как свой, но чувствовал, что не свой; он жаждал родственных симпатий, семьи, любви, дружбы, и не находил».

### Первоначальное образование
В 1785 году А. И. Бунин записал Василия сержантом в Астраханский гусарский полк; в 6 лет Жуковский получил чин прапорщика и по неясной причине был уволен в отставку. В том же 1789 году ему наняли немца-учителя Екима Ивановича, но тот не обладал педагогическим талантом, и обучением Васи занялся его приёмный отец Андрей Григорьевич Жуковский (1752—1817). В 1790 году семейство Буниных переехало в полном составе в Тулу. Зимой Василия отдали в пансион Христофора Роде как приходящего ученика. Дополнительно ему наняли домашнего учителя — Ф. Г. Покровского, который работал в Главном народном училище. 27-летний Покровский был довольно известным в то время литератором, сторонником классицизма, который проповедовал буколическое философское уединение. Покровский не смог совладать с характером Василия и заявил, что тот лишён способностей.
В марте 1791 года в Туле скончался Афанасий Иванович Бунин. По завещанию всё состояние он поделил между четырьмя своими дочерями, Турчаниновой и Василию Жуковскому не было оставлено ничего. М. Г. Бунина передала Елизавете Дементьевне на сына 10 000 рублей — весьма значительную сумму. Глава семьи был похоронен в Мишенском, куда вернулись домочадцы; Василия оставили в пансионе Роде вплоть до его закрытия в 1792 году. Осенью 1792 года он поступил в Главное народное училище, но вскоре был исключён за «неспособность». Далее Василия приютило семейство Юшковых, Варвару Афанасьевну Юшкову — свою единокровную сестру — Жуковский затем называл «хранителем своего детства». В её усадьбе Сальково был домашний театр, и зимой 1794 года Жуковский впервые испытал желание стать драматургом, равным если не Расину, то Сумарокову. Он сочинил трагедию на сюжет Плутарха «Камилл, или Освобождённый Рим», а далее мелодраму на сюжет романа «Поль и Виргиния», в которой явно просматривались его будущие литературные интересы.

### Дворянство

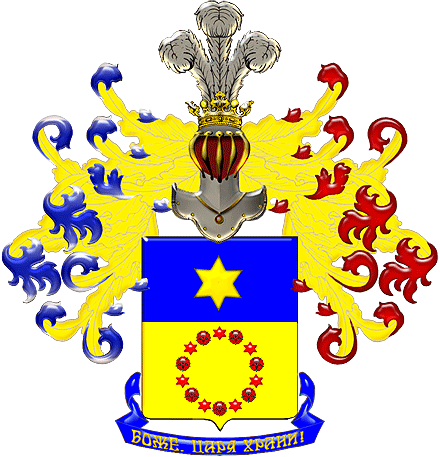
Герб В. А. Жуковского

В 1795 году семейство Юшковых попыталось хоть как-то обеспечить будущее Василия, инициировав процесс о внесении Жуковского во 2-ю часть Родословной книги по Тульской губернии. Благодаря А. И. Протасову (супругу сестры В. А. Юшковой), Военная коллегия выдала «патент на чин» и «посемейный формуляр», в котором отставка не упоминалась. В один день 25 апреля 1795 года с нарушением процедуры было подано заявление и тут же вынесено «Определение» о внесении Жуковского в родословную книгу. Грамота на дворянство была получена 1 июня. Чтобы не было неприятностей по линии Департамента герольдии, было принято решение определить мальчика на действительную службу. В сопровождении соседа — майора Д. Г. Постникова — осенью 1795 года Жуковского отправили в Кексгольм, в Нарвский полк, где когда-то служил его отец. Затея не удалась. По В. Афанасьеву причиной было то, что указом Павла I воспрещалось брать в офицеры несовершеннолетних. Н. А. Портнова и Н. К. Фомин предположили, что командир полка не принял явно фальсифицированного формулярного списка, а без него пришлось бы начинать с нижних чинов. Гораздо позднее, ревизией 1838 года нарушение было выявлено, но из родословной книги Жуковского не вычеркнули, а в следующем, 1839 году он — тогда действительный статский советник — был императорским указом пожалован «с потомством» дворянским достоинством.
Жуковский ещё один год провёл в имении Мишенское, получая домашнее образование. Здесь же произошло знакомство с А. Т. Болотовым, который посоветовал устроить Василия в Московский университетский пансион. В ноябре 1796 году хлопоты по его зачислению начал П. Н. Юшков. В январе 1797 года Жуковского привезла в Москву М. Г. Бунина и представила его инспектору пансиона — профессору кафедры энциклопедии и натуральной истории Московского университета А. А. Прокоповичу-Антонскому. Экзамен-собеседование выявил, что юный Жуковский хорошо знает французский и отчасти немецкий язык, а также хорошо начитан во французской и русской литературе XVIII века.

### Московский университетский пансион

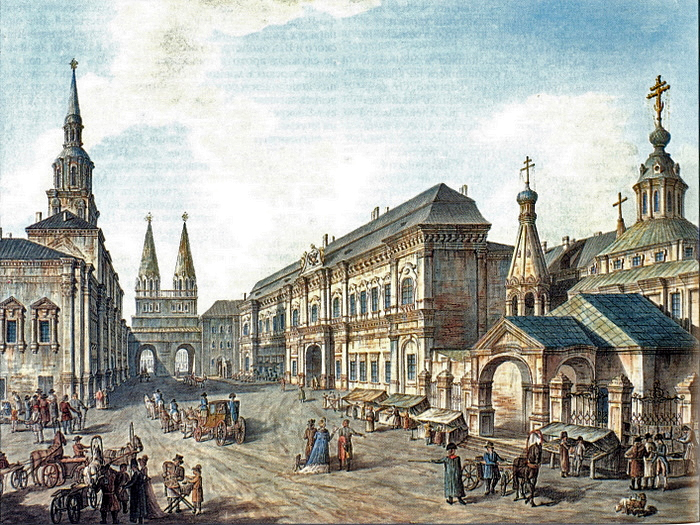
Здание Московского университета «Аптекарский дом» (слева) у Воскресенских ворот на Красной площади

В 1797 году Жуковский был принят в первый средний класс пансиона (то есть третий из шести), и достаточно быстро привык к уставу и порядкам — привычку вставать в 5 часов утра он сохранил до конца жизни. Программа обучения была достаточно либеральной: часть предметов ученики выбирали сами. Жуковский избрал историю, русскую словесность, французский и немецкий языки и рисование. Ближайшим его другом сделался Андрей Тургенев — сын директора университета, их связывали общность интересов и круг чтения. Преподавателем русской словесности был М. Н. Баккаревич, знаток просодии и поклонник Ломоносова и Державина. Обязательным чтением пансионеров был журнал «Приятное и полезное препровождение времени».

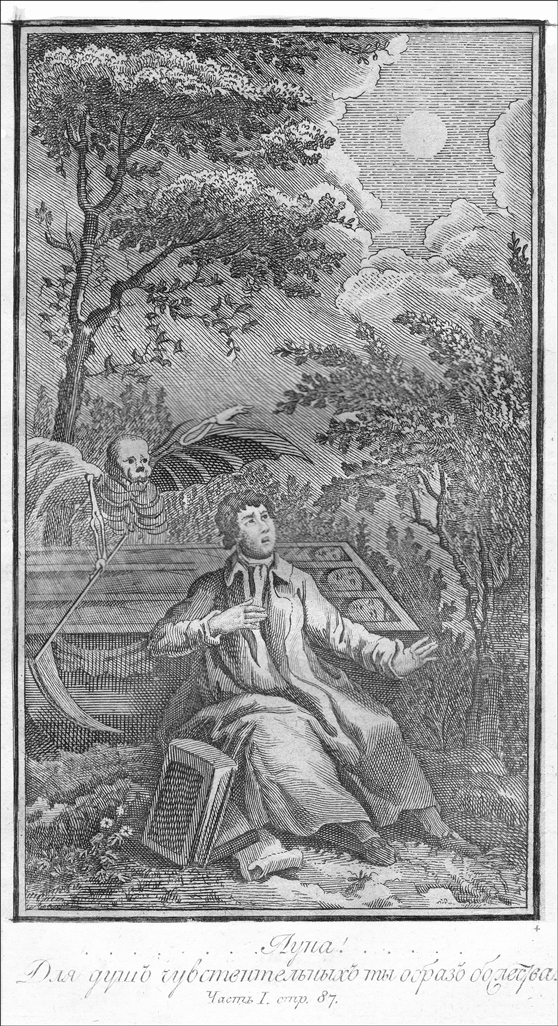
Гравюра к «кладбищенской» поэме «Плач Эдуарда Юнга, или Нощные размышления о жизни, смерти и бессмертии». Москва, 1799

На каникулах 1797 года Жуковский обосновался в Мишенском, которое по завещанию отошло Юшковым. В мае от чахотки скончалась 28-летняя Варвара Афанасьевна; в имении по-прежнему жили Мария Григорьевна Бунина и Елизавета Дементьевна Турчанинова. Поселили его в бывшем флигеле приёмного отца А. Г. Жуковского, где обустроили библиотеку и где Василий Жуковский оставил первые пробы пера: стихотворение «Майское утро» и прозаический отрывок «Мысли при гробнице», подражание Юнгу. Последний, по словам А. Н. Веселовского, был написан 14-летним мальчиком под настроением от смерти В. А. Юшковой: «серебристая, бледно мерцающая луна светит, совершенно по-юнговски, над полуразвалившейся гробницей; <…> результат — сладкое уныние, задумчивость, томность. Вселенная представляется гробом, но смерть торжество, она — путь в вечноблаженную страну». Первое стихотворение, по В. Афанасьеву, «получилось ученически-робким» и казалось подражанием одновременно Державину и Дмитриеву. Ода «Бог» Державина произвела на юного Жуковского такое впечатление, что вместе с однокашником Родзянко он перевёл её на французский язык и написал автору восторженное письмо. По примеру Карамзина, стихотворение было безрифменным. Это было первым свидетельством того места, которое Карамзин занял в жизни и литературной судьбе Жуковского. Николай Михайлович стал для него учителем не только в поэзии, но и в жизни, а в 1815 году в одном из писем Жуковский назвал его своим «евангелистом». Первые литературные опыты Василия были одобрены М. Н. Баккаревичем и переданы в редакцию «Приятного и полезного препровождения времени» .
После знакомства с Андреем Тургеневым Жуковский впервые заинтересовался немецкими романтиками, для чего ему пришлось углублённо заняться языком. Впрочем, даже в 1808 году он утверждал в одном из писем, что всё ещё скверно знаком с немецкой литературой и язык знает не настолько хорошо, насколько нужно. Его речи каждый год читались на торжественном акте (то есть выпускном экзамене) и печатались в «Приятном и полезном препровождении времени». В начале 1799 года было основано Собрание воспитанников университетского благородного пансиона, председателем которого был назначен Жуковский. Творения участников — стихи, басни, драматургические и прозаические фрагменты Жуковского, А. И. Тургенева, Г. И. Гагарина, М. Д. Костогорова — образовали сборник «Утренняя заря», вышедший в свет в 1800 году. Андрей Тургенев, взявшись за перевод «Вертера» Гёте, привлёк к работе А. Мерзлякова и Жуковского; свою долю перевода в 1799 году Василий обрабатывал на вакациях в имении. А. Н. Веселовский отмечал, что хотя энтузиаст Тургенев и ввёл Жуковского во «все течения современной немецкой литературы», он разбирался в ней «ощупью, не увлекаясь, а всё применяя к себе, к покрою своего миросоздания».
Актовые речи Жуковского сосредоточены, прежде всего, на «внутреннем человеке», на выражении собственной точки зрения относительно проблем нравственно-философского характера, на создании общей картины мироздания. Главная идея его речей — нравственное совершенствование и самосовершенствование человека — созвучна с генеральной целью московского масонства, к которому принадлежали руководители Московского университета и университетского пансиона. При этом ранние сочинения Жуковского не принадлежали к масонской литературе, поскольку он по ряду причин в ложе не состоял.
В июне 1800 года по результатам выпускных экзаменов Жуковский удостоился именной серебряной медали, а его имя было помещено на мраморной доске у входа в пансион. М. Г. Бунина в честь окончания подарила ему все 35 томов «Энциклопедии» Дидро — д’Аламбера. Будущее Жуковского было вполне определённым: ещё с 15 февраля 1800 года он числился в бухгалтерском столе Главной соляной конторы с жалованьем 175 рублей в год. С того же числа он был переименован в статский чин городового секретаря. Кроме того, в декабре 1800 года он участвовал в последнем своём пансионерском акте.

### Служба в Соляной конторе
Выпустившись из пансиона, Жуковский жил в доме Юшковых, где ему были выделены две комнаты на антресолях. Привычка вставать в пять утра позволяла выкраивать не менее 3 часов для писания до начала службы. К концу 1800 года он перевёл комедию Августа Коцебу «Ложный стыд» и предложил её в дирекцию московских театров; пьеса выдержала несколько постановок. А. Ф. Мерзляков свёл его с разорившимся издателем Зеленниковым, который заказывал Жуковскому переводы модных тогда повестей и романов, с условием, что денежный гонорар будет выплачиваться по случаю, но сверх платы можно будет брать книги «из неходовых». Жуковский переводил роман Коцебу «Мальчик у ручья», за что получил 36 томов «Естественной истории» Бюффона. В библиотеке Василия вскоре появилось полное собрание сочинений Лессинга готическим шрифтом, сочинения А. Смита, Ш. Бонне, аббата Баттё, исторические сочинения Шефтсбери, и прочее. Далее к ним прибавились Гердер, Кант, Кондильяк и Руссо. Маргиналии только на трёх сочинениях Бонне, Кондильяка и Руссо составляли десятки страниц, исписанных суждениями по вопросам сущности и происхождении человека.
Место в Соляной конторе Жуковский, скорее, считал синекурой, хотя это не соответствовало действительности. Служба в конторе (на расчётах «по математической части» в бухгалтерии) раздражала и тяготила Жуковского, в одном из писем Мерзлякову он именовал её «гнилой». Большинство сослуживцев было старше его; сразу же не сложились отношения и с начальником учреждения — Н. Е. Мясоедовым. Несмотря на эти обстоятельства, карьера Жуковского складывалась весьма успешно: уже 18 октября 1800 года он был повышен в чине до губернского секретаря, а 14 октября 1801 года он, имея чин 12-го класса Табели о рангах, вне правил был сразу пожалован чином титулярного советника, состоящего в 9-м классе Табели о рангах.
С присущим возрасту максимализмом Жуковский писал:

…я только одна планета, которая, плавая над безобразною структурою мундирной сволочи, мыслит au-dessus du vulgaire…

В письмах матери Жуковский жаловался на судьбу и выражал желание переехать в Петербург. Елизавета Дементьевна ответила:

Отъезд твой в Петербург не принёс бы мне утешения: ты, мой друг, уже не маленький. Я желала бы, чтобы ты в Москве старался себя основать хорошенько… Мне кажется, зависит больше от искания. Можно, мой друг, в необходимом случае иногда и гибкость употребить: ты видишь, что и знатней тебя не отвергают сего средства.

В другом письме мать укоряла его за чрезмерные, по её мнению, траты на приобретение книг и посещение театров. В ответ Жуковский снова жаловался матери, что по складу характера продвинуться в конторе не сможет. В 1801 году роман Коцебу в переводе Жуковского вышел в четырёх томиках малого формата; вскоре, в том же году, в его переводе вышла повесть «Королева Ильдегерда» того же Коцебу. Алексей Мерзляков — посредник между Зеленниковым и Жуковским — оговорил гонорар в размере 5 рублей за печатный лист (что составило 80 рублей за издание «Королевы»). Далее Жуковский взялся за перевод повестей Жан-Пьера Флориана «Вильгельм Телль» и «Розальба», опубликованные в одном томе в 1802 году.
Ещё 12 января 1801 года по инициативе А. Мерзлякова было проведено организационное собрание «Дружеского литературного общества», в его ряды вошли Жуковский, А. Тургенев, А. Кайсаров, А. Воейков. Первое заседание (собираться было решено по субботам) открылось чтением «Оды к радости» Шиллера. Жуковский в разное время — зимой и весной 1801 года — произнёс три речи: «О дружбе», «О страстях» и «О щастии».
В ноябре 1801 года Андрей Тургенев был отправлен на службу в Петербург, после чего у Жуковского не осталось более в Москве близких друзей. Это наложилось на первую в жизни Жуковского романтическую драму: он испытывал возвышенные чувства к своей племяннице — Марии Николаевне Вельяминовой (дочери его единокровной сестры от тульского наместника Кречетникова). Их связывала общность происхождения и двусмысленного положения в собственном семействе, они вместе читали и обсуждали Руссо. Одновременно с отъездом Тургенева Вельяминову выдали замуж за не любимого ею человека, и она тоже уехала в Петербург. Тургенев сравнивал отношения Жуковского и Вельяминовой-Свечиной с чувствами Петрарки и Лауры.
Стремление Жуковского покинуть службу наталкивалось на непонимание со стороны матери и М. Г. Буниной. Равным образом и друзья, особенно А. Тургенев, настаивали, что возможно совмещать чиновные и литературные занятия; необязательно это должно было проходить в Соляной конторе. Наконец, отношения Жуковского с его начальством приняли форму открытого конфликта, после чего Василий Андреевич из принципа перестал появляться в конторе. Он был отрешён от должности и помещён под домашний арест, ему угрожало судебное дело за нарушение присяги. За него хлопотали И. П. Тургенев (по просьбе сына) и директор Университетского пансиона Прокопович-Антонский. Жуковский писал А. Тургеневу, что готов питаться только хлебом, но служить Отечеству он сможет только тем, чем может — пером сочинителя. Писал он и М. Г. Буниной, прося разрешения поселиться в Мишенском. 4 мая 1802 года, уже после отставки «для определения к другим делам», состоявшейся 30 апреля, он получил следующий ответ:

Теперь осталось тебе просить отставки хорошей и ко мне приехать… Всякая служба требует терпения, а ты его не имеешь. Теперь осталось тебе ехать ко мне и ранжировать свои дела с господами книжниками.

## Раннее творчество (1802—1814)

### Выбор жизненного призвания
В конце мая 1802 года Жуковский покинул Москву. В Мишенском жили почти все представители семейств Юшковых и Вельяминовых, в том числе единокровная сестра Жуковского — молодая вдова Екатерина Афанасьевна Протасова. Её дочери (особенно 11-летняя Мария) привязались к Василию Андреевичу, и он занял при них место, среднее между родственником, гувернёром и учителем, при том, что не получал жалованья, зато мог обучать тем предметам, каким хотел сам. Примерно в это же время к Жуковскому через Тургеневых обратился П. Бекетов — основатель лучшей типографии в Москве того времени. Развивая программу просветительского книгоиздания, Бекетов планировал выбирать для перевода значительные произведения европейской литературы. Жуковский выбрал имевшегося в его библиотеке «Дон Кихота» Михайлы Серванта во французской переделке Флориана, и выбор был одобрен издателем. Эта работа растянулась на много лет: первый том вышел в 1804 году, а всё издание было завершено к 1806 году.
Душевное состояние Жуковского в 1802 году выразилось в попытке переложения элегии Грея «Сельское кладбище». Готовый текст он отвёз Карамзину на дачу в Свирлово: с лета Николай Михайлович начал редактирование вновь основанного «Вестника Европы». Перевод не понравился, но Карамзин указал удачные строки и велел работать дальше, заключив, что «может получиться великолепная вещь» . Влияние Н. М. Карамзина оказалось для Жуковского стимулом к поэтическому воплощению и философской рефлексии феномена меланхолии. Сразу же проявилось и их различие: если Карамзин рационально декларировал меланхолию как средство психологической самозащиты и лишь затем приоткрывал завесу личностной замкнутости навстречу природе (в элегии «Меланхолия»), то Жуковский представлял восприятие природы исходным моментом на пути душевного приобщения к духовным пространствам меланхолии.
…Не нужны мне венцы вселенной,

Мне дорог ваш, друзья, венок!

На что чертог мне позлащенный?

Простой, укромный уголок,

В тени лесов уединенный,

Где бы свободно я дышал,

Всем милым сердцу окруженный,

И лирой дух свой услаждал, —

Вот все — я больше не желаю,

В душе моей цветёт мой рай.

Я бурный мир сей презираю.

О лира, друг мой! утешай

Меня в моём уединеньи;

А вы, друзья мои, скорей,

Оставя свет сей треволненный,

Сберитесь к хижине моей…

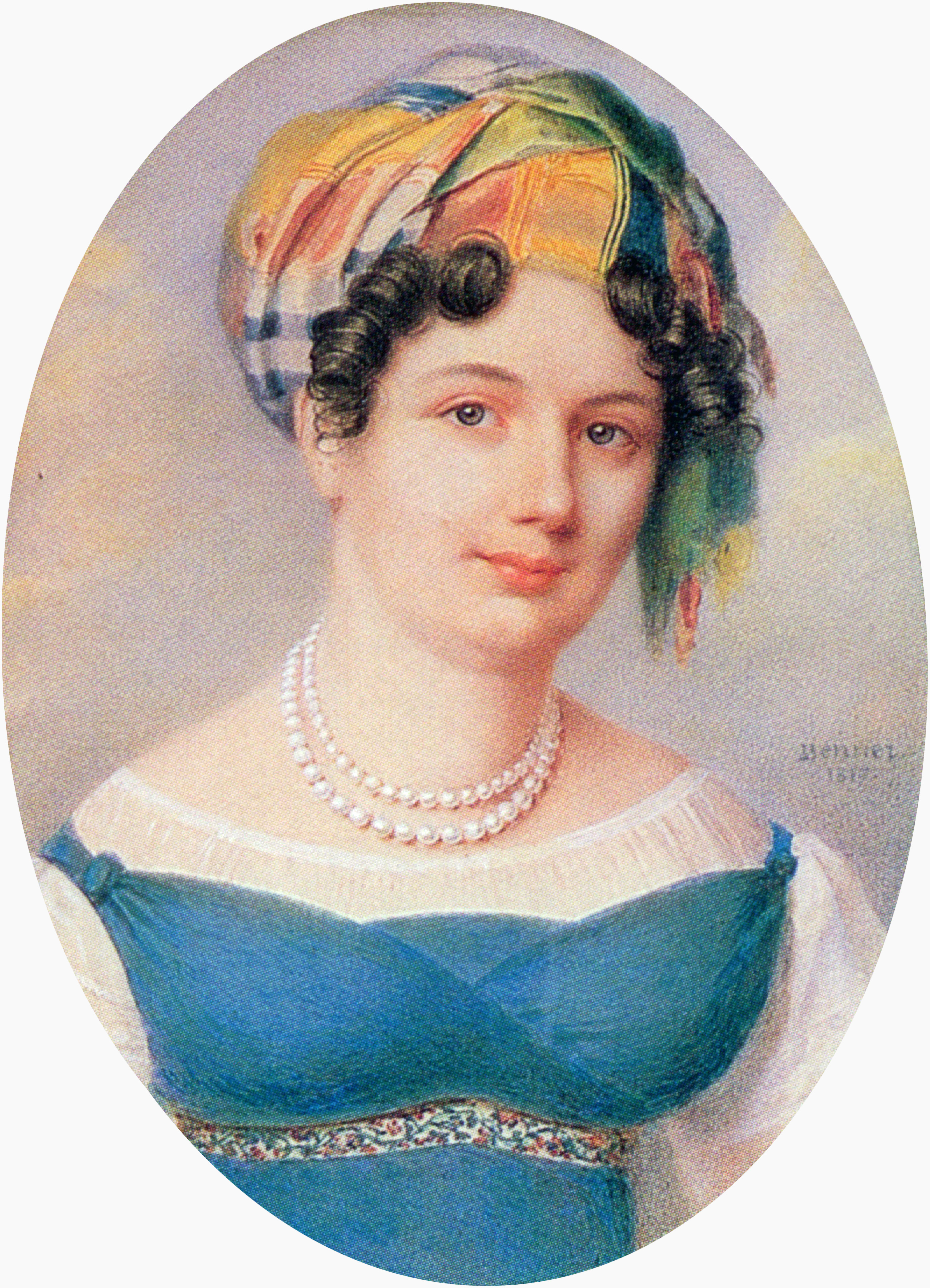
Екатерина Андреевна Карамзина, вторая жена Николая Михайловича Карамзина

Осенью Жуковский вернулся в Москву, главным образом, для переговоров с Бекетовым. У И. П. Тургенева он взял присланную Андреем Ивановичем книгу Шатобриана «Гений христианства». Чувство одиночества не отпускало Жуковского: сложившийся в Москве кружок единомышленников перестал существовать. Александр Тургенев учился в Гёттингене, Андрей служил в Петербурге, Алексей Мерзляков готовился к получению профессорского звания в Московском университете. В честь собственного 20-летия Жуковский написал стихотворение-призыв «К моей лире и к друзьям моим». Оно явно свидетельствовало, что сложившийся круг общения стремительно распадался. Весной 1803 года Жуковский вновь посетил Карамзина в Свирлово (Николай Михайлович был женат на сестре покойного мужа Е. А. Протасовой). Василий Андреевич был восхищении от того, как Карамзин смог выразить обуревавшие его самого чувства. Говорили они доверительно, хотя Карамзин любил поучать, по вечерам гуляли в Останкино.
8 июля 1803 года в Петербурге в возрасте 21 года скоропостижно скончался Андрей Тургенев, что ещё более сказалось на настроениях в тургеневском литературном кружке. Жуковский думал собрать и издать переписку Тургенева, приобщив к ней краткое жизнеописание; для работы он просил родных покойного прислать ему альбом и дневники. Ещё в мае 1812 года этот проект описывался в письме к Батюшкову как актуальный. Зимой 1804 года вышел из печати первый том «Дон Кихота» с иллюстрациями. В январе Жуковский отправил Александру Тургеневу стихотворное послание с намеренным цитированием «Элегии» Андрея Тургенева. Тогда же состоялась свадьба вдового Карамзина с побочной дочерью А. И. Вяземского — Екатериной Андреевной Колывановой. Стало известно, что Николай Михайлович добился звания государственного историографа и ежегодного пособия для работы над историей России. Это стимулировало Жуковского к собственным размышлениям на тему служения Отечеству. В дневнике он ставил самому себе вопрос: «Что ты разумеешь под словом: служить?» И отвечал: «Разумею действовать для пользы отечества и своей собственной, так, чтобы последняя была не противна первой».
Вновь в Москву Жуковский прибыл в январе 1805 года — Бекетов начал печатание сразу трёх томов «Дон Кихота». Гонорары позволили Жуковскому взяться за перестройку дома в Белёве, который он ещё в 1797 году получил в наследство от тётки; молодой писатель явно хотел обрести независимость от семейства. В середине месяца из Германии вернулся Александр Тургенев, и в его обществе Василий Андреевич в марте в первый раз отправился в Петербург. Поселились они у родственника Державина — Дмитрия Блудова, который стал гидом Жуковского по северной столице. Он был допущен в Императорский Эрмитаж, побывал в Академии художеств и Строгановской галерее. В театр друзья ходили почти каждый вечер, наибольшее впечатление произвела трагедия Озерова «Эдип в Афинах» с декорациями П. Гонзага; состоялось и личное знакомство драматурга и начинающего поэта.
Через год после кончины Тургенева Жуковский начал вести дневник, в котором выразилась острая нужда в старшем товарище-наставнике, который бы подчинил его себе и руководил нравственным воспитанием. Александру Тургеневу он писал, что с Андреем потерял то, «чего не заменю или не возвращу никогда: он был моим руководцем, которому бы я готов был покориться». Особенностью творческого роста Жуковского, сопровождавшего процесс образования, заключался и в соединении нравственной и творческой (а именно, литературной) потребности. По словам О. Г. Егорова, «ранее не находивший выхода материал перетёк в готовую форму». При этом формы общения и нравственный смысл бесед, усвоенных в тургеневском кружке, перетекли и в дневник 1804—1805 годов. Отсутствующего главу кружка — Андрея Ивановича Тургенева — заменил воображаемый Наставник, обращавшийся к Воспитаннику-Жуковскому. Диалог всегда ведётся в форме несобственно-прямой речи, причём Василий Андреевич некоторые фрагменты писал ритмической прозой.
Ведение дневника сопровождалось проектом творческого саморазвития как автора и переводчика. Жуковский завёл две тетради: «Примеры слога, выбранные из лучших французских прозаических писателей и переведённые на русский язык Василием Жуковским», и «Избранные сочинения Жан-Жака Руссо». По каталогу петербургского книгопродавца Вейтбрехта был намечен грандиозный план составления систематической библиотеки по разделам истории, естествознания, логики, эстетики, грамматики, риторики, критики, педагогики, политики, юриспруденции, физики, медицины, географии, экономики.

### Воспитатель Марии Протасовой

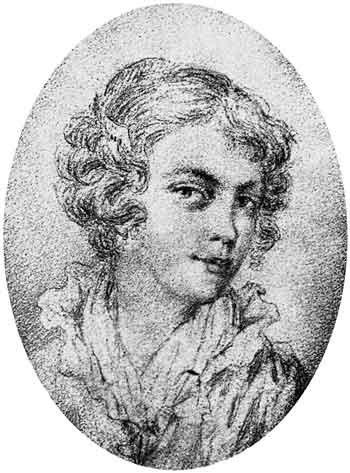
Маша Протасова в 1811 году. Рисунок В. Жуковского

В дневниковой записи от 9 июля 1806 года 23-летний Жуковский задавался вопросом: «можно ли быть влюблённым в ребёнка?» Живя в имении, он вновь занимался со своими племянницами — дочерьми Екатерины Афанасьевны Протасовой. Речь шла о романтическом влечении к старшей из девочек — 12-летней Марии. Это сразу же сказалось и на поэтической активности: если в 1805 году он написал всего три стихотворения, то в 1806 году — 43. Первое обращение к Маше Протасовой в дневнике относится ещё к 12 августа 1805 года, это описание их диалога, причём реплики, обращённые девочке, даны по-французски. Отъезды Е. А. Протасовой с дочерями в имение погружали Жуковского в меланхолию, дела в 1806 году шли плохо. Гонорар за последний том «Дон Кихота» было обещано переслать в Белёв, то есть поездка в Москву оказалась безрезультатной.
После возвращения Протасовых возобновились занятия. В противоположность принятому в те времена поверхностному образованию девочек, Жуковский очень серьёзно подошёл к роли учителя. По утрам занимались историей, читали Геродота и Тацита, вечером были философия и литература, эстетика, натуральная история. Он разрабатывал планы, причём учитель и ученицы учились вместе, он читал с ними то, что было необходимо ему самому. В одном из своих планов он писал:
Читать стихотворцев не каждого особенно, но всех одинакового рода вместе; частный характер каждого сделается ощутительнее от сравнения. Например, Шиллера, как стихотворца в роде баллад, читать вместе с Бюргером; как стихотворца философического — вместе с Гёте и другими; как трагика — вместе с Шекспиром; чтение Расиновых трагедий перемешивать с чтением Вольтеровых, Корнелевых и Кребийоновых. Эпических поэтов перечитывать каждого особенно, потом вместе те места, в которых каждый мог иметь один с другим общее: дабы узнать образ представления каждого. Сатиры Буало с Горациевыми, Поповыми, Рабенеровыми и Кантемировыми. Оды Рамлеровы, Горациевы с одами Державина, Жан-Батиста Руссо и прочих. Или не лучше ли читать поэтов в порядке хронологическом, дабы это чтение шло наравне с историею и история объясняла бы самый дух поэтов, и потом уже возобновить чтение сравнительное. Первое чтение было бы философическое, последнее — эстетическое; из обоих бы составилась идея полная.
Жуковский стал для своих учениц одновременно педагогом и товарищем, они обращались к нему на «ты», называли по имени-отчеству или Базилем. Он стремился к открытости в отношениях, в частности, к выработке привычки к совместному анализу поступков, даже самых маловажных.
Параллельно Жуковский около двух месяцев работал над элегией «Вечер»:
Сижу, задумавшись; в душе моей мечты;

К протекшим временам лечу воспоминаньем…

О дней моих весна, как быстро скрылась ты,

С твоим блаженством и страданьем!

Где вы, мои друзья, вы, спутники мои?

Ужели никогда не зреть соединенья?

Ужель иссякнули всех радостей струи?

О вы, погибши наслажденья!..
В образах элегии сочетались как глубоко личные мотивы, так и знакомые читателям классические образы, которые создавали необходимые цепочки ассоциаций. По словам В. Афанасьева, в самой глубине они скрывали «поэтическое чувство могилы, смертельной тоски по идеалу». Имя Минваны скрывало за собой Машу Протасову — во всех остальных его стихотворениях тоже, певец же Альпин — Александр Тургенев и одновременно живой Андрей Тургенев.
30 августа 1806 года Россия объявила войну наполеоновской Франции. Поскольку ожидалось вторжение, шло формирование ополчения (милиции). И. И. Дмитриев, приглашая Жуковского в Москву, советовал ему написать что-нибудь на тему «Бард после битвы» по сюжету оды Грея «Бард», написанной в подражание Оссиану. Работа неожиданно пошла: Жуковский обратился к образам «Слова о полку Игореве», а образ Барда слился воедино с Вещим Бояном, и представил всеобщее русское чувство. Темой нового стихотворения стала «Песнь барда над гробом славян-победителей». Тема, и особенно поэтический приём — призыв не к разуму, но к сердцу читателя, сразу сделала стихотворение по-настоящему популярной:
О братья, о сыны возвышенных славян,

Воспрянем! вам перун для мщенья свыше дан.

Отмщенья! — под ярмом народы восклицают, —

Да в прах, да в прах падут погибели творцы!..
В ноябре 1806 года Жуковский отправился в Москву и передал «Песнь барда» в «Вестник Европы»: издатель Каченовский взял его в декабрьскую книжку. Стихотворение сделало своего автора настолько известным, что незнакомые люди снимали перед ним шляпы на улице и пожимали ему руки; композитор Кашин положил текст на музыку, и Жуковский добавил к нему «хор». Александр Тургенев за это произведение впервые назвал Жуковского «великим поэтом», а сам автор просил его устроить отдельное издание с виньеткой, на которой должен быть представлен бард, созерцающий летящие тени. Василий Андреевич совершенно серьёзно представлял свой труд как «новый дар Отечеству».
Видимо, благодаря этому успеху, а также по протекции Карамзина и Дмитриева книгопродавец Попов предложил Жуковскому пост редактора «Вестника Европы». В июне 1807 года тот договорился с владельцем журнала и директором университетской типографии, что займёт должность с января; по условиях контракта журнал «отдавался на полную его волю». Директор университетского пансиона Антонский предоставил Жуковскому три комнаты в своём доме при университете, что было очень удобно для наблюдения за набором и редактированием материалов.
Василий Андреевич окончательно решил продать дом в Белёве (его мать предпочитала жить приживалкой при Буниной) и перебираться в Москву. Состоялось и объяснение с Екатериной Афанасьевной Протасовой, которой он открылся в чувствах к Марии. Осуждение было строгим и безапелляционным: Жуковского обвинили в том, что он обманул доверие и допустил в себе чувства, какие не пристало иметь дяде к племяннице; вдобавок против него работали его собственные уроки — он воспитывал Марию в покорности воле матери. В результате, при всех возникавших перспективах для Жуковского-человека, Жуковский-поэт испытывал только чувство трагизма бытия. Это ярко проявилось в шиллеровском по духу элегическом послании «К Филарету», по форме напоминающем монолог из трагедии.

### «Вестник Европы»
Жуковский-редактор целиком подчинил журнал своим вкусам и в нескольких номерах был почти единственным автором. Для переводов он привлёк почти всех родственников — Марию и Александру Протасовых, А. Юшкову, А. П. Киреевскую. Однако ему так и не удалось подвигнуть на сотрудничество своих друзей. Московская поэзия в первых четырёх книжках 1808 года была представлена только Мерзляковым, далее пошли произведения Вяземского, Давыдова, Дмитриева, Батюшкова, Василия Пушкина. Жуковский начал публикацию гравюр с картин известных европейских художников со своими комментариями. Журнал выходил частями из четырёх номеров (по два в месяц), и обложка каждого из них украшалась портретом какого-либо исторического деятеля — первым был Марк Аврелий. Открывался номер установочной статьёй «Письмо из уезда к издателю», в которой был выведен некий пожилой провинциал Стародум, имя которого было заимствовано у Фонвизина.

Итак, существенная польза журнала — не говоря уже о приятности минутного занятия — состоит в том, что он скорее всякой другой книги распространяет полезные идеи, образует разборчивость вкуса, и, главное, приманкою новости, разнообразия, лёгкости незаметно привлекает к занятиям более трудным, усиливает охоту читать, и читать с целью, с выбором, для пользы!.. Охота читать книги — очищенная, образованная — сделается общею; просвещение исправит понятия о жизни, о счастии; лучшая, более благородная деятельность оживит умы.

Летом 1808 года Жуковского навестил Александр Тургенев, после чего они отправились в Остафьево в Карамзину, который к тому времени добрался до татаро-монгольского нашествия в «Истории государства Российского». С ними общался и 16-летний Пётр Вяземский, чьё «Послание к … в деревню» Жуковский опубликовал, правда, после серьёзных исправлений. Среди прочих публикаций выделялись сказки самого Жуковского «Три сестры» и «Три пояса», целиком связанные с образом Марии Протасовой. Первая сказка была приурочена к 15-летию Минваны-Марии, во второй она называлась Людмилой. В 1809 году Жуковский опубликовал повесть «Марьина роща» на балладный сюжет в условных древнерусских декорациях. Сюжет был пронизан размышлениями о судьбе любви поэта: Марья, любя «певца» Услада, вышла замуж за другого, но так, любя Услада, и скончалась, а певец остался верен своей любви, и она продолжалась — за гробом… Марии в повести «минуло пятнадцать лет», она «цвела как полевая фиалка». Ту же фиалку, называя её «маткиной душкой», «изображал» в своих песнях Услад, сельский «певец» .
Главной задачей своего журнала Жуковский считал воспитание общества. Как следствие, он не только публиковал «чувствительные» произведения, но и пытался наметить путь к реализации некоторых социальных проектов. Это проявилось в рецензии на книгу Мари Лепренс де Бомон «Училище бедных, работников, слуг, ремесленников и всех нижнего класса людей», переведённой золовкой Е. А. Протасовой — А. И. Плещеевой — и опубликованной Бекетовым в 1808 году. Ключевым Жуковскому виделось народное просвещение, и он даже набросал примерный состав сельской библиотеки. Пытаясь подступиться к проблеме с другой стороны, Жуковский опубликовал статью с исследованием жанра сатиры от античности до своего времени, особое внимание уделив сатирам Антиоха Кантемира. Жуковский пользовался теоретическими трудами Сульцера и Эшенбурга, переосмыслив их в собственных целях. Именно Жуковский опубликовал первую рецензию на первый сборник басен И. А. Крылова, поскольку полагал, что басня, как и сатира, есть нравственный урок, только «украшенный вымыслом» . В этой рецензии он выразил примечательную идею о теории перевода в поэзии и прозе:

Не опасаясь никакого возражения, мы позволяем себе утверждать решительно, что подражатель-стихотворец может быть автором оригинальным, хотя бы он не написал и ничего собственного. Переводчик в прозе есть раб; переводчик в стихах — соперник.

В соответствующей статье Жуковский дал и определение литературной критики. Читателей он разделял на две категории: одни, закрывая книгу, «остаются с тёмным и весьма беспорядочным о ней понятием»; вторые — с чутьём к прекрасному, мыслящие, видящие погрешности — сами по себе уже критики. Для развития вкуса у второй категории призваны критики-профессионалы, которые должны быть не только философами и эстетиками, но и людьми, по природе склонными к добру.
В середине 1809 года Московский университет, осуществлявший цензуру «Вестника Европы», закрыл в журнале политический отдел, который Жуковского совершенно не интересовал, вёлся формально и заполнялся переводами из европейских изданий. С августа того же года ректорат предложил Жуковскому в соиздатели Каченовского, который в своё время оставил журнал из-за невозможности совмещать редактуру и должность профессора. Они подружились, Василий Андреевич стал крёстным сына Каченовского Георгия и охотно печатал статьи на учёные темы. Между тем, в литературном отношении они стояли по разные стороны баррикад — Каченовский с сочувствием относился к славянофильству Шишкова и был противником Карамзина и карамзинистов. Поскольку был заключён новый контракт, по которому редакторов назначалось два, Жуковский охотно переложил на Каченовского составление выпусков и издательские хлопоты, а на себя взял обязательство поставлять по 2 печатных листа текста в каждый номер. Это сразу освободило его для творческих и образовательных планов. Впрочем, ещё в мае 1809 года он съехал от Антонского и вернулся в Мишенское, где и поселился в своём старом флигеле.
Поскольку Е. А. Протасова с дочерями уехала в орловское имение Муратово, где собиралась обосноваться, Жуковский отправился к ним. Он даже принял участие в строительстве усадебного дома, провёл съёмку местности и составил и рассчитал планы строительства. Летняя пора дала мощный стимул к творчеству: вернувшись в сентябре в Мишенское, Жуковский писал А. Тургеневу, что работает над стихами, а далее даже затеял изучать греческий язык. Среди прочих планов значилась и многотомная хрестоматия русской поэзии, договор на которую был подписан с Московским университетом.

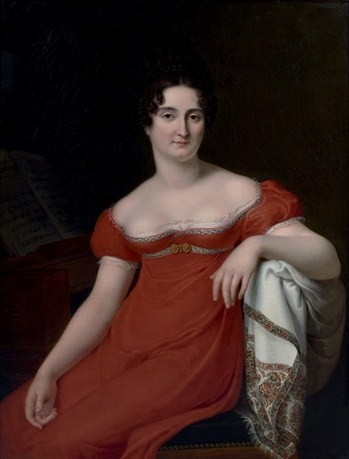
Корнелиус Грёнедаль. Портрет мадемуазель Жорж, 1813

В октябре 1809 года Жуковский обосновался в Москве — ему была заказана серия статей о театре, а Каченовский купил ему постоянный абонемент. Собственно, теорией театра он углублённо занимался ещё с 1805 года, когда прорабатывал «Лицей» Лагарпа. Ради своих новых задач он обратился к «Письму к д’Аламберу» Жан-Жака Руссо, выпущенному в связи со статьёй о Женеве в Энциклопедии, в которой предлагалось открыть в городе театр для нравственного развития горожан. Руссо решительно объявил современный ему театр забавой для бездельников, которая развращает и актёров, и зрителей. Взгляды Жуковского-классициста на драму к тому времени совершенно определились, он даже поссорился с Карамзиным из-за оценки творчества Озерова.
В сезон 1809 года в Москве гастролировала знаменитая в те времена актриса мадемуазель Жорж. Жуковский отрецензировал в «Вестнике Европы» все три пьесы, в которых она играла — «Федру» Расина, «Дидону» Помпиньяна и «Семирамиду» Вольтера, посетив каждое представление по многу раз. А. И. Тургенев писал брату в Гёттинген, что на русском языке доселе не было такой «умной и тонкой критики». Зимой 1810 года Жуковский опубликовал разбор трагедии Кребийона «Радамист и Зенобия» в переводе С. Висковатова. Низкое качество перевода стало поводом для рассуждений о теории поэтического перевода, поскольку и сам рецензент активно занимался именно переводами. Требуя в первую очередь дара, по крайней мере, равного автору оригинала, Жуковский настаивал, что переводчик трагедий «должен говорить языком страстей; следовательно и самые законы страстей должны быть ему известны… В противном случае изображаемые им герои, несмотря на пособие оригинала, при всем богатстве рифм, при самом усердном наблюдении цезуры и знаков препинания, будут говорить — бессмыслицу!» .

### 1810—1812 годы. Личные драмы
Зимой 1810 года Жуковский вновь оказался в состоянии кризиса, поскольку его путь разошёлся с «Вестником Европы» и не было определённости в отношениях с Протасовыми. Однако мать, которая давно стремилась вложить завещанные деньги в недвижимость, сообщила о том, что продаётся деревня Холх по соседству с Муратово и М. Г. Бунина хлопочет о приобретении половины её для Жуковского. Весной купчая уже была оформлена на имя Марии Григорьевны, которая расплатилась деньгами Е. Д. Турчаниновой и частично своими, а далее был оформлен дар на имя Василия Андреевича. В деревне Холх числилось 17 тягловых душ, но при этом Жуковскому ещё принадлежал слуга Максим, а кроме того за ним числились двое беглых слуг и трое братьев Казимировых, которые уехали в Тулу и освободились от крепостной зависимости явочным порядком, не платя оброка.
Всю весну 1810 года Жуковский провёл в Москве. Ещё зимой он познакомился с Батюшковым, произошло это на Дмитровке у Карамзина. После создания литературного общества Шишкова «Беседа любителей русского слова», Жуковский стал восприниматься как идейный глава и выразитель московского карамзинизма. В этом статусе его увековечил В. Л. Пушкин в «Послании В. А. Жуковскому», за что тот отказался публиковать эти стихи в «Вестнике Европы». Как пояснил он А. И. Тургеневу, причиной была их поэтическая слабость и перегруженность инвективами. Уже в следующем году «Послание» вошло в очередной том «Собрания русских стихотворений», редактируемых Жуковским.
Летом 1810 года Жуковский добрался до Протасовых, имение которых стало крупным культурным и светским центром. У Марии появилась новая гувернантка — писательница Шарлотта Моро де ла Мельтьер, переводчица «Песни о Нибелунгах»; ни о каком открытом выражении чувств не могло быть и речи. Личные неприятности накладывались на давление со стороны окружения Карамзина и лично Николая Михайловича: все рассчитывали, что Василий Андреевич напишет эпическую поэму на тему русской истории. Постепенно и он сам стал привыкать к задаче создания русского эпоса — в архиве сохранилась специальная тетрадь, озаглавленная «Мысли для поэмы». Он интенсивно читал исторические источники, а также ряд образцовых эпических поэм, начиная с Гомера, которого читал в английском переводе Поупа и немецком Фосса; рассчитывал он и на занятия классическими языками, чтобы прочитать «Илиаду» и «Энеиду» в оригинале. Отношения с Каченовским ухудшались, поскольку Жуковский поставлял в журнал исключительно переводы, тогда как от него ожидались оригинальные критические статьи, поэтические и драматургические произведения. Василий Андреевич отказался от обязанностей редактора-издателя с 1811 года. В этом году Каченовский принял в журнал вдвое меньше переводных материалов, однако печатал любые оригинальные поэтические тексты Жуковского.
В мае 1811 года ушла из жизни приёмная мать Жуковского Мария Григорьевна Бунина, а через 10 дней скончалась и Елизавета Дементьевна Турчанинова, которая привезла сыну известие об этом. Похоронив её на кладбище Новодевичьего монастыря, Василий Андреевич отправился в Холх. Здесь он мог каждодневно видеться с 18-летней М. Протасовой, принимал участие в усадебных забавах, например, совместно с Плещеевым были поставлены три шуточные пьесы. Для себя он писал совершенно другие стихи. Например, в огромном по объёму (почти 700 строк) послании Батюшкову, относящемся уже к 1812 году, он дал образ поэта, места для которого нет на Земле, поскольку, когда Зевс делил её между людьми, поэт пребывал в «стране воображения» .

#### «Светлана» и «Пловец»

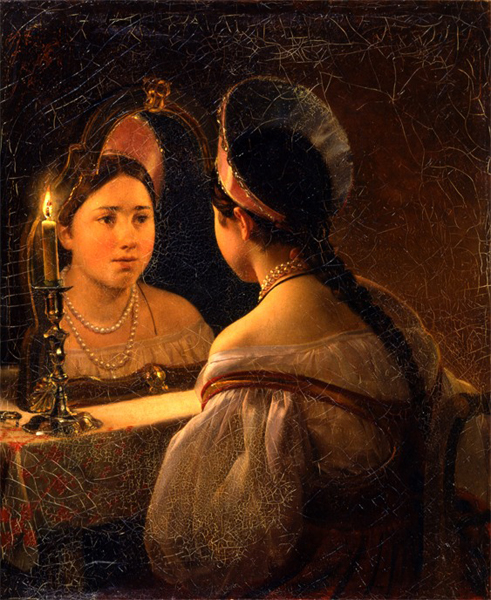
К. Брюллов. Гадающая Светлана, 1836, масло, холст, 94 × 81 см, Нижегородский государственный художественный музей

Большую часть 1812 года поэт провёл в Холхе, ненадолго выбираясь в Москву и Петербург по деловым и иным надобностям (например, вместе с Тургеневым был шафером на свадьбе Блудова в апреле). Вторжение в Россию армии Наполеона Бонапарта совпало с окончанием работы над балладой «Светлана» — вторым опытом переложения «Леноры» Бюргера. По определению Ю. Минералова, «это светлый лирический поворот немецкого сюжетного первоисточника», и качество поэзии было таково, что сделало «Светлану» едва ли не самым знаменитым произведением Жуковского. Открывалась баллада святочным гаданием:
Раз в крещенский вечерок

Девушки гадали:

За ворота башмачок,

Сняв с ноги, бросали;

Снег пололи; под окном

Слушали; кормили

Счётным курицу зерном;

Ярый воск топили…
«Милая Светлана», однако, не веселится вместе со своими подругами, которые пытаются вовлечь её в гадание. Проявляет она при этом не уныние, а грусть, причём в своём монологе апеллирует, по воле автора, к Ангелу-утешителю. И всё же легкомысленные подружки вовлекают Светлану в игру с силами тьмы: некто в образе её «милого» зовёт на венчание. Мчащиеся кони минуют некую церковь, в которой идут похороны, над ними вьётся «чёрный вран», каркая «Печаль!» и, наконец, оставшись одна, она заходит в некую избушку, видит чей-то гроб, свечку и «Спасов лик в ногах». Во всех без исключения двусмысленных ситуациях героиня ведёт себя по-христиански, и потому происходит чудо: голубок спасает Светлану от пробудившегося мертвеца. Собственно, весь сюжет немецкой баллады был Жуковским помещён в сон-предостережение — девушка уснула у зеркала в процессе гадания. Наутро санки примчали воротившегося жениха. Современников «поразил и умилил» русский лик поэмы, не условный, а реальный национальный колорит и православное истолкование морали оригинала. Антураж крещенского вечера позволил вывести сюжет из искусственного книжного романтизма в живую реальность того времени, что создало соответствующий художественный эффект. Хотя не Жуковский изобрёл имя Светланы, оно стало нарицательным и неоднократно упоминалось другими авторами именно в контексте поэзии Василия Андреевича. Светлана Жуковского вплоть до появления пушкинской Татьяны стала самым ярким поэтическим образом русской девушки. Собственно, в «Евгении Онегине» Татьяна при первом своём появлении была (словами Ленского) «грустна и молчалива, как Светлана». Впрочем, К. Батюшков писал Вяземскому, что несмотря на все свои достоинства, «Светлана» есть «безделка», тогда как Жуковского ждёт важный и достойный его дарования предмет.
В воспоминаниях К. Зейдлица содержалась романтизированная история, которая потом попала практически во все жизнеописания Жуковского. Он утверждал, что 3 августа 1812 года на праздновании дня рождения А. Плещеева в Черни произошёл двойной скандал. Во-первых, Василий Андреевич объявил о своём вступлении в ополчение, для чего ему надлежало отбыть в Москву. Во-вторых, он исполнил романс Плещеева «Пловец» на свои стихи, написанные в 1811 году (у Жуковского был «приятный мягкий бас»). «Пловец» развивал мотивы двух стихотворений, а именно «Добрая мать» (посвящённое Е. А. Протасовой) и «Желание» (перевод из Шиллера). Смысл послания лежал на поверхности: пловец — Жуковский — гибнет в волнах океана, но Провидение заносит его в райскую обитель, где он встретил трёх ангелов — мать и дочерей Протасовых. Е. А. Протасова попросила Жуковского удалиться и немедленно уехала сама. Судя по новейшим архивным изысканиям, Жуковский отбыл 2 августа; стихотворение было написано именно в связи с его отъездом в действующую армию. В дневнике, который летом и осенью 1812 года вели совместно Екатерина Афанасьевна, её дочери и А. Киреевская, между ним и Протасовой-старшей не зафиксировано никаких напряжённых отношений. Литографированное издание «Пловца» сохранилось в коллекции печатных листовок Отечественной войны 1812 года. Из этого следует, что если метафоры стихотворения имели автобиографический подтекст, то они не читались вне родственного круга. Текст о вере в спасительное, благословляющее Провидение, в предназначенную судьбу, в общественно-политическом контексте читался современниками совершенно по-другому.

### На военной службе

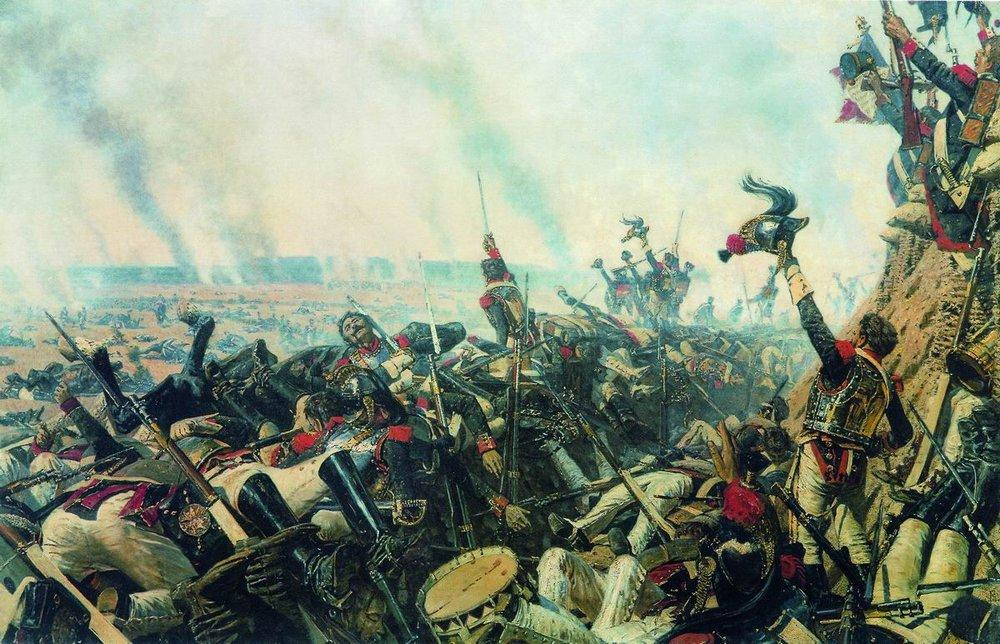
В. Верещагин. Конец Бородинского боя

Вяземский писал супруге, что проводил Жуковского в полк 17 августа 1812 года. К тому времени по выслуге лет у того был чин поручика, он имел право ехать верхом, но предпочёл идти в общем строю. Так он стал участником Бородинского сражения. После отхода армии к Тарутину служившие при штабе М. И. Кутузова братья Кайсаровы добились прикрепления к нему и Жуковского. В сентябре его отправили курьером в Орёл (куда предстояло эвакуировать около 5000 раненых) к лично знакомому ему губернатору П. И. Яковлеву. В губернаторском доме 10 сентября произошла встреча с М. Протасовой. В общей сложности Жуковский провёл в городе месяц, занимаясь обустройством госпиталей и делая закупки для армии. Совершил он и поездку в Чернь, где был с приязнью принят Е. А. Протасовой. В армию он выехал 10 октября и прибыл в Москву, только что оставленную захватчиками. Это стало исходной точкой для элегии-оды «Певец во стане русских воинов», самые первые варианты которой широко разошлись по армии в списках. По Ю. Минералову, успех «Певцу» обеспечило его простое построение — это открытый текст, в котором можно нанизывать всё новые строфы с упоминанием реальных героев войны 1812 года. К. Н. Батюшков использовал аналогичное построение в сатире «Певец в Беседе любителей русского слова», подставив на место генералов имена членов враждебного литературного общества. И. Лажечников, также участник войны, описывал в дневнике от 20 декабря, как в офицерском собрании читали и разбирали «Певца», которого выучили наизусть. В. Л. Пушкин со своей стороны писал П. А. Вяземскому, что это «лучшее произведение на российском языке». Стихотворение было помещено Каченовским в ноябрьскую книжку «Вестника Европы»; в 1813 году хлопотами А. И. Тургенева отдельное издание выпустил в Петербурге Глазунов.
Не имея ни способностей, ни талантов к военной службе, Жуковский нашёл себя при штабе, оформляя деловые бумаги по поручению квартирьера майора М. Д. Скобелева — деда знаменитого генерала. Произошло это случайно: не в состоянии составить записку на имя М. И. Кутузова, майор попросил поручика об одолжении, а далее стиль письма так понравился главнокомандующему, что Скобелев стал и далее выдавать Жуковскому письменные поручения. Об этом узнал Ермолов, и после сражения под Красным доложил князю Кутузову. 10 ноября 1812 года было в походной типографии отдельной листовкой было отпечатано стихотворение «К старцу Кутузову», позднее переделанное под названием «Вождю победителей». Появились и другие произведения, в том числе баллада «Ахилл», развитие одной из строф «Певца». Успехи Жуковского как пропагандиста и личное мужество, проявленное под Бородином и под Красным, были отмечены орденом св. Анны 2-й степени.
Под Вильно суровой зимой 1812 года Жуковский сильно простудился и слёг в горячке. 18 декабря его поместили в госпиталь. Ф. Глинка дважды навестил поэта в госпитале и описал посещения в своём дневнике. Слуга Жуковского вместе с вещами сбежал, оставив беспомощного поэта без всяких средств. Неразбериха была такая, что адъютант М. И. Кутузова не смог разыскать Жуковского, которого хотели взять в штаб армии на штатную должность. В Москве Тургенев и Вяземский ничего не могли узнать о судьбе Василия Андреевича, но, несколько оправившись, тот сам связался с Главным штабом. Жуковский был удостоен чина штабс-капитана, ему был предоставлен бессрочный отпуск по болезни. 6 января 1813 года он вернулся в Муратово.

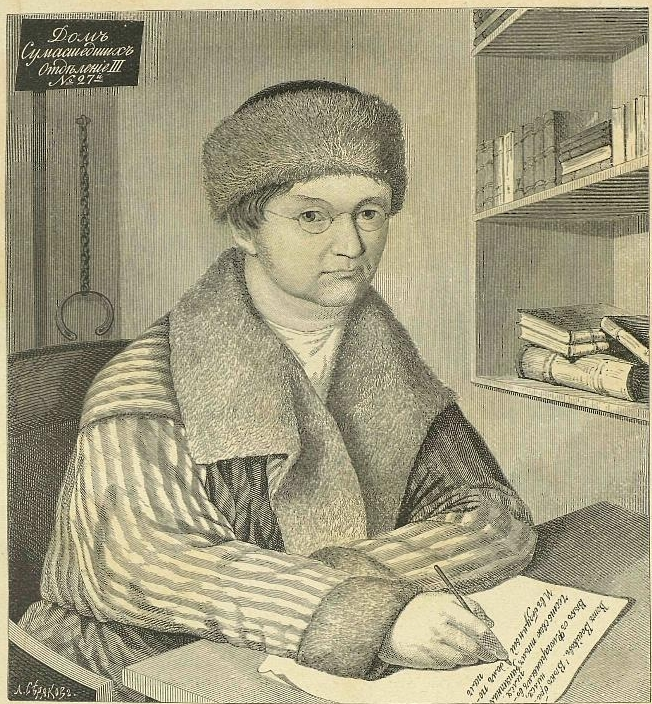
А. Ф. Воейков. Гравюра Л. Серякова из издания «Русские деятели в портретах», 1882

В апреле А. И. Тургенев стал призывать Жуковского в Петербург. Будущее поэта было туманным: из-за войны он потерял половину всех имевшихся у него средств, надо было восстанавливать гардероб, утраченный в пожаре Москвы, и так далее. Главным, однако, было то, что Василий Андреевич решился на ещё одно объяснение с Е. А. Протасовой и отклонял все призывы Тургенева и Вяземского вырваться из сельского уединения. Написал ему и С. С. Уваров, суля место в Педагогическом институте и призывая заняться переводами Вальтера Скотта и Байрона. Объяснение всё-таки последовало в марте 1814 года. Очередной отказ привёл к ухудшению здоровья М. Протасовой, а Жуковский в отчаянии писал всем подряд, пытаясь апеллировать к авторитету митрополита Филарета и даже императрицы. Он испытывал сильнейшее разочарование из-за того, что к нему прибыл А. Ф. Воейков, в судьбе которого он принял живейшее участие, устроил его (через Тургенева) профессором Дерптского университета. 23 марта 1814 года было объявлено о браке Воейкова с младшей из сестёр Протасовых — Александрой; при этом ничего не сделал для решения ситуации с Марией. Влюблённым оставалось только обмениваться миниатюрными тетрадками-дневниками. Венчание Воейкова прошло 14 июля, свадебным подарком Жуковского для Александры было издание «Светланы» с посвящением. Однако сам Воейков вскоре позволил себе против поэта грубую выходку; оскорблённый Жуковский немедленно уехал. В дальнейшем безнравственность А. Ф. Воейкова стала причиной ранней смерти его жены.

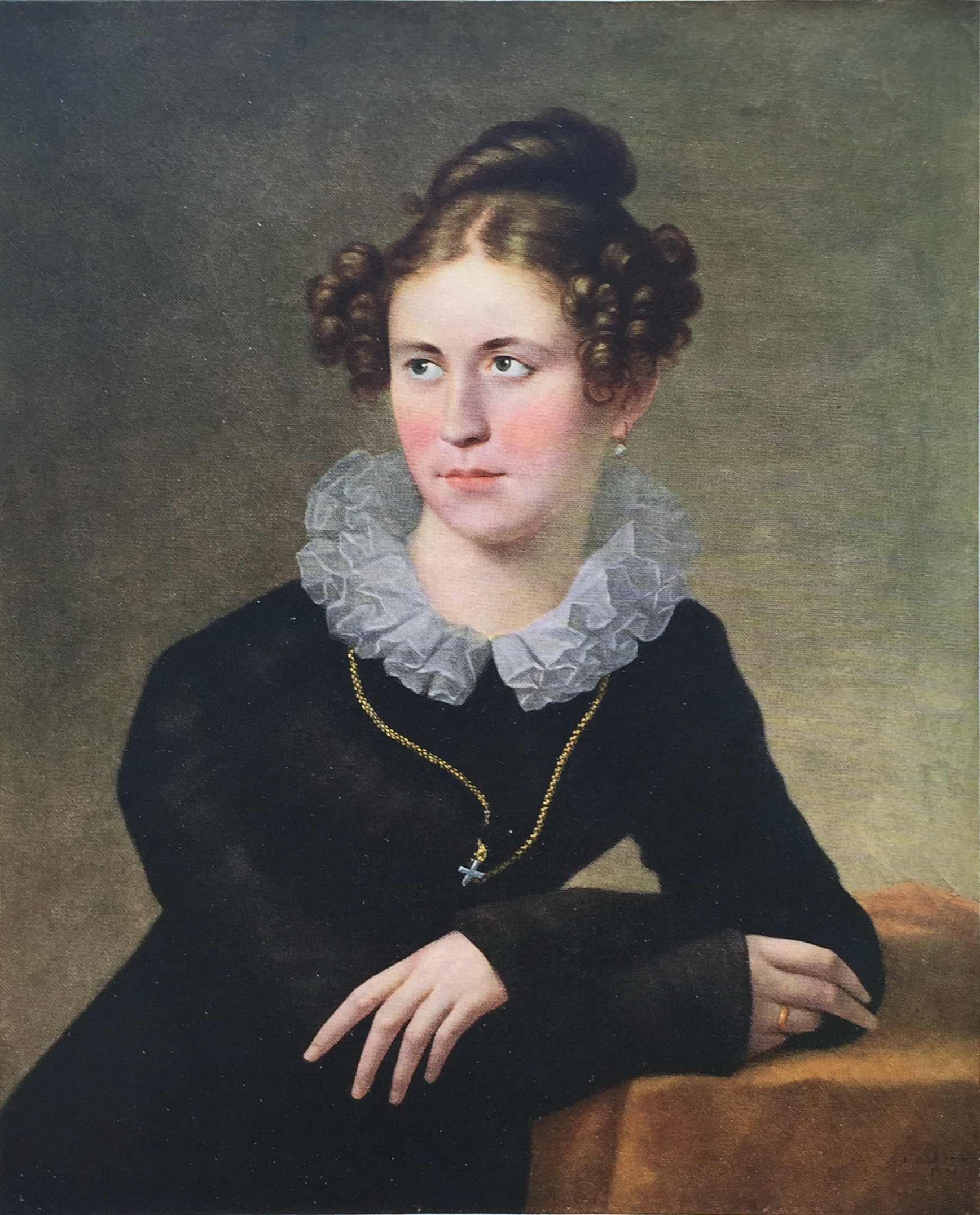
Юзеф Олешкевич. Портрет Александры Андреевны Воейковой, 1821

Любовные неурядицы в очередной раз подстёгивали творческие силы поэта. В сентябре — октябре 1814 года он поселился в Долбине. В дневнике тех дней намечен план взаимоотношений с Протасовыми и Воейковым. При этом в плане отражены не отношения, бывшие на самом деле, а те, которые должны быть. Вообще дневник 1814 года резко отличался как от ранних, так и от последующих дневников Жуковского, имея форму монолога-исповеди. Тогда же он написал общее послание князю Вяземскому и В. Л. Пушкину, утверждая независимость истинного поэта и от хвалы и от хулы «толпы». «Долбинская осень» оказалась настолько продуктивной, что сам Василий Андреевич увидел в этом некий «недобрый знак». В октябре — ноябре 1814 года он написал и перевёл: «К самому себе», «К Тургеневу, в ответ на стихи, присланные вместо письма», «Добрый совет (в альбом В. А. Азбукину)», «Библия» (с французского, из Л. Фонтана), «Мотылёк», шесть «Эпитафий», «Желание и наслаждение», два послания к Вяземскому (кроме обращённого к нему и В. Пушкину вместе), несколько посланий — к Черкасовым, Плещееву, Полонскому, Кавелину, Свечину, ряд поэтических миниатюр («Совесть», «Бесполезная скромность», «Закон» и другие), «Счастливый путь на берега Фокиды!», «Амур и мудрость», «Феникс и голубка», «К арфе» и несколько шуточных стихотворений: «Максим», «Ответы на вопросы в игру, называемую секретарь», «Любовная карусель (тульская баллада)», «Бесподобная записка к трём сестрицам в Москву»; несколько баллад: «Старушка» (впоследствии названная «Балладой, в которой описывается, как одна старушка ехала на чёрном коне вдвоём, и кто сидел впереди»), «Варвик», «Алина и Альсим», «Эльвина и Эдвин» и «Эолова арфа». В октябре он задумал продолжение написанной в 1810 году повести в стихах «Двенадцать спящих дев» — вторую часть он назвал «Искупление», а затем переименовал в «Вадима». Этому «Вадиму» Жуковский отдал часть того, что предполагал использовать во «Владимире», то есть «древнерусский» материал, связанный с Киевом и Новгородом.

### Дерпт и Петербург (1814—1817)

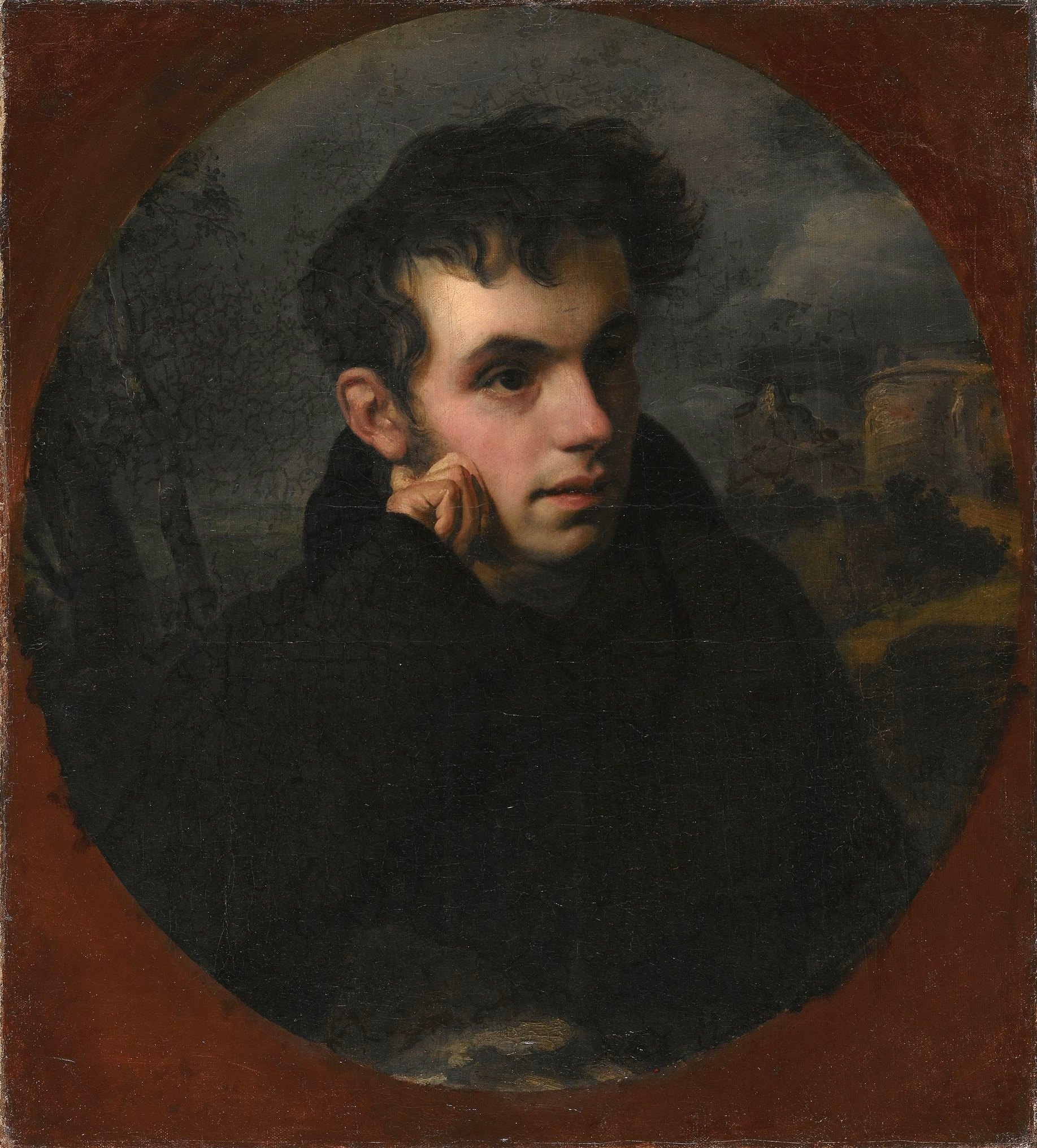
О. А. Кипренский. Портрет В. А. Жуковского, 1815, Третьяковская галерея

#### Замужество М. Протасовой
Поскольку А. Ф. Воейкову предстояло занять кафедру в Дерпте, всё семейство Протасовых собиралось перебираться в этот город. В. А. Жуковский добился того, что поедет вместе с ними — на положении «брата». Протасовы с Воейковым прибыли в Дерпт 15 февраля 1815 года, Жуковский выехал позже, не заезжая в Петербург, куда поначалу собирался. Судя по дневнику Воейкова, Жуковский прибыл в Дерпт 16 марта. В эти же дни А. И. Тургенев прочитал императрице Марии Фёдоровне послание Жуковского императору Александру, и она потребовала от Уварова принять в судьбе поэта участие. Положение Василия Андреевича в семье Протасовых вновь было чрезвычайно двусмысленным: сразу по прибытии он имел тяжёлый разговор с Е. А. Протасовой. Мать заявила, что общество Жуковского вредит репутации её дочери, и, наконец, 29 марта Василий Андреевич согласился на окончательный разрыв. Ещё 1 апреля он известил А. И. Тургенева об отъезде в Петербург, но в действительности оставался в Дерпте ещё целый месяц, поверяя дневнику историю своей душевной драмы.

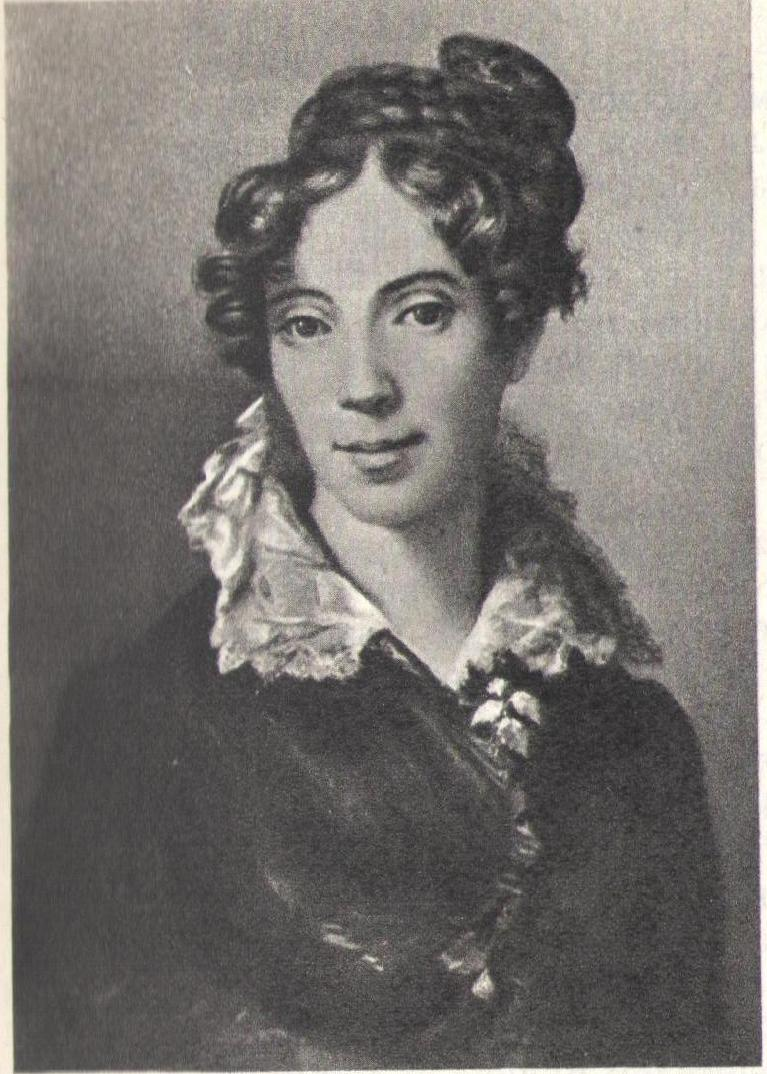
Портрет Марии Андреевны Мойер (Протасовой). Художник К.-А. Зенф, середина 1820-х годов

Наконец 4 мая Жуковский прибыл в Петербург. Его встреча переросла в бурное празднество с участием братьев Тургеневых, И. А. Крылова, С. С. Уварова и продолжилось на премьере «Ифигении в Авлиде» в переводе М. Лобанова. Вскоре Василий Андреевич был принят императрицей, но как только из Дерпта пришли известия, что А. Воейкова родила дочь, немедленно отбыл туда на крестины. В Дерпте он пробыл с 12 июля по 24 августа и далее вернулся в столицу. Несмотря на большой успех в свете и возможность издать собрание сочинений, Жуковского мучила депрессия, и он не собирался задерживаться в Петербурге. Депрессия только усилилась от письма М. Протасовой, в котором она извещала его, что выходит замуж за дерптского врача Мойера. Переписка поэта с Е. А. Протасовой, по-видимому, резкая по тону, не сохранилась. В январе 1816 года он в очередной раз посетил Дерпт, убедился в осознанности выбора Марии и даже подружился с Моейром. В апреле он вновь прибыл в Дерпт и 12 апреля был избран Дертским университетом почётным доктором философии. Остался здесь почти на год, по выражению А. Веселовского, «пожить утопией платонического „menage en trois“, напоминающего отношения Гёте к Шарлотте и Кестнеру». Он постарался убедить Е. А. Протасову отложить свадьбу на год. Наконец, М. Протасова обвенчалась с Мойером 14 января 1817 года. Жуковский писал Тургеневу:

Старое всё миновалось, а новое никуда не годится, слышим мы несколько месяцев спустя; душа как будто деревянная. Что из меня будет, не знаю. А часто, часто хотелось бы и совсем не быть. Поэзия молчит. Для неё ещё нет у меня души. Прошлая вся истрепалась, а новой я ещё не нажил. Мыкаюсь, как кегля.

А. Н. Веселовский отмечал, что «Дерптская жизнь односторонне и слабо отразилась в поэзии Жуковского; он не всегда „оживал“». За почти полтора года, проведённых в Дерпте, он дописал по просьбе Тургенева «Певца в Кремле» и против воли работал над «Вадимом». Романтическое движение требовало от великого поэта обращения к значительной теме из национального прошлого, но предыстория для него могла быть только немецкой или английской. В сущности говоря, для Жуковского — как и для карамзинистов вообще, — не существовало российской древности.

#### «Арзамасское общество безвестных людей»

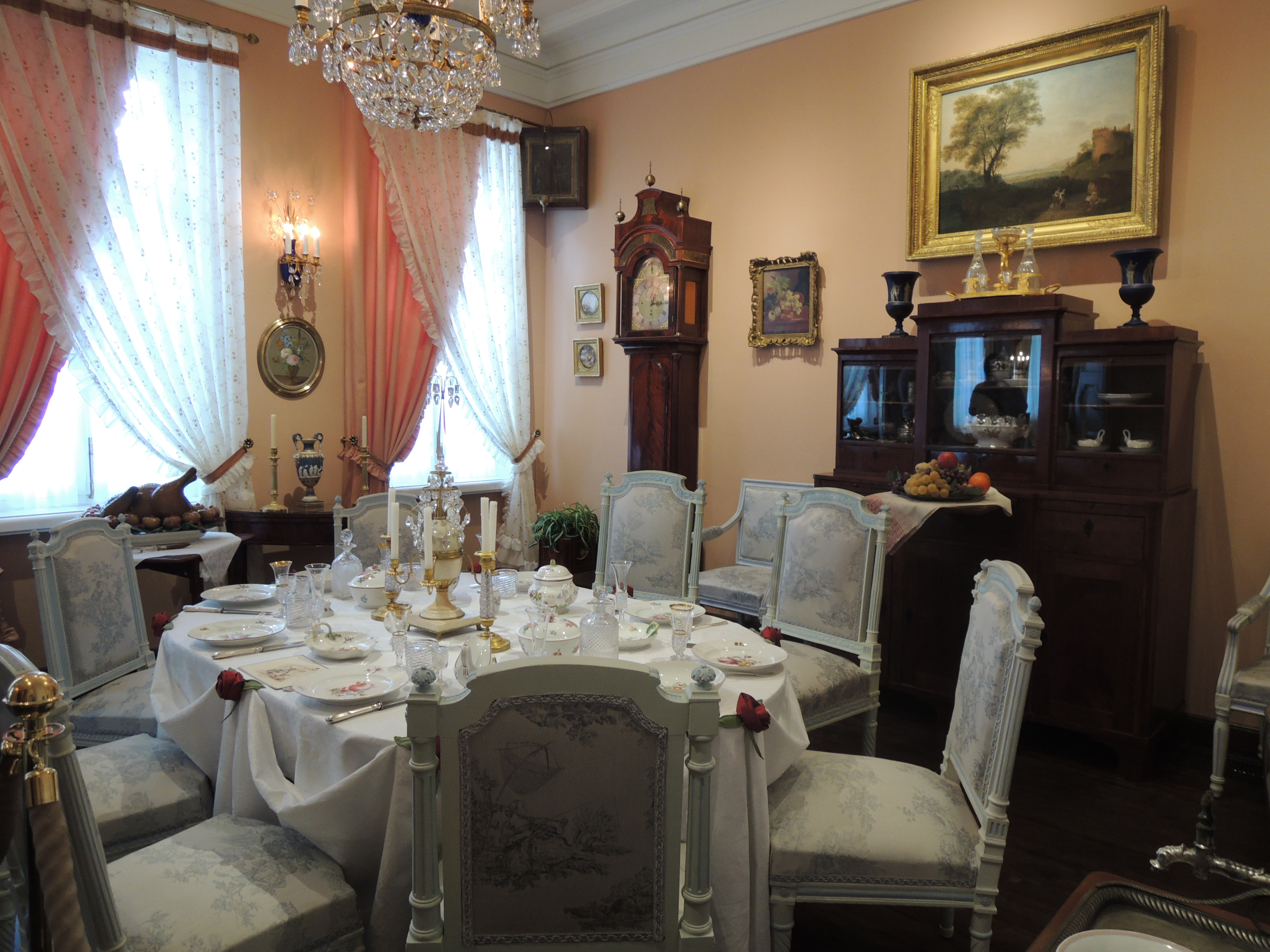
Столовая в Доме-музее Василия Львовича Пушкина с воспроизведением обеда общества «Арзамас»

Ещё 19 сентября 1815 года состоялось случайное знакомство Жуковского с лицеистом Александром Пушкиным — племянником Василия Львовича — о котором поэт сообщал в письме Вяземскому:

Это надежда нашей словесности. Боюсь только, чтобы он, вообразив себя зрелым, не мешал себе созреть! Нам всем надобно соединиться, чтобы помочь вырасти этому будущему гиганту, который всех нас перерастает. Ему надобно непременно учиться, и учиться не так, как мы учились!..

В 1815 году сложились условия объединения последователей Н. М. Карамзина в литературное общество. 23 сентября (5 октября) 1815 года прошла премьера пьесы драматурга и члена шишковской «Беседы» А. А. Шаховского «Урок кокеткам, или Липецкие воды», которая являлась сатирой на литераторов-романтиков в целом и лично В. А. Жуковского. Положительные персонажи были представлены патриотами, а сторонники иностранных и модных течений показаны в негативном ключе. Также в некоторых персонажах угадывались С. С. Уваров и В. Л. Пушкин (в пьесе прямо цитировался «Опасный сосед»). Комедия вызвала негативную реакцию присутствовавших карамзинистов и спровоцировала их на открытое противостояние «беседчикам». Самого Василия Львовича на петербургской премьере не было, он жил, как обычно, в Москве. Д. В. Дашков и П. А. Вяземский после премьеры опубликовали свои статьи в адрес Шаховского, а тексты и эпиграммы от того же Дашкова и Д. Н. Блудова, из-за их язвительности не годящиеся к печати, до автора «Липецких вод» доносил Ф. Ф. Вигель, чтобы ему отомстить. Конфликт вокруг пьесы послужил началом открытой полемики архаистов и новаторов, а также толчком к созданию карамзинистами своего общества.
Кружок, названный «Арзамасским обществом безвестных людей», собрался 14 (26) октября 1815 года в доме Уварова. Присутствовали шесть человек: Жуковский, Блудов, Уваров, Дашков, А. И. Тургенев и С. П. Жихарев. Они отказались от общения с членами «Беседы» и Российской Академии, приняв шуточное «крещение», после которого каждый получил прозвища, взятые из баллад Жуковского. На следующих собраниях в кружок были приняты П. И. Полетика, Д. П. Северин и А. Ф. Воейков. В знак уважения почётным членом кружка сделали и самого Карамзина. На встречах бывал и лицеист Александр Пушкин. В том же году он впервые провозгласил себя «арзамасцем» — так, например, он и подписывается в послании Жуковскому. Однако рассмотрение его кандидатуры и официальное принятие в кружок произошли позднее.
Прозвища участников «Арзамаса» брались из осмеянных А. А. Шаховским баллад В. А. Жуковского: С. С. Уваров — Старушка, Д. Н. Блудов — Кассандра, Д. В. Дашков — Чу, Ф. Ф. Вигель — Ивиков Журавль, С. П. Жихарев — Громобой, Д. П. Северин — Резвый Кот, А. И. Тургенев — Эолова Арфа, П. А. Вяземский — Асмодей, К. Н. Батюшков — Ахилл, А. С. Пушкин — Сверчок, Д. В. Давыдов — Армянин, А. Ф. Воейков — Дымная Печурка или Две Огромные Руки, сам В. А. Жуковский — Светлана. В октябре 1815 года членство было предложено и В. Л. Пушкину, которому Жуковский предложил имя «Пустынник»; его принятие в общество было обставлено сложной церемонией, пародирующей масонские ритуалы.
В 1816 году А. И. Тургенев через министра народного просвещения князя Голицына представил государю первый том собрания сочинений Жуковского, вышедшего в прошлом, 1815 году. 30 декабря 1816 года указом Александра I поэту, состоящему в чине штабс-капитана, была назначена пожизненная пенсия в 4000 рублей в год «как в ознаменование Моего к нему благоволения, так и для доставления нужной при его занятиях независимости состояния». Указ был оглашён на заседании «Арзамаса» 6 января следующего, 1817 года, и по этому поводу был устроен большой праздник.

## Наставник императорской семьи (1817—1841)

### Придворный учитель

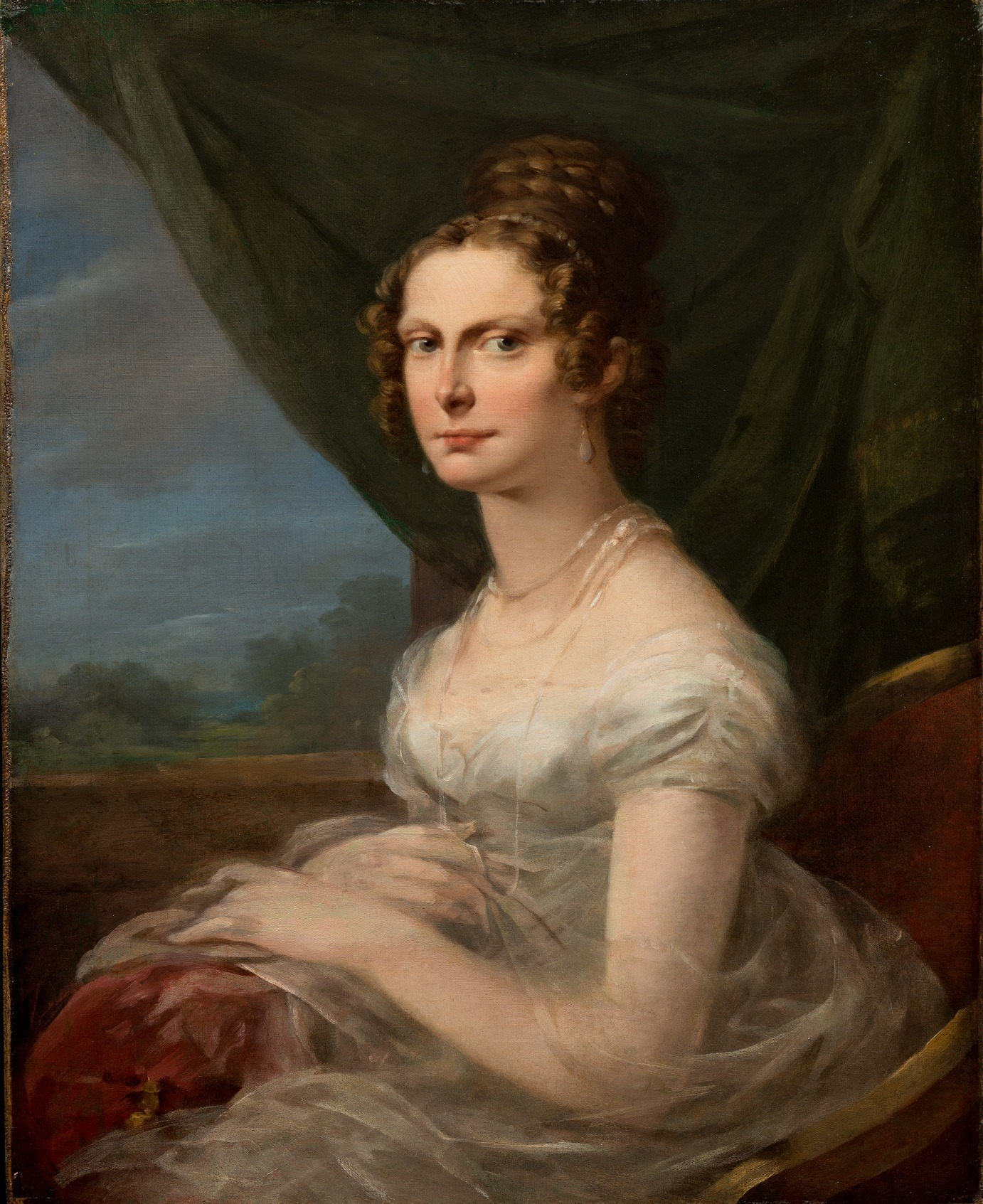
А. Молинари. Портрет великой княгини Александры Фёдоровны. 1817, Государственный исторический музей

Судьба Жуковского в очередной раз определилась случайно, в силу внешних обстоятельств: в конце апреля 1817 года в Дерпт прибыл Г. А. Глинка — помощник воспитателя при великих князьях Николае и Михаиле, назначенный также учителем русского языка молодой супруги великого князя Николая прусской принцессы Фредерики-Луизы-Шарлотты-Вильгельмины. Глинка был тяжело болен, но не мог оставить должности, не предложив замены, и поэтому обратился к Василию Андреевичу. Тургеневу Жуковский сообщал, что место чрезвычайно выгодное: 5000 рублей жалованья, квартира во дворце великого князя, занятия ежедневно по одному часу, прочее время свободное. «Обязанность моя соединена будет с совершенною независимостью. Это главное!.. Это не работа наёмника, а занятие благородное… Здесь много пищи для энтузиазма, для авторского таланта».
В ожидании назначения в мае Жуковский добрался до Петербурга, и вновь жил у Блудова, посещая арзамасские заседания. Здесь впервые буффонада основателя вступила в конфликт с новыми задачами общества, с нею несовместимыми. В. Афанасьев это описывал так: «„Арзамас“ словно вырос. Один Жуковский не хотел вырастать. И не из упрямства. Новые цели были ему неясны — в них не на что было ему опереться. Он видел, что первоначальный „Арзамас“ почти умер». Последний буффонный протокол Жуковского был скорее печален, чем весел:
Братья-друзья арзамасцы! Вы протокола послушать,

Верно, надеялись. Нет протокола! О чём протоколить?

Всё позабыл я, что было в прошедшем у нас заседаньи!

Всё! да и нечего помнить! С тех пор, как за ум мы взялися,

Ум от нас отступился! Мы перестали смеяться —

Смех заступила зевота, чума окаянной Беседы!..
И. И. Дмитриев поздравил Жуковского с Высочайшим благоволением 6 сентября, а вскоре поэт отправился вместе с монаршим семейством в Москву. В Москве он поначалу жил у Антонского, далее ему обустроили квартиру прямо в Кремле — в кельях Чудова монастыря. Первое занятие состоялось 22 октября, а спустя 5 дней Василий Андреевич писал в дневнике: «без всякого беспокойства… смотрю на будущее и весь отдан настоящему. Милая, привлекательная должность. Поэзия, свобода!» Далее в дневнике следовал беспощадный самоанализ, в котором Жуковский чётко разделил себя на две составляющие: первая — человек высоких и чистых побуждений, вторая — личность мелочная и слабая, которую всякая мелочь приводит в отчаяние. Великая княгиня не была в восторге от педагогических талантов своего учителя и впоследствии вспоминала, что «человек он был слишком поэтичный, чтобы оказаться хорошим учителем <…>. Поэтому русский язык я постигала плохо <…> в продолжение многих лет не имела духу произносить на нём цельных фраз». Занятия строились по схемам, разработанным самим Жуковским, преимущественно, по его же собственным переводам. Поскольку великая княгиня должна была родить, с мая 1818 года занятия прервались, но не прервалась работа Василия Андреевича. В октябре он — вместе с Карамзиным — был принят в шишковскую Академию Российскую, что не вызвало протестов в «Арзамасе». Проболев почти весь ноябрь, он за это время сделал множество переводов из Мольера («Мещанина во дворянстве») — вновь для занятий с великой княгиней.

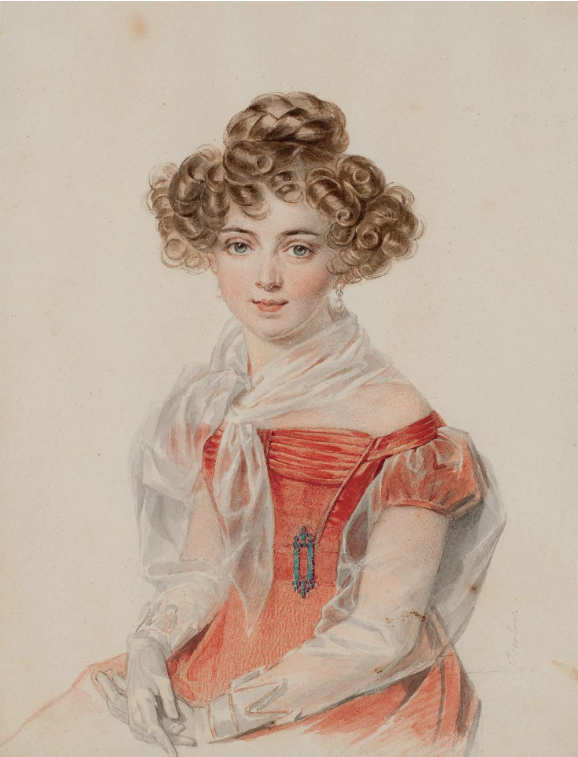
П. Соколов. Портрет графини Софьи Александровны Бобринской. Карандаш, акварель, бумага. 22,7 × 17,4 см. 1827, Государственный Эрмитаж

Ещё в ноябре 1817 года Н. М. Карамзин шутливо писал Жуковскому, что пытается приискать ему невесту. А. Н. Веселовский отмечал, что придворная служба и прошедший опыт «романтической любви» вновь даровали вкус к жизни 36-летнему Жуковскому и обострили в нём «тоску по счастью семейственной жизни». К 1819 году он увлёкся 22-летней фрейлиной императрицы графиней С. А. Самойловой, что проявилось в стихотворении «Платок графини Самойловой» — барочной фантазии по образцам А. Поупа. Отношения выстраивались по той же схеме, что и с М. Протасовой — осознавая разницу в социальном положении, робкий романтик не смеет препятствовать чужому счастью; объяснение состоялось — но не привело ни к чему.
Произошло это знакомство в Павловске, где Жуковский заканчивал грамматику русского языка для великой княгини. Он открыл в себе амплуа лёгкого салонного стихотворца, который легко сочинял стихи на случай и прочие экспромты, и, будучи незаурядным поэтом, смог создать альбомную поэзию в высоком качестве. Это было возможно благодаря его умению быть открытым и внутренней глубине, что позволяло ему шутить без тени раболепия со вдовствующей императрицей Марией Фёдоровной. Однажды она попросила его написать несколько строф о луне, а он создал за несколько дней поэму «Государыне императрице Марии Фёдоровне. Первый отчёт о луне, в июне 1819 года», к которому потом добавились «постскриптумы» и ещё один отчёт. Задолго до идиллии Гнедича «Рыбаки» здесь появилось описание белой ночи:
Изгнанница-луна теперь на вышину

Восходит нехотя, одним звездам блистает;

И величался прозрачностью ночей,

Неблагодарная земля её лучей

Совсем не замечает;

Едва, едва при них от сосен и дубов

Ложатся на траву сомнительные тени;

Едва трепещет блеск на зелени лугов,

Едва сквозь зыбкие, решетчатые сени

Прозрачным сумраком наполненных лесов

Печальный полусвет неверно проникает…
Примерно в том же духе в «отчёте» было выдержано описание заката солнца в Павловском парке. Лёгкость и живописная точность описаний была возможна благодаря свободному владению метром, когда шестистопный ямб переходил в четырёх-, а затем и трёхстопный. Жуковского также привлекала «Ундина» Фуке, но параллельно он внимательно изучал «Метаморфозы» Овидия — вновь вызревали некие планы.
Осень 1819 года прошла для Жуковского под знаком Гёте и Байрона. Он перевёл «Путешественника и поселянку» и начало стихотворного посвящения Гёте к одному из его сборников («Взошла заря. Дыханием приятным…»). А. И. Тургенев откровенно писал Вяземскому, что «Жуковский Байроном бредит и им питается». Вскоре князь Трубецкой и Н. И. Тургенев предложили Василию Андреевичу ознакомиться с уставом Союза благоденствия. В присущем ему риторическом стиле Жуковский отказался вступать в его ряды, ибо «счастливым почёл бы себя, если б мог убедиться, что в состоянии выполнить требования этого устава». Отчасти, согласно А. Н. Веселовскому, это объяснялось и его шиллеровским мировоззрением: его идеал — индивидуальное развитие, общественное — результат личного; единственное средство достигнуть политической и гражданской свободы — облагораживание индивидуального характера. Этих взглядов Жуковский последовательно придерживался всю жизнь.
На Рождество из предместья он перебрался в собственную квартиру в одном из флигелей Аничкова дворца, получив для обустройства отпуск. Здесь собирались литераторы — практически те же члены «Арзамаса»; А. С. Пушкин читал здесь последнюю песнь «Руслана и Людмилы». После чтения Жуковский подарил ему только что выполненный Эстеррейхом свой литографированный портрет с надписью: «Победителю-ученику от побеждённого учителя — в тот высокоторжественный день, в который он окончил свою поэму Руслан и Людмила. 1820, марта 26, великая пятница». Он принял большое участие в судьбе молодого поэта в связи с его одой «Вольность», обратившись к министру народного просвещения, что закончилось южной ссылкой Пушкина. Издание «Руслана и Людмилы» в Петербурге взял на себя Жуковский.

### «Невыразимое»
Одним из сложнейших для понимания и ключевых для характеристики мировоззрения Жуковского является стихотворение «Невыразимое» (1819). Его трактовка в литературоведении была надолго определена в книге Г. А. Гуковского 1946 года «Пушкин и русские романтики», в которой мировоззрение Жуковского трактовалось как тяготеющее к солипсизму. Эта трактовка основывалась на формуле Новалиса, близкого в мировоззренческом отношении Жуковскому: «Мы живём внутри огромного романа, и это равно относится и к великому и к малому». Философско-эстетическое кредо поэта, по Гуковскому, заключается «в том, что объективный мир природы — не есть то, что должно изображать искусство, не есть нечто подлинное, а что искусство призвано передавать лишь то невыразимое душевное волнение, те зыбкие оттенки настроений, которые составляют суть внутренней жизни сознания и для которых внешняя природа является лишь возбудителем, поводом». С этой формулой — с рядом оговорок — соглашались Н. В. Измайлов, а позднее и Ю. В. Манн. В то же время Г. М. Фридлендер категорически отвергал данное Гуковским определение. Напротив, по его мнению, «для Жуковского главной проблемой поэтического творчества было бессилие в передаче безграничной свободы, гармонии и красоты природы в наполняющем и одухотворяющем её динамическом движении». Собственно, уже на закате дней, в 1847 году Жуковский писал Н. В. Гоголю, что «человек не может творить из ничего», он должен стремиться «уловить смысл, музыку, гармонию реальности», сотворённой Творцом.
По Г. М. Фридлендеру, анализируя поэтику Жуковского, следует учитывать, что он был тонким искусным рисовальщиком, создавшим оригинальные графические пейзажи Мишенского, Павловска и других мест. При всей насыщенности его поэзии «музыкой чувств», в ней ощущается наблюдательность художника, стремящегося передать сложные, неуловимые оттенки и переходы не только внутреннего мира человека, но и окружающего его внешнего мира. Поэтому смысл «Невыразимого» не в противопоставлении души поэта и внешнего мира, а, напротив — в соединении и сопряжении их в высшем единстве. Природа имеет два лика — выразимый и невыразимый, при этом невыразимый её лик имманентен ей самой, а не привносится человеком. Язык искусства намного беднее языка природы, но задача искусства в том и состоит, чтобы выразить средствами «земного» языка внутренне ощущаемое целостное динамическое всеединство. Счастливые же мгновения единения души и сердца человека с миром природы связаны с проявлением Божественного начала, веянием высшего, потустороннего мира. В то же время, по Г. В. Фридлендеру, это «не столько специфические особенности поэтической программы Жуковского, сколько общие тенденции романтической лирики в целом».

### Путешествие в Германию и Швейцарию

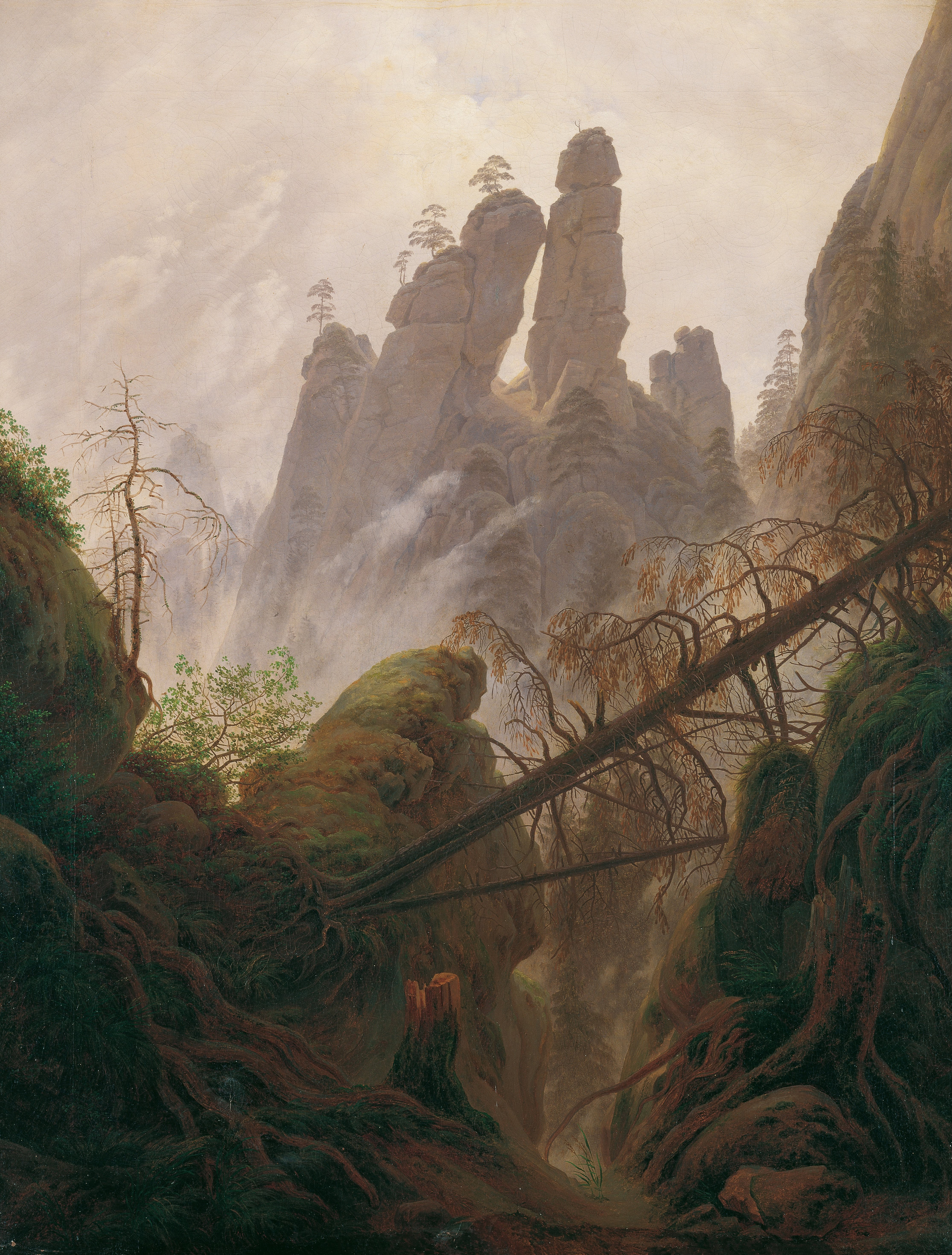
Каспар Фридрих. Горный пейзаж у Эльбы. Между 1822—1823, масло, холст, 94 × 74 см. Галерея Бельведер

В служебные обязанности Жуковского входило сопровождение венценосной ученицы во время зарубежных путешествий. На 1820 год была запланирована поездка в Германию, прощальный вечер Василий Андреевич дал 23 сентября. Около недели он провёл в Дерпте, оттуда сразу отправившись в Берлин. По О. Г. Егорову, поражает несоответствие количества впечатлений с их отображением в дневнике. В частности, по его же подсчётам, за 1821 год в разных городах Германии Жуковский посетил 62 драматических спектакля, 41 оперный, 6 балетов и 8 концертов, при этом некоторые оперы и драмы он слушал по 3—4 раза. Причина, видимо, была в том, что сложившийся ранее метод ведения дневника — диалог с воображаемым собеседником — не годился для новых впечатлений. Вдобавок, Жуковский, в отличие от Радищева, Карамзина или братьев Тургеневых, ехал в Европу уже сложившейся личностью и художником, более того — главой национальной школы поэзии.
Он посещал великосветские вечера и охотно общался со своей ученицей. Изобилие впечатлений и обострение эстетической чувствительности, как обычно, стимулировало работу над переводами и переложениями: в Берлине Жуковский закончил перевод «Орлеанской девы» Шиллера, а в период с 16 февраля по 6 марта 1821 года перевёл одну из поэм «Лаллы Рук», которую назвал «Пери и ангел»; осенью перевод был опубликован в «Сыне Отечества». Когда великая княгиня отправилась на воды в Эмс, Жуковский отпросился в Швейцарию. К тому времени он познакомился с Каспаром Фридрихом, чьё творчество и мировоззрение было очень близко его собственному. Василий Андреевич купил несколько картин Фридриха, которые неизменно украшали его кабинет, где бы ни обустраивался. Далее, в Дрездене Жуковский познакомился с Людвигом Тиком, который подарил ему экземпляр «Странствий Франца Штернбальда» с авторской правкой. Тик много говорил с Жуковским о Шекспире, поскольку переводил его трагедии и готовил к ним критический комментарий, причём они даже повздорили из-за «Гамлета», которого русский поэт вслед за Гёте считал «варварской» пьесой. Тик, известный искусством декламации, читал ему вслух «Макбета» и «Как вам это понравится»; в результате Жуковский пришёл к выводу, что Плещеев более талантливый комедиограф, чем Шекспир.

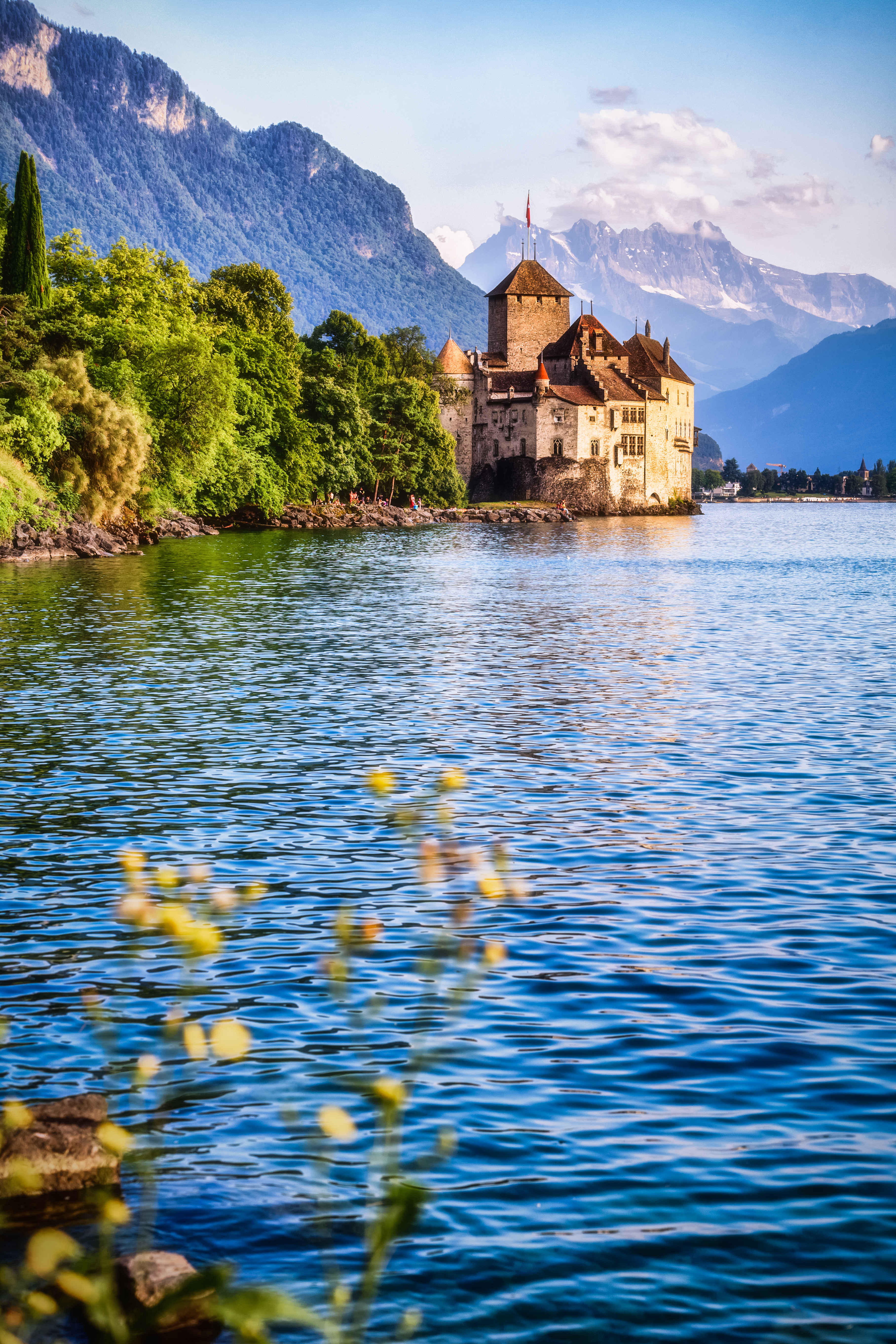
Шильонский замок. Фото 2013 года

Много времени Жуковский уделил Дрезденской галерее. Час, проведённый наедине с «Сикстинской Мадонной» Рафаэля, он потом именовал счастливейшим в своей жизни: «…сперва с некоторым усилием вошёл я в самого себя; потом ясно начал чувствовать, что душа распространяется… неизобразимое было для неё изображено… Не понимаю, как могла ограниченная живопись произвести необъятное… Приходит на мысль, что эта картина родилась в минуту чуда… Рафаэль как будто хотел изобразить для глаз верховное назначение души человеческой… Какую душу надлежало иметь, чтобы произвести подобное».
Жуковский многого ожидал от поездки в Швейцарию, в которую прибыл верхом через Сен-Готард 5 августа, а отбыл через Симплонскую дорогу, проложенную наполеоновскими инженерами. Он побывал в поместье Вольтера в Ферне и познакомился с историком Бонштеттеном, чью переписку с Миллером когда-то переводил для «Вестника Европы». Через Лозанну он прибыл в Веве, на Женевском озере остановился и делил своё время между рисованием пейзажей и углублённым чтением Байрона. Пешком он совершил экскурсию в Кларан, где встретил крестьянина, рассказывавшего ему о Руссо. Крестьянин был уверен, что Юлия Руссо не была выдумкой, а действительно жила в этих местах. Путеводителем для Жуковского служили «Письма русского путешественника» Карамзина. Шильонский замок Жуковский исследовал 3 сентября, отправившись туда на лодке. Вместо путеводителя с собой у него была поэма Байрона, поэту удалось отыскать камеру, где томился Боннивар, найти подпись Байрона на столбе и поставить рядом свою. В дневнике Жуковский писал, что «тюрьму Бонниварову Байрон весьма верно описал в своей несравненной поэме». На следующий же день в Веве он начал переводить поэму на русский язык, набросав прозаическое предисловие со своими впечатлениями. В тот же день, 4 сентября, он направился в Люцерн, а оттуда — через Франкфурт-на-Майне, Висбаден, Ханау, Фульду, Эйзенах, Эрфурт в Веймар. В Веймаре он был 29 октября и сразу же явился в дом Гёте, но тот находился в Йене. Жуковскому позволили осмотреть дом и сад, который он зарисовал. Далее он всё-таки добрался до Гёте, которому его представил русский поверенный Струве. Немецкий классик после их посещения писал, что «хочет положить начало отношениям». Жуковский также осмотрел дома Шиллера и Виланда, а затем направился в Дрезден. Тягостным оказалось общение с Батюшковым, испытывавшим симптомы душевной болезни и уничтожившим всё им написанное в Италии.
Подытоживая путешествие Жуковского за границу, А. Н. Веселовский писал: «Гёте вернулся из Италии новым человеком; с Жуковским не произошло никакой метаморфозы, всего менее во вкусе кн. Вяземского, который продолжал корить его „павловскими фрейлинами“, упрекая его и Тургенева, что, взысканные милостью двора, они „или слишком придворны или слишком беспечны“ и ничего не делают для своей родины, разнежив душу свою на острове Калипсо».

### Литературные и политические дела 1820-х годов

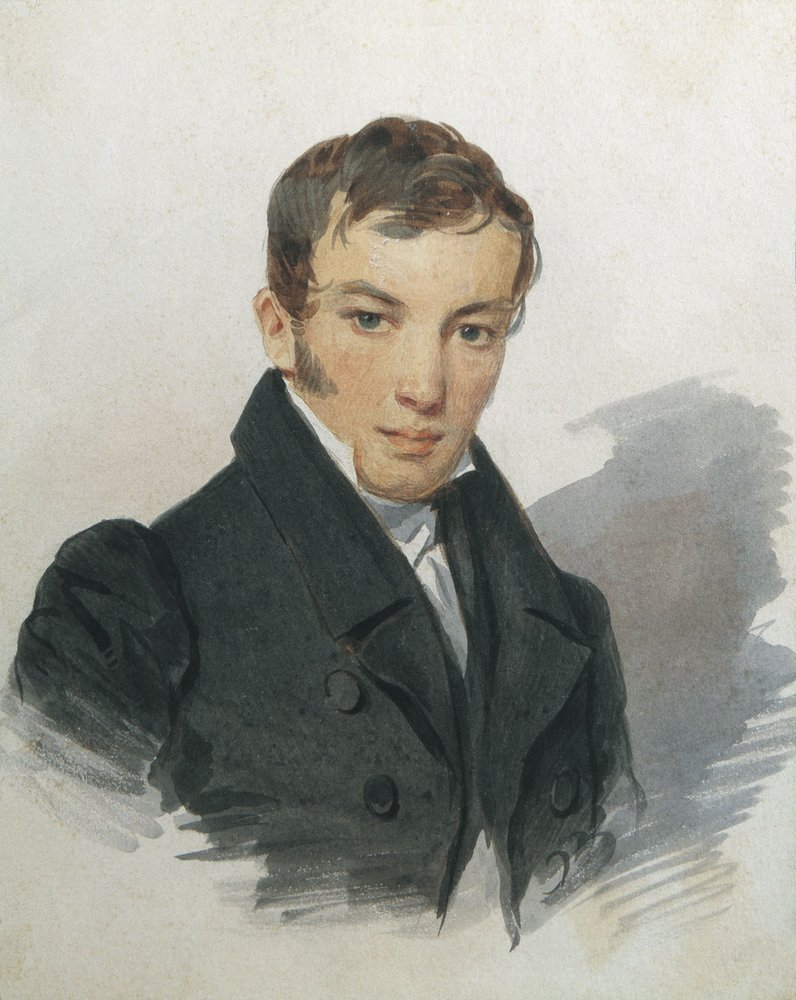
П. Соколов. Портрет В. А. Жуковского. 1820-е. Бумага, акварель. 19,5 × 15,5 см. Музей Тропинина, Москва

Вернувшись 6 февраля 1822 года в Петербург, Жуковский поселился в одной квартире с Воейковыми в Меншиковском доме напротив Аничкова дворца. Вскоре к ним переехала и Е. А. Протасова — Александра вновь была беременна. А. Ф. Воейков просил Жуковского и Тургенева исхлопотать ему место директора Царскосельского лицея. Василий Андреевич возражал, что это место неподходящее, чем вызвал следующую реакцию в дневнике Воейкова:

Что я могу ожидать от глупца, который живёт в эфире, который погубил собственное счастье, исполняя волю Екатерины Афанасьевны, сошедшей с ума на слезах ложной чувствительности.

Далее Жуковский пристроил его редактором газеты «Русский Инвалид» и журнала «Новости литературы»; благодаря этому салон Воейковых стал заметным событием в литературной жизни Петербурга. Среди прочих бытовых хлопот выделялся отпуск на волю слуги Максима, который так и остался в Белёве, а также выкуп у книготорговца Попова крепостных, которых Василий Андреевич «по глупости» разрешил приобрести на его имя.
В 1823 году вдовствующая императрица Мария Фёдоровна назначила Жуковского учителем русского языка невесты великого князя Михаила Павловича Фридерике Шарлотте Марии. Эти занятия шли до 1825 года.
Друзья Жуковского, в первую очередь Тургенев и Вяземский, были обеспокоены его литературным молчанием после возвращения из-за рубежа. С их точки зрения он вернулся «необновлённым». В ответ на критику в частных письмах и прессе Жуковский написал элегию «Море» о любви Моря к Небу и борьбе его страстно-тревожной со всеми стихиями. К маю был готов перевод «Орлеанской девы» Шиллера, о котором Карамзин высказался, что тот очень хорош для чтения, но он не знает, как могут это играть актёры. Театральная цензура не пропускала пьесы, направив её на прочтение министру внутренних дел графу Кочубею, который предложил некие сокращения и поправки. Об этом Василий Андреевич писал из Царского Села Гнедичу, который одновременно следил за изданием «Шильонского узника» Байрона — Жуковского и пушкинского «Кавказского пленника». В сентябре А. С. Пушкин так отреагировал в письме Гнедичу на выход поэмы в свет:

Злодей! В бореньях с трудностью силач необычайный. Должно быть Байроном, чтобы выразить с столь страшной истиной первые признаки сумасшествия, а Жуковским, чтобы это перевыразить. Мне кажется, что слог Жуковского в последнее время ужасно возмужал, хотя утратил первоначальную прелесть. Уж он не напишет ни Светланы, ни Людмилы, ни прелестных элегий 1-й части Спящих Дев. Дай Бог, чтоб он начал создавать…

Согласно В. Афанасьеву, никто в окружении Жуковского не понимал ни его творческого метода, ни направления развития как художника. Даже А. С. Пушкин, по-видимому, не воспринимал «Шильонского узника» как самостоятельное произведение. В Павловске Жуковский вновь принялся за переводы, одолжив у Гнедича латинское издание «Энеиды», выпущенное Дидо. Занимаясь латинским языком, он одновременно экспериментировал с гекзаметрами и отделал эпиллий «Разрушение Трои». Это была первая попытка перевода «Энеиды» на русский язык гекзаметром. Для души Василий Андреевич много рисовал и работал в технике офорта.
Эмоционально тяжёлым выдался для Жуковского 1823 год. Неудачно прошло знакомство с М. М. Сперанским в феврале на экзамене в Екатерининском институте: министр поинтересовался, не собирался ли Жуковский писать нечто оригинального, в духе национальной русской поэмы. В марте поэт ездил в Дерпт, где познакомился с Н. Языковым, близко сошедшимся с семейством Мойеров. Вскоре пришло известие о кончине родами Марии Мойер, не выжил и ребёнок. А. Воейкова, Мойер и Жуковский обсадили могилу деревьями. После всех потрясений Жуковский в конце апреля вторично вернулся в Петербург, куда 5 мая доставили Батюшкова: в Симферополе тот пытался покончить с собой и сжёг сундук своих любимых книг. Единственным человеком, которого он хотел видеть и вёл себя в его присутствии адекватно, был Жуковский. В конце лета пришло тяжёлое письмо от В. Кюхельбекера, который также думал о самоубийстве. Жуковскому удалось вернуть Вильгельму Карловичу вкус к жизни; издание поэмы «Кассандра», законченное в том же году, было снабжено поэтическим посвящением «духовному отцу» — Жуковскому. К концу 1823 года состояние Батюшкова стало таким, что Жуковский списался с начальством саксонской психиатрической лечебницы в Зоннештейне, имевшей репутацию лучшей в Европе. История на этом не закончилась: Батюшков просил у императора Александра I разрешения на постриг, на что ему было указано прежде пройти лечение в Дерпте. 6 мая 1824 года Жуковский повёз его — больной Батюшков соглашался только на его общество, даже сестра ехала отдельно. В Дерпте Батюшков сбежал, его с трудом удалось отыскать. Поскольку ни один врач не взялся за этот случай, Василий Андреевич отвёз его в Зонненштейн.
Чрезвычайно нелегко складывалась военная служба Баратынского. По предложению Жуковского он в декабре написал письмо с изложением причин ухода со службы. Это письмо Василий Андреевич с нарушением всех правил этикета довёл до сведения императора (через министра Голицына) и дело завершилось полным успехом. Сильно этому способствовали занятия языком с великой княгиней Александрой Фёдоровной, которые к тому времени превратились в литературные чтения. Когда она пожелала ознакомиться с современной русской литературой, Жуковский составил записку, в которой значились и опальный Пушкин, и Батюшков, и Баратынский, причём ссыльный Пушкин именовался «прекрасной надеждой России». По выражению В. Афанасьева, «в делах помощи Жуковский не боялся быть назойливым». Он добился от двора небольшой, но регулярной денежной помощи ослепшему И. Козлову, в дом которого ввёл всех своих знакомых. Единственной отрадой стало издание — за собственный счёт — трёхтомного собрания сочинений, печатанием которого занимался П. А. Плетнёв, искавший тогда связи в окружении Карамзина и Жуковского.
По А. С. Янушкевичу, собрание сочинений Жуковского было «смотром его достижений в области отдельных жанров: издание имело ярко выраженный жанровый принцип». Абсолютное большинство его программных стихотворений 1818—1824 годов — и «Таинственный посетитель», и «Невыразимое», и «К мимопролетевшему знакомому гению», и «Цвет завета», и «Лалла Рук» — не соответствовали строгим жанровым определениям; многие были опубликованы уже после издания собрания. Пушкин обвинял Жуковского в том, что он «слушается маркиза Блудова», не включая в собрание сочинений «Надпись к Гёте», «Ах, если б мой милый», «Гения».
Вернувшись после хлопот с Батюшковым в 1824 году в Петербург, Жуковский получил известия о смерти Байрона в Миссолунги. Вяземский писал Тургеневу: «Вот случай Жуковскому! Если он им не воспользуется, то дело кончено: знать пламенник его погас». Однако Жуковский, в противоположность множеству русских поэтов, даже первого ряда, промолчал. Не принял он участия в полемике вокруг пушкинского «Бахчисарайского фонтана», которая, собственно, была посвящена понятию романтизма и его национальным особенностям.
В ноябре 1824 года из Михайловского через брата Льва и личным письмом к Жуковскому обратился А. С. Пушкин, чьи отношения с отцом достигли тогда крайней точки. Это совпало с великим петербургским наводнением, которое не прервало заседаний литературного салона Воейковых. Гнедич читал в заседаниях отрывки «Илиады», Лев Пушкин — новую поэму брата «Цыганы», Козлов — поэму «Чернец». В феврале 1825 года, из-за отъезда А. Воейковой в Дерпт, собрания были перенесены к Козлову.
После назначения в 1825 году наставником великого князя Александра Николаевича Жуковский писал Вяземскому, что вынужден выбирать между двумя предметами не в пользу поэзии, поскольку заниматься двумя вещами не в состоянии. Дельвиг по этому поводу писал Пушкину:

Жуковский, я думаю, погиб невозвратно для поэзии. Он учит великого князя Александра Николаевича русской грамоте и, не шутя говорю, всё время посвящает на сочинение азбуки. Для каждой буквы рисует фигурку, а для складов картинки. Как обвинять его! Он исполнен великой идеи: образовать, может быть, царя. Польза и слава народа русского утешает несказанно сердце его.

### Декабристы

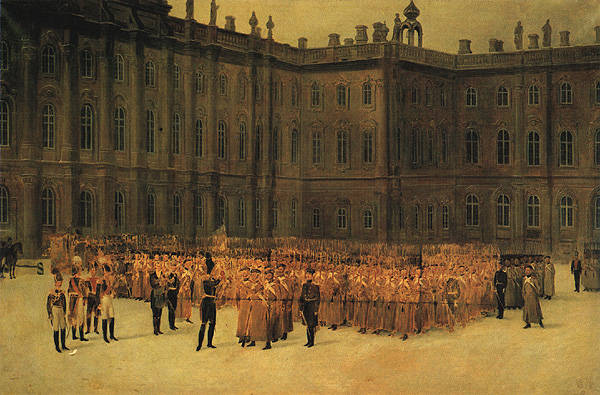
Николай I перед строем лейб-гвардии Сапёрного батальона во дворе Зимнего дворца

Лето 1825 года для Жуковского прошло в Павловске и Царском Селе обычным для него порядком. С осени он вновь обосновался в Аничковом дворце. Известия о кончине Александра I в Таганроге 27 ноября он встретил с прочими придворными в церкви Зимнего дворца. События 14 декабря он встретил также в Зимнем дворце и описал их по свежим впечатлениям 16-го числа А. И. Тургеневу. Он сообщал, что прибыл во дворец в 10 утра, присягнул в дворцовой церкви и виделся с новыми императором и императрицей:

Вообрази беспокойство! Быть во дворце и не иметь возможности выйти — я был в мундире и в башмаках — и ждать развязки! 

Об арестах В. А. Жуковский писал Анне Петровне Зонтаг уже в начале 1826 года. Его отношения к событиям характеризуют эпитеты, которые он использовал: «Наше бедствие имеет весь характер летней грозы после зноя: поля были изнурены засухой. Мы ждали дождя; гроза была, и был даже благодатный дождь… теперь посмотрим, воспользуются ли благотворением грозы, чтобы удобрить заброшенную ниву». Примечательно, что с делом декабристов оказался связан и А. С. Пушкин, который 20 января 1826 года просил Жуковского замолвить перед новым императором словечко за него. 7 марта он послал Жуковскому письмо, которое можно было бы показать царю, но 12 апреля Василий Андреевич решительно советовал о себе не напоминать, а если и писать — то «для славы»:

Ты ни в чём не замешан — это правда. Но в бумагах каждого из действовавших находятся стихи твои. Это худой способ подружиться с правительством…

С начала 1826 года Жуковского мучила сильная одышка, и ему был дан отпуск для лечения в Германии и подготовки к новому этапу обучения наследника престола, в рамках которой предстояло выработать общую программу учения и заказать все необходимые книги и пособия для учебной библиотеки. Перед отъездом он переслал средства для Батюшкова в Дрезден. Оставалась надежда, что у него останутся силы для поездки на коронацию в Москву, но уже к марту стало ясно, что срочно требуются лечение и отдых. Именно к этому времени к Жуковскому начали обращаться с просьбами родственники декабристов, первой была Елагина, хлопотавшая за Батенькова. Ответ был почти раздражённым:

Зачем вы возлагаете на меня такое дело, которое при малейшем вашем размышлении вы должны бы найти совершенно для меня неприступным? Зачем даёте мне печальную необходимость сказать вам: ничего не могу для вас сделать! В моём сердечном участии вам сомневаться не должно.

### Второе путешествие в Европу

#### Эмс

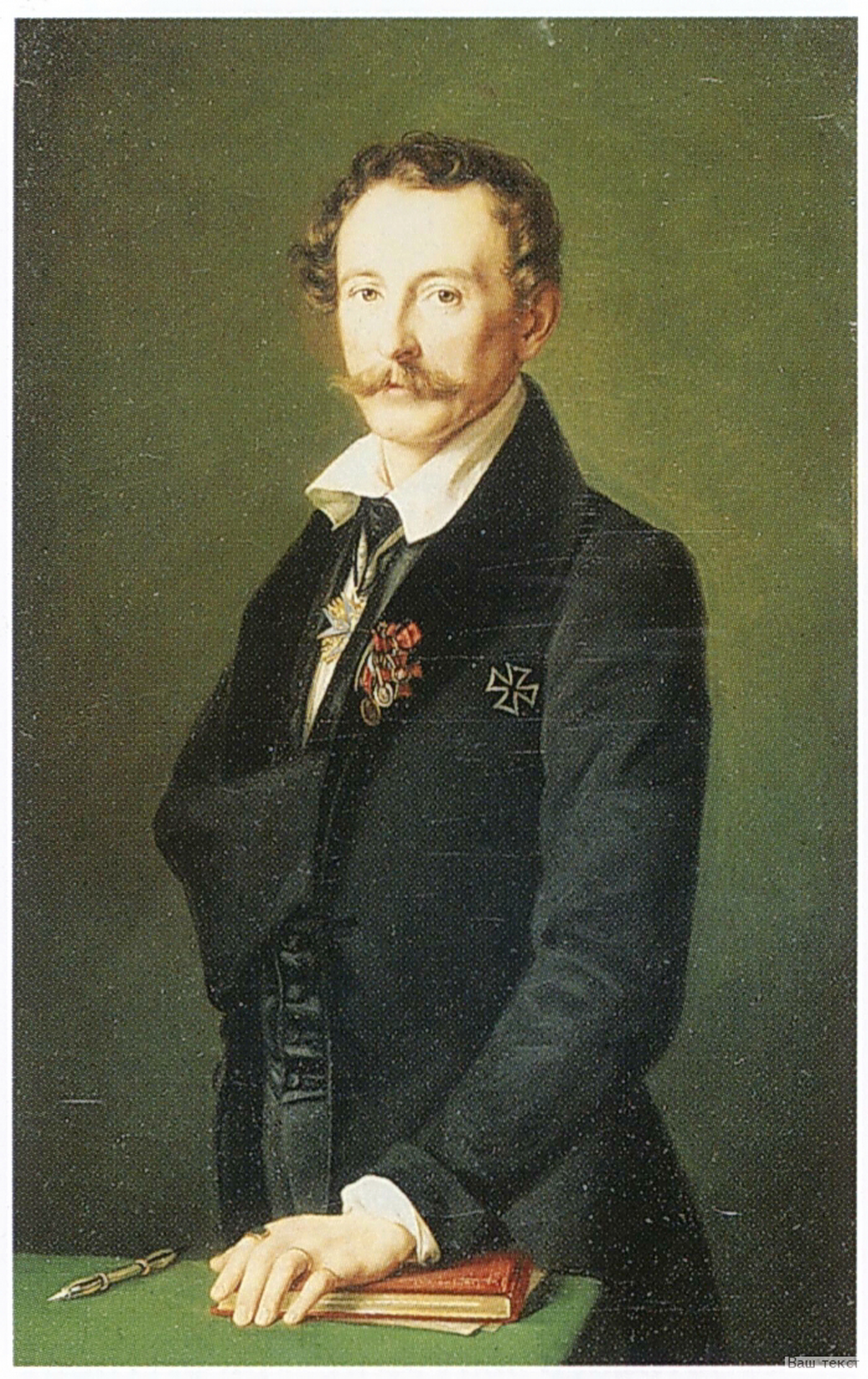
Т. Гильдебрандт. Портрет Герхарта Рейтерна, 1838

13 мая 1826 года, накануне навестив тяжело больного Карамзина, В. А. Жуковский отплыл из Кронштадта в Гамбург. Он чувствовал себя настолько скверно, что перед отходом судна направил А. И. Тургеневу распоряжение об уплатах и раздаче вещей в случае своей кончины. Благополучно добравшись до Гамбурга, он купил себе дормез и медленно направился к Эмсу. Дорогу помогал скрашивать перевод «Сида» Гердера, который он делал прямо на полях книги карандашом. В Эмс Жуковский прибыл 10 июня, встретив множество знакомых. Первым делом он нанял осла и отправился на прогулку. Только из газет он узнал о кончине Н. М. Карамзина и упрекал Тургенева и Вяземского, что они ничего ему не сообщили. Написал он и прочувствованное письмо вдове.
В Эмсе Жуковский познакомился и подружился с Герхартом Рейтерном — художником, который некогда находился на русской службе и потерял руку в Битве народов под Лейпцигом. Они стали вместе ходить на этюды и совершили путешествие по Рейну, хотя поэт всё ещё не оправился полностью. Наконец, в сентябре он добрался до Лейпцига и поселился вместе с братьями Александром и Сергеем Тургеневыми. После этого он испросил разрешения продлить отпуск по состоянию здоровья и отправился в Дрезден. Здесь Жуковский жил отшельником, занимаясь своей основной миссией.

#### «План воспитания наследника цесаревича Александра Николаевича»
В 1825 году в чине надворного советника Жуковский был назначен наставником будущего императора Александра II.
Идея воспитания наследника престола великого князя Александра Николаевича увлекла Жуковского. Ещё 15(27) ноября 1825 года он писал его матери:

В воспитании и обучении есть три основных срока, которые нужно с ясностью различать и отделять чёткими границами: Ребёнок — мужчина — государь. Ребёнок должен быть счастлив. Мужчина должен учиться и быть деятельным. Государь должен иметь великие замыслы, прекрасный идеал, возвышенный взгляд на его предназначение, ничего несбыточного, но естественный результат всего, что предшествовало. Нужно относиться к нему, как к ребёнку, в детстве, чтобы он мог стать однажды мужчиной и чем более будет он чувствовать себя мужчиной, тем менее усомнится он в том, что он государь, когда ещё не настанет пора быть государем, и тем более будет он рад представшей пред ним великой судьбе, когда однажды его поздравят с его титулом.

Судя по исследованию В. С. Киселёва и Э. М. Жиляковой, «План учения наследника цесаревича» создавался в самом конце 1825 — начале 1826 года, и дорабатывался в Лейпциге. План воспитания будущего императора Жуковский предполагал реализовать в три этапа, выступавших прообразами начального, среднего и высшего образования:
1. Первый — с 8 до 13 лет — включал в себя «приготовительное учение», то есть изучение общеобразовательных дисциплин
2. Второй период — с 13 до 18 лет — предусматривал «учение подробное», то есть систематический курс начал основных наук
3. Третий период — с 18 до 20 лет — «учение применительное», ориентированное на жизненную практику наследника престола, круг его «профессиональных» обязанностей.

Педагогическая система Жуковского была основана на методиках И. Песталоцци, которым Василий Андреевич посвятил в 1808—1811 годах несколько статей; в его личной библиотеке были книги по педагогике и собрание сочинений Песталоцци. А. С. Кайсаров, друг Андрея Ивановича Тургенева и Жуковского, посетил в Швейцарии Песталоцци во время обучения в Гёттингенском университете.
На практике идеи Песталоцци В. Жуковский начал реализовывать ещё при обучении великой княгини Александры Фёдоровны русскому языку в 1817—1820 годах. Он старался согласовывать занятия с повседневной жизнью ученицы и использовать другие рекомендации швейцарского педагога. Задача, стоящая перед Жуковским, была более чем нетривиальна: адаптировать модель Песталоцци, разработанную для народной школы, к элитарному индивидуальному образованию. На «приготовительном этапе» главной задачей становится научить ребёнка логическому мышлению, приучить его к постановке задач и их решению. Набор предметов этого блока Жуковский дополнил библейской историей и христианской нравственностью, то есть подчинил учение моральному воспитанию. Этот же принцип выдерживался и на втором этапе, когда систематическое усвоение основных наук становилось лишь фундаментом для нравственного самоопределения, ответа на вопрос, «что я должен быть» и «к чему я предназначен».
В. Жуковский сохранил и другие принципы Песталоцци, в частности, порядок и систематичность, дополняемые формированием собственной мотивации и интереса к дальнейшему обучению. Немалое место в программе занимала свобода, толкуемая следующим образом: «свобода означает свободно и с удовольствием делать то, что велит долг». На втором этапе огромную роль играла наглядность — с применением пособий, включая физические приборы и минералогические образцы, а также интерактивность, учёт индивидуальных качеств воспитанника. Спецификой обучения великого князя — наследника цесаревича, являлась минимизация влияний прямых его обязанностей — военных и придворных. Они были неизбежны, но, по мысли В. Жуковского, должны быть согласованы со всей системой обучения. Императора Николая он просил сократить переезды наследника и его участие в придворных церемониях. Военные занятия должны были помещаться в каникулярное время. В дальнейшем император Николай I пошёл навстречу наставнику и личным волевым решением впервые отправил сына в военные лагеря в 11-летнем возрасте, а не в 9-летнем, как это практиковалось ранее.
Существенное место в «Плане» занимало обучение истории как важнейшему предмету для политической деятельности государя; обязанность преподавать историю Жуковский брал на себя. Это также было влияние швейцарской педагогики, в данном случае — Иоганна Мюллера, письма которого Жуковский публиковал в переводе на русский язык. В исторических взглядах Мюллера Жуковский наиболее выделял идею истории как средства нравственного воспитания, а также верховенства закона, который сочетается с просвещённым автократическим правлением. Подавляющее большинство исследователей полагало неотделимость исторических взглядов В. Жуковского от концепции Н. Карамзина, что, впрочем, справедливо и для их литературных связей. Преподавание истории для наследника начиналось с начального этапа, и для этих целей поэт составил подробный конспект объёмного труда Карамзина «История государства Российского». Конспект сохранился, он включал ту часть сочинения Карамзина, которая посвящена истории Руси от 1230-х годов до 1480 года, то есть татаро-монгольскому игу. Как ключевая рассматривалась тема создания централизованного монархического государства. Педагогическая задача требовала более подробного, чем у Карамзина, рассмотрения вопроса о природе власти монарха; выбор и подача конкретного исторического материала и оценки были обусловлены прагматикой занятий с наследником.
Для нужд работы с наследником Жуковский приобрёл 22-томное издание Фенелона, опубликованное в 1822—1824 годах, «Начальный курс философии» Снелля, «Трактат об ощущениях» Кондильяка, «Проект воспитания и наставления принца» Эрнста Морица Арндта.

#### Дрезден
Описывая свои обыкновения, Жуковский отмечал, что в Дрездене ведёт жизнь «истинно поэтическую». Ему требовались эстетические впечатления: вместе с А. Тургеневым он посетил ателье художника Боссе, которому заказали ростовый портрет Василия Андреевича. Тургенев отмечал большое сходство этого портрета с оригиналом, он предназначался для Академии художеств в Петербурге. Фоном для портрета были взяты по желанию портретируемого окрестности Монблана. Василий Андреевич бывал и в литературном салоне фон Рекке, давней знакомой Гёте; здесь он мог общаться с Л. Тиком. По вечерам Жуковский и Сергей и Александр Тургеневы читали вслух; иногда устраивались посещения Батюшкова в Зонненштейне. Жуковский хлопотал через Гнедича о регулярной посылке жалованья Батюшкова в Германию.
В Дрездене Жуковский загорелся идеей реабилитировать Николая Тургенева, для чего в марте—апреле 1827 года была составлена «Записка», адресованная императору — Василию Андреевичу пересылали следственные материалы по декабристам. К «Записке» приложили и собственноручное письмо Тургенева Николаю Павловичу, на которые не последовало никакого ответа.

#### Париж, Эмс, Веймар

Парный портрет А. И. Тургенева и В. А. Жуковского в технике физионотраса. Художник Э. Бушарди, Париж, 1827

26 апреля 1827 года Жуковский с братьями Тургеневыми отбыли в Париж через Лейпциг: предстояли закупки немецких и французских книг для нужд воспитания цесаревича. В Лейпциг они прибыли к открытию книжной ярмарки, на которой Жуковский приобрёл изданий почти на 4000 талеров. Проблема заключалась в другом: психическое состояние Сергея Тургенева быстро ухудшалось, почти как у Батюшкова. В переписке Александра говорилось, что «слова ангела-хранителя» Жуковского действовали во время приступов на Сергея лучше всего. 20 мая Жуковский и Тургеневы прибыли в Париж. Произошли встречи с Шатобрианом, Бенжаменом Констаном и Ламартином, но душевной близости с иностранцем у них не возникло. Чаще Жуковский виделся с филантропом Дежерандо и с историком Гизо. Первые 10 дней прошли благополучно, но в ночь на 1 июня от судорожных припадков скончался Сергей Тургенев. После похорон на кладбище Пер Лашез Александр Тургенев и Жуковский провели в Париже ещё две недели. Следующим пунктом назначения были воды Эмса и, вероятно, Лондон, в котором скрывался последний из братьев Тургеневых — Николай, который отказался возвращаться в Россию на следствие. Помимо прочего, 1 июля Василий Андреевич направил императрице письмо, в котором рассуждал о кандидатуре преподавателя «науки государственного управления» для Александра Николаевича. Подходящей кандидатурой ему казался граф Иоанн Каподистрия, с которым он ранее встречался, и возобновил знакомство в Эмсе осенью 1826 года. Это предложение не было принято по причине чрезвычайной занятости Каподистрии государственными делами.
14 июля Тургенев и Жуковский прибыли в Эмс. Здесь он получил письмо от Александры Воейковой, пребывающей при смерти от чахотки, — она торопилась в Италию. Единственной хорошей новостью было то, что по рекомендации Жуковского Рейтерн получил звание придворного художника, регулярное жалованье, бессрочное право проживания в Германии, а сверх того мог писать для российского двора картины на темы, избираемые самостоятельно. Тургеневу не удалось получить паспорта для въезда в Англию, и он отправился в Париж, Жуковский же с Рейтерном поехали к Гёте в Веймар через Франкфурт — родину знаменитого писателя. К Гёте Василий Андреевич отправился в день прибытия в Веймар — 4 сентября 1827 года. 5 сентября Жуковский и Рейтерн навестили Гёте в сопровождении канцлера Мюллера, и утренний визит оказался удачным. Мюллер свидетельствовал, что Гёте был тронут: «я ещё никогда не видал его более любезным, приветливым и общительным». Рейтерн восторженно писал жене в тот день, что Гёте «указал ему путь художника». 6 сентября Рейтерн и Жуковский пришли в дом Гёте третий раз с подарками — собственноручным рисунком Рейтерна «Лес в Виллингсгаузене в августе 1826 года» и картиной дрезденца Каруса (подарок Жуковского), сопровождаемой четверостишием «Приношение»:
Тому, кто арфою чудесный мир творит!

Кто таинства покров с Создания снимает,

Минувшее животворит

И будущее предрешает!
Русский текст сопровождался французским переводом.
В дневнике Жуковский резюмировал их беседу о Байроне, которого Гёте ставил в один ряд с Гомером и Шекспиром; Шиллере, Виланде, Якоби и Гердере. Прощальное стихотворение Гёте принял холодно, 8 сентября Жуковский отбыл в Лейпциг, где воссоединился с Александром Тургеневым. Ещё через день он был в Берлине. Там он получил письмо А. Воейковой. Перед отъездом, уже будучи тяжело больной, она занималась обустройством квартиры Жуковского в Шепелевском дворце — рядом с резиденцией царского семейства. Квартира описывалась здесь же — 4 комнаты, из которых большая — центральная с камином, и вокруг ещё три, одна из которых — с русской печью. «Всё чисто и весело, только ужасно высоко», — то есть на четвёртом этаже. Лично Александра-Светлана и Жуковский увиделись 13 сентября; Василий Андреевич, видя её состояние, задержал её в Берлине на десять дней, возил в Потсдам и Шарлоттенбург. В ноябре она обосновалась в Гиере, но уже была очень плоха — открылось кровотечение горлом. Жуковский, возвращаясь в Петербург, остановился в Дерпте у Е. А. Протасовой на четыре дня.

### Петербург. «Литературное молчание»
Осенью 1827 года произошло знакомство Жуковского с А. Мицкевичем, по рекомендации Елагиной. После переезда в Шепелевский дворец по субботам Жуковский принимал литературных друзей и знакомых, в остальное время работал над воспитанием наследника цесаревича. Воейковой он писал:

…Час от часу отделяюсь далее от света. Не знаю, хорошо ли это, но оно так. Мне по-настоящему не надо разлучаться с современным; напротив — надобно бы за ним следовать внимательно. Но это для меня невозможно, не умею гоняться за двумя зайцами.

Только 13 марта 1828 года письмо Н. Тургенева и Жуковского попало в поле зрения императора, но в приватной беседе Николай Павлович сказал: «признаюсь, не убеждён». Об этом кратком разговоре Василий Андреевич сообщал Тургеневым в Лондон, но просил не обнадёживаться. Продолжались литературные собрания: у Жуковского Пушкин впервые публично прочитал «Полтаву», а Мицкевич «Конрада Валленрода» .
Утраты продолжались: в августе 1828 года в Москву доставили из Дрездена Батюшкова, который так и не понимал, где находится. Больной поэт всё время рисовал, варьируя мотивы гибели своего друга Петина в 1813 году. В 1829 году резко ухудшилось состояние А. Воейковой, которую перевезли в Пизу. К февралю она уже была не в состоянии самостоятельно передвигаться, но так и не решилась написать Жуковскому напрямую. Скончалась она 14 февраля, не успев прочитать прощальное послание Василия Андреевича. Её детей лечащий врач привёз в Петербург.
В апреле Василий Андреевич посетил Дерпт в составе свиты наследника — предстояла поездка в Варшаву и Берлин. В Варшаве намечалась коронация Николая I польской короной и далее — государственный визит в Пруссию. У Жуковского было право самостоятельного передвижения, но он был обязан представительствовать на важнейших мероприятиях. Путешествие не оставило следов, и было коротким — 10 дней в Варшаве и 8 — в Берлине.

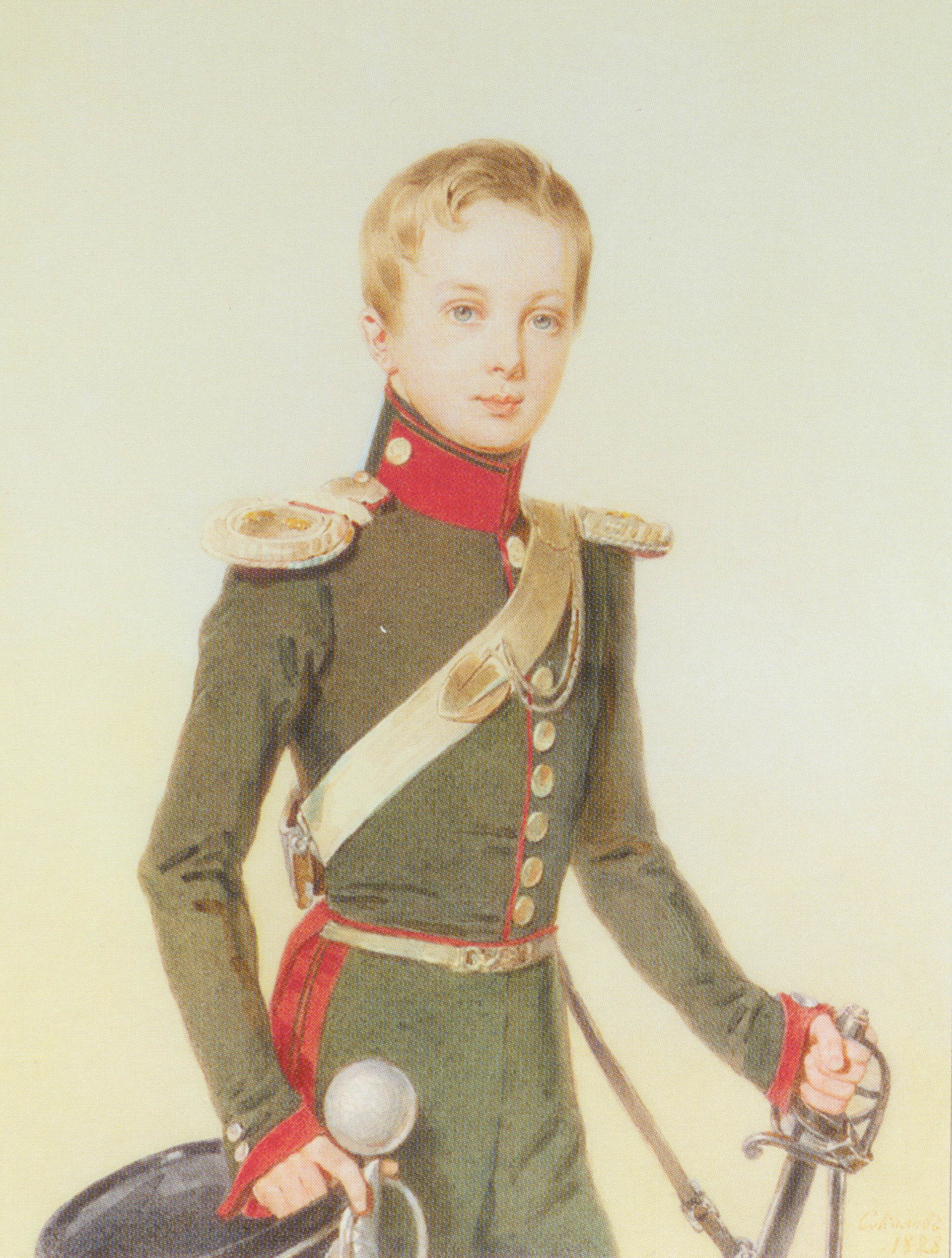
П. Соколов. Великий князь Александр Николаевич, 1828

С 1 января 1828 года официально начались занятия с наследником цесаревичем. В этот день поэт преподнёс воспитаннику картину неизвестного художника с изображением Александра Невского в отрочестве. Подарок сопровождался письмом с разъяснением значения и главных идей картины. В этом проявился, по словам Т. Гузаирова, одновременный идеализм и прагматизм Жуковского. Будущий полководец был изображён в час рассвета молящимся. Император настаивал, что его сын должен получить тщательное и последовательное военное обучение, поскольку, будучи человеком верующим и фаталистом, полагал, что династию 14 декабря спас Бог, но это произошло благодаря его полководческому таланту. Задачей Жуковского-историка было предотвратить условия для возникновения нового мятежа, но планы императора были препятствием для воспитания идеального правителя, как он виделся Василию Андреевичу. После революции во Франции 1830 года и польских событий идеалом Николая I окончательно стал монарх-воин, что отразилось и в тексте мемуаров о событиях 14 декабря 1825 года, предназначенных только для членов семьи. В дальнейшем отношения между Жуковским, Николаем Павловичем и Александром Николаевичем периодически колебались между надеждой и разочарованием. Например, в дневнике от 21 мая 1834 года поэт писал: «Мои сношения с ним, в течение времени, от обстоятельств, которые должны нас обогатить, вместо того чтобы утвердиться и обратиться в привычку, делались весьма чем-то слабым: мы бываем вместе, но той связи душ, которая должна существовать между нами, нет».
Жуковский редко покидал дворец, изредка посещая лишь Козлова и графиню Лаваль. К тому времени просьб помочь декабристам накопилось столько, что в январе 1830 года Жуковский решился написать письмо с просьбой об общей амнистии, поводом для которого была участь А. Тургенева и его брата, которые скрывались в Лондоне. Письмо так и не было отправлено, поскольку он предварительно предпринял беседу с монархом; «свидание было не объяснение, а род головомойки, в которой мне нельзя было поместить почти ни одного слова». Василий Андреевич всё-таки передал законченный текст императрице, что не имело никаких последствий. Впрочем, недовольство монарха вызвали литературные распри между Гречем, Булгариным и Воейковым, в которых все стороны обращались к авторитету Жуковского, а он неизменно поддерживал Воейкова. Однако и в этом случае благодаря хлопотам императрицы, проблему удалось перевести в личную плоскость и знаковым стало приглашение Жуковского на семейный бал-маскарад.

### Литературная деятельность 1830-х годов

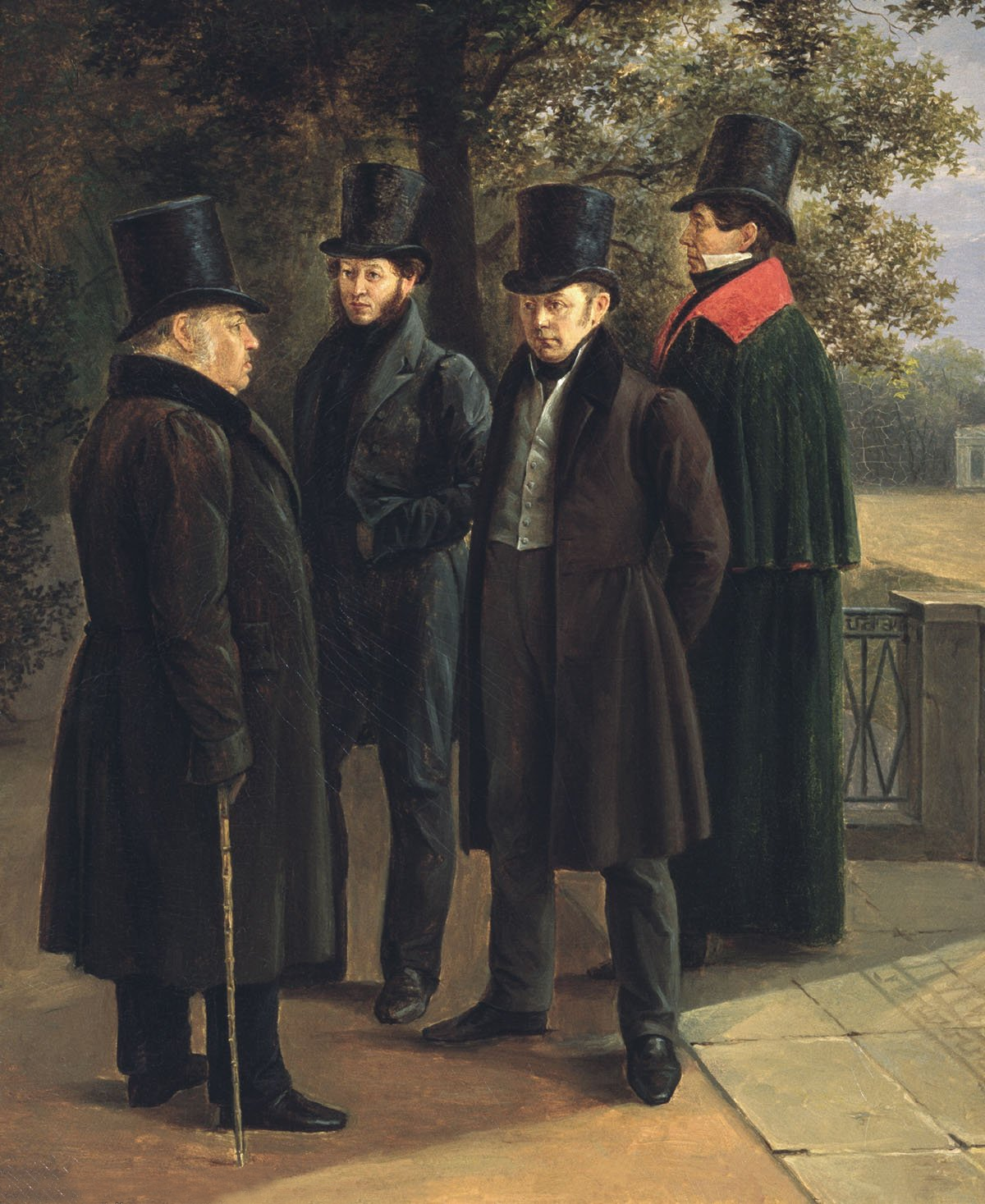
Г. Чернецов. Крылов, Пушкин, Жуковский и Гнедич в Летнем саду, 1832

С 1831 года начался новый этап в поэтическом творчестве Жуковского. В январе он перевёл два больших отрывка «Сида», положив в его основу перевод Гердера, но для понимания ритмического строя испанской поэзии пользовался и подлинными романсами. В июле 1831 года вышли сразу два издания: «Баллады и повести В. А. Жуковского» в двух частях и «Баллады и повести В. А. Жуковского» в одном томе. Во втором издании был «Сид», которого не было в первом. По А. С. Янушкевичу, Жуковский представил читателям «два своих творческих лика, напомнив о своём прошлом творчестве и познакомив с новыми произведениями». Второе издание представляло новое качество его поэзии. Одну из самых высоких оценок этим изданиям дал Н. В. Гоголь — Жуковский и Плетнёв помогли ему найти в столице службу — «Чудное дело! Жуковского узнать нельзя. Кажется появился новый обширный поэт…». Действительно, в 12 новых балладах, образующих внутреннее единство, явно наметился процесс эпизации жанра, сближения лирической баллады со стихотворной повестью. В центре всех новых произведений Жуковского — тема судьбы, своеобразного поединка человека и обстоятельств, поскольку с этим было связано его представление о достоинстве личности, смысле человеческого существования вообще. В. Афанасьев связывал отход Жуковского от лирики с кончиной М. Протасовой-Мойер, но в то же время отмечал, что «есть переход поэзии Жуковского в новое качество, но разрыва — границы — не видно. Поэзия его едина. Эпос его вырос на почве его лирики».
Во время холерной эпидемии 1831 года двор спасался в Царском селе, Жуковского разместили в Александровском дворце. Соседом его был А. С. Пушкин, живший в доме (даче) А. К. Китаевой на Колпинской улице. Они часто общались и обменивались новыми творениями, Пушкин писал Вяземскому 3 сентября: «…так его и несёт. Редкой день не прочтёт мне чего нового; нынешний год он верно написал целый том». Общались они с Н. В. Гоголем, который обосновался учителем в Павловске в семье Васильчиковых; он тогда готовил к печати первую часть «Вечеров на хуторе близ Диканьки». Пушкин и Жуковский практически одновременно обратились к стихотворной сказке: Пушкин в 1831 году написал «Сказку о царе Салтане», Жуковский — «Сказку о царе Берендее», «Спящую царевну» и «Войну мышей и лягушек», первую и третью — гекзаметрами, вторую — четырёхстопным хореем с одними мужскими рифмами.
В октябре 1831 года Жуковский сопровождал наследника в Москву и смог общаться с И. Киреевским, который начинал издание журнала «Европеец». Василий Андреевич отдал ему «Войну мышей и лягушек». Два первых номера вышли уже в январе следующего, 1832 года. Установочная статья «Девятнадцатый век» вызвала неудовольствие государя, при попытке заступиться за издателя у Жуковского и Николая Павловича возник крупный конфликт, после чего наставник перестал являться в учебную комнату великого князя. При посредничестве императрицы и этот конфликт был разрешён, император даже лично навестил литератора — мириться. Жуковский, однако, написал два резких письма — лично государю и А. Х. Бенкендорфу. Журнал тем не менее отстоять не удалось. Это вызвало известные трения во время обеда у Смирдина в честь переезда его книжной лавки, публичной библиотеки и издательства, когда в большом библиотечном зале собрались все петербургские литераторы. Было решено издать альманах «Новоселье А. Ф. Смирдина», именно Жуковский открыл подписку обязавшихся дать в издание свои новые произведения.

### Третье европейское путешествие

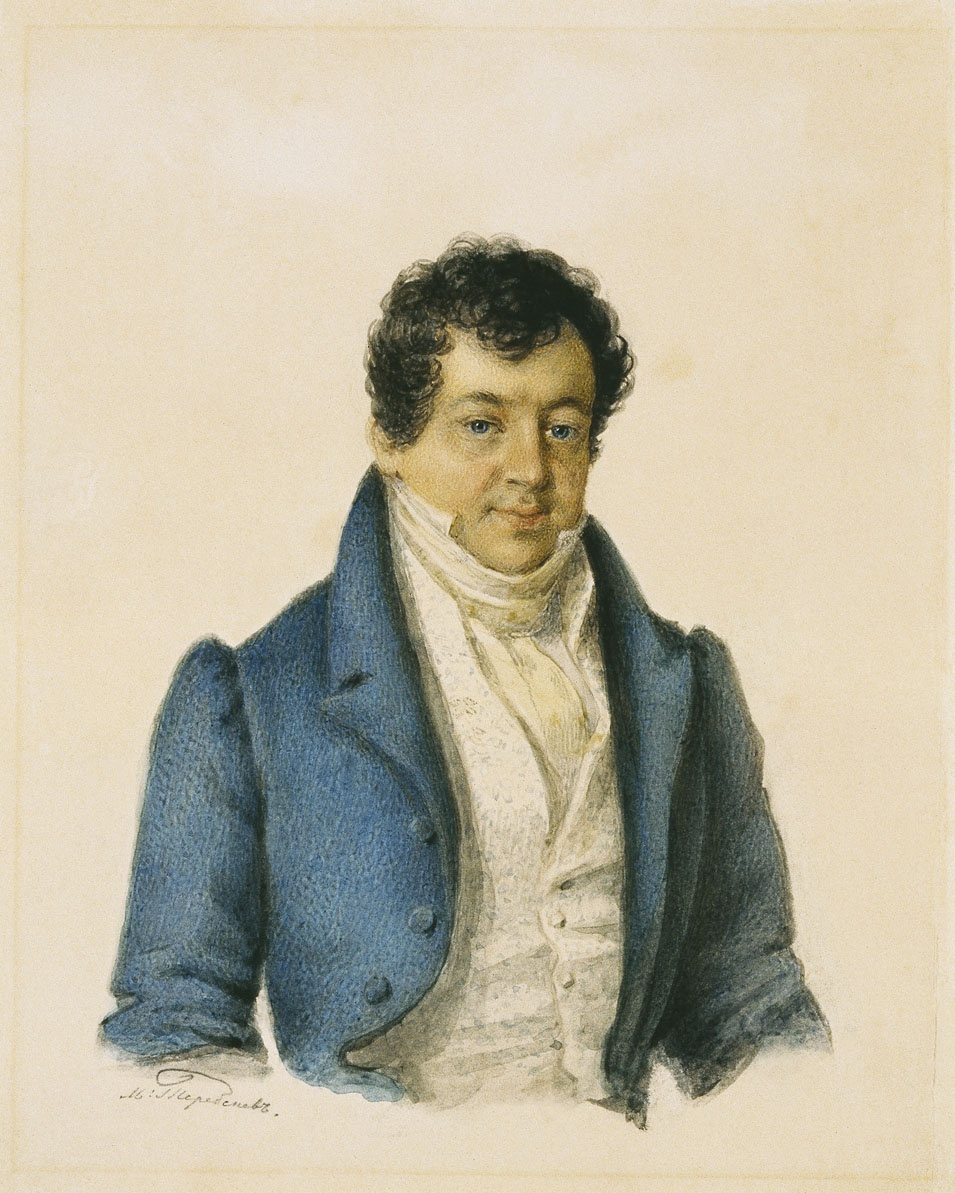
М. Теребенёв. Портрет А. И. Тургенева, 1830-е годы

Летом 1832 года под предлогом ухудшения здоровья Жуковский испросил годичный отпуск. Вместе с А. Тургеневым они отплыли из Кронштадта 18 июня, провожали их Пушкин, Вяземский и Энгельгардт. После прибытия в Травемюнде Тургенев сразу уехал в Любек, а Жуковский задержался на сутки, чтобы полюбоваться на живописные окрестности. Оказалось, что большая часть Европы поражена холерой, особенно сильная эпидемия была в Париже и Вене, случаи холеры были даже в Любеке, поэтому путешественники приняли решение не оглядываться на это вовсе. В Ганновере пути друзей разошлись: Жуковский ехал лечиться в Эмс через Кёльн, а Тургенев — в Зальцбург. Василий Андреевич пил минеральные воды, принимал ванны и вёл активный образ жизни, разъезжая по окрестным горам на нанятом осле. Оздоровившись, он писал в дневнике, что не хочет возвращаться в Россию. 3 августа он отправился пароходом вверх по Рейну, в конце концов обосновавшись в швейцарском Верне. Здесь жил Рейтерн, с которым они ходили на этюды и несколько раз побывали в Шильонском замке, устраивая в том числе ночные экскурсии.
К октябрю Жуковский вновь стал интенсивно писать, работая с пяти утра до четырёх часов пополудни. В. Афанасьев приводил следующую статистику: «31 октября написана баллада „Плавание Карла Великого“ (из Уланда); 4 ноября — „Роланд оруженосец“ (тоже Уланд); 8—12 ноября — драматическая повесть белым пятистопным ямбом „Нормандский обычай“ (Уланд); 27 ноября продолжил работу над „Ундиной“; 2—3 декабря — баллада „Братоубийца“ (Уланд); 3 декабря попробовал приступить к „Налю и Дамаянти“ Рюккерта… 5—6 декабря — баллада „Рыцарь Роллон“ (Уланд; но баллада Уланда изменена почти неузнаваемо). 7 декабря начал балладу „Царский сын и поселянка“ — четырёхстопным „сказочным“ хореем (оставил неоконченной). 8 декабря — „Старый рыцарь“ (Уланд, снова пересказанный вольно). К 18 декабря были готовы уже три первые главы „Ундины“. 10 января 1833 года написал балладу „Уллии и его дочь“ (по Т. Комибеллу); 10-17 января перевёл „Элевзинский праздник“ Шиллера. 13-го — басню Гёте „Орёл и голубка“. Рядом со всем этим в тетрадях появлялись разные стихотворные наброски, планы: он начал стихотворение „Картина жизни“, поэму „Эллена и Гунтрам“ (1—3 февраля) — по мотивам одного из рейнских сказаний из немецкого сборника, написал 67 строк начала и оставил. Среди намеченных к переводу произведений — „Герман и Доротея“ Гёте, „Песнь о колоколе“ Шиллера, „Макбет“ и „Отелло“ Шекспира. В начале 1833 года Жуковский дважды принимался за перевод гекзаметром повести Людвига Тика „Белокурый Экберт“ из его сборника новелл „Фантазус“, и за стихотворную повесть (источник её неизвестен) под названием „Военный суд на острове Мальте“ с подзаголовком „Быль“ — белым пятистопным ямбом»

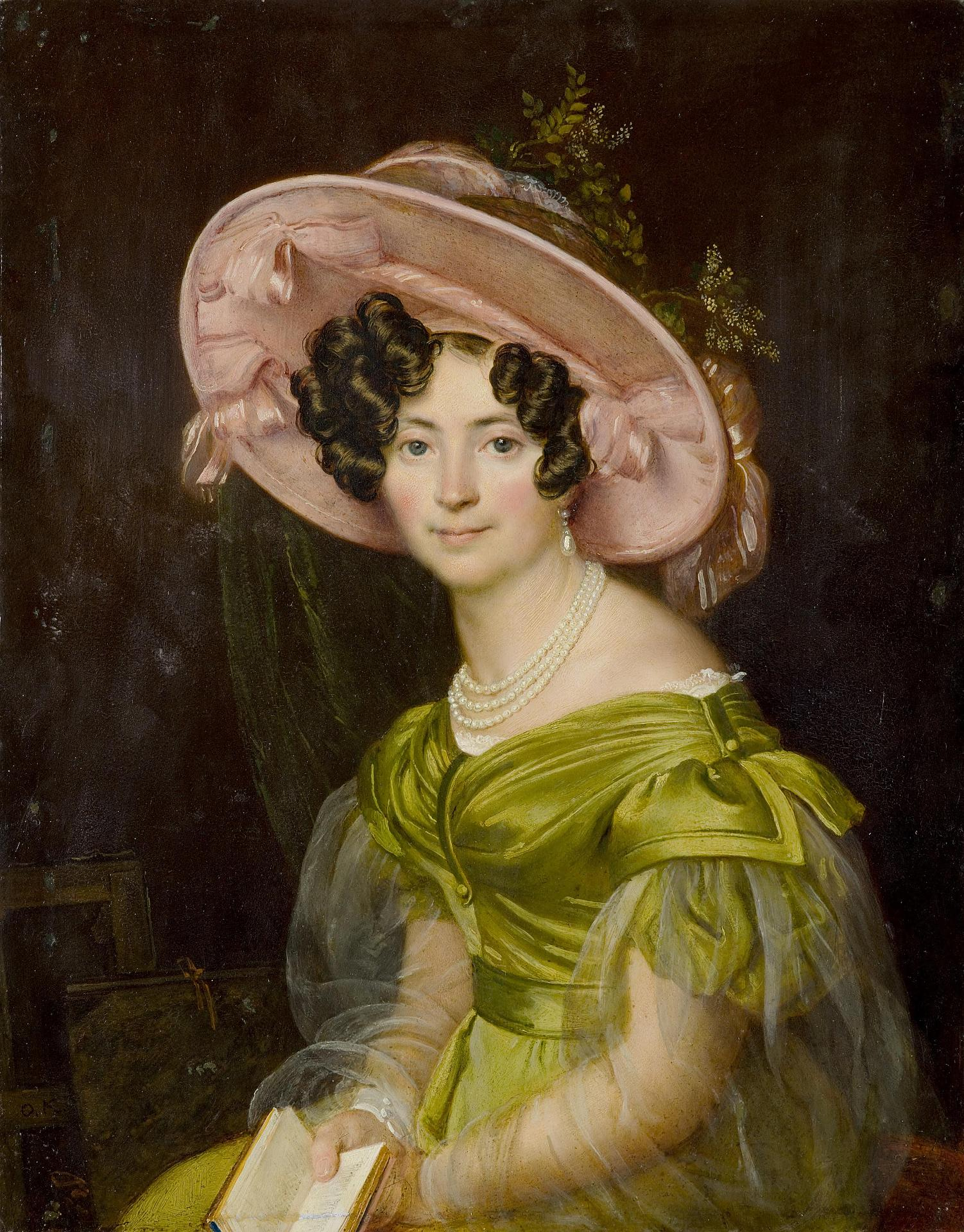
Орест Кипренский. Портрет Зинаиды Александровны Волконской. 1830, Государственный Эрмитаж

Тем не менее настроение поэта было безрадостным. В день своего рождения он писал А. П. Зонтаг: «Нынче мне стукнуло 49 лет… не жил, а попал в старики». В марте он писал Тургеневу, что принял решение ехать с Рейтерном в Италию, и просил ждать в Чивитавеккье. 1 апреля поэт и художник отбыли дилижансом в Лион через Женеву и отплыли из Марселя 11 апреля. Во время стоянки в Ливорно 14 апреля Жуковский навестил могилу А. Воейковой и проехал в Пизу. Встретившись с Тургеневым 16-го, в тот же день компания отправилась на том же пароходе в Неаполь. Всё это время была чрезвычайно холодная и ветреная погода. В Неаполе Жуковский и Тургенев наносили светские визиты, встретились с Зинаидой Волконской. 21 апреля Жуковский с Рейтерном отправились в Помпеи и даже побывали в раскопе у археологов. Последующие дни также были посвящены обзору древностей. 26 апреля Жуковский даже попытался подняться на Везувий, но физическое его состояние не позволило достигнуть кратера, и он отправил к нему слугу Фёдора. Италия произвела на поэта такое впечатление, что он решил остаться и 2 мая вместе с Тургеневым и Рейтерном направился в Рим.
Римские впечатления оказались ещё более насыщенными. Путешественники остановились в отделе на площади Испании. Один из первых визитов был в мастерскую Брюллова, где Жуковский видел «Гибель Помпеи» (так он назвал картину), портрет графини Самойловой, портрет Демидова, «множество начатого и нет ничего конченного». К. П. Брюллов стал его гидом в музеях Ватикана. Вечером 5 мая состоялось знакомство с А. Ивановым. 6 мая в гостях у Жуковского были З. Волконская и Стендаль, с которым поэт ухитрился даже поспорить. Далее были визиты в мастерские Торвальдсена и О. Кипренского, знакомство с Ф. Бруни, осмотр кельи Тассо в монастыре Св. Онуфрия. Следующим пунктом назначения были города Тосканы, три дня ушли на осмотр Флоренции. 21 мая в три часа ночи путешественники прибыли в Ливорно, где Жуковский и Рейтерн рисовали могилу А. Воейковой. Поскольку штормовая погода не унималась, а Жуковский не переносил качку, пришлось ехать в Геную дилижансом. К 3 июня Василий Андреевич вернулся в Женеву. Здесь в течение июня ему были сделаны две операции. 17 июля, полностью оправившись, поэт стал собираться на родину. С собой ему поручили Андрея Воейкова, который после смерти матери содержался в швейцарском пансионе и совершенно забыл русский язык. Далее пришлось задержаться на курортах Висбадена. В конце августа Жуковский вновь встретился с семейством Рейтерна, который жил у тестя в замке Виллингсгаузен, неподалёку от Касселя. 21 августа здесь произошло судьбоносное событие, которое он описывал так:

…дочь моего Безрукого, — тогда 13-летний ребёнок, кинулась мне на шею и прильнула ко мне с необыкновенной нежностью; это меня тогда поразило, но, разумеется, никакого следа на душе не оставило.
28 августа Жуковский в Потсдаме встречался с кронпринцем Вильгельмом, а на следующий день в Берлине общался со Сперанским. Наконец, через Дерпт он вернулся в Петербург. Встретивший его 24 ноября Пушкин отмечал в дневнике: «Он здоров и помолодел».

### «Воспоминание о торжестве 30 августа 1834 года»
В лесе ищет зверь свободы,

Правит всем свободно Бог,

Их закон — закон природы.

Человек, прияв в залог

Зоркий ум — звено меж ними, —

Для гражданства сотворён:

Здесь лишь нравами одними

Может быть свободен он.

Свивайте венцы из колосьев златых;

Цианы лазурные в них заплетайте;

Сбирайтесь плясать на коврах луговых;

И с пеньем благую Цереру встречайте:

Всю землю богинин приход изменил;

Признавши её руководство,

В союз человек с человеком вступил

И жизни постиг благородство.
Европейское путешествие положительно отразилось на душевном состоянии Жуковского. Поэт был преисполнен оптимизма и веры в начало нового, светлого периода цивилизации, который, как он полагал, непременно должен был наступить после революционных бурь 1830—1831 годов. Новое мироощущение отразилось и в 1834 году во время празднеств по установке Александровской колонны на Дворцовой площади. В журнале «Новоселье» была напечатана баллада Жуковского «Элевзинский праздник» (отдалённо навеянная Шиллером), которая, по замечанию Т. Н. Степанищевой, «может быть приравнена к утопии, трактующей развитие человечества как путь просвещения и этического прогресса — то есть путь культуры». Примечательно, что в дневнике и переписке с А. Тургеневым Жуковский совершенно искренне высказывал идеи, близкие теории официальной народности графа С. С. Уварова, провозглашённой в том же 1834 году. По мнению Т. Гузаирова, этот год был пиковым в попытке участия Жуковского в выработке государственной идеологии, что отразилось в статье «Воспоминание о торжестве 30 августа 1834 года». Примечательно, что в этом описании использовались практически те же метафоры, что и в воспоминаниях о событиях 14 декабря 1825 года.
Статья Жуковского была опубликована в «Русском Инвалиде» в рубрике «Современная история» в воскресенье 9 сентября. Статья сразу получила статус программной — манифестации идеалов и целей современного, николаевского, и будущего, александровского, царствований: 30 августа было днём тезоименитства покойного государя Александра I и цесаревича Александра Николаевича, совершеннолетие которого было отпраздновано на Пасху 17 апреля 1834 года. Торжества 1834 года позиционировались как точка отсчёта нового времени, и Жуковский искренне хотел видеть в них наступление «золотого века», но понимал несостоятельность такого взгляда. В своей статье он не упоминал завоеваний николаевского царствования и не констатировал наступления «чудного мгновенья» (в терминологии Т. Гузаирова). Проблема заключалась в другом: Василий Андреевич претендовал на роль архитектора идеологии (это выразилось и в его стихах к гимну «Боже, царя храни!»), тогда как императору он был необходим для нужд официальной культуры.
Отношения с романовским семейством складывались в тот период нелегко: наследник так и не нашёл со своим наставником общего языка, Жуковский сетовал в дневнике от 4 июня, что для Александра Николаевича является всего лишь «представителем скуки». Пришлось также идти на известный риск, помогая А. С. Пушкину, который чуть было не рассорился со двором, демонстративно подав в отставку.

### Жуковский и круг Пушкина

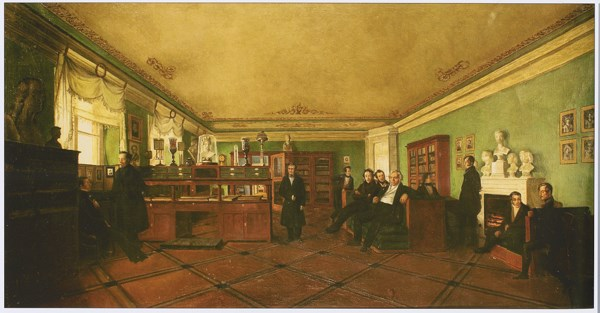
Г. Михайлов, А. Мокрицкий и другие художники школы Венецианова. Субботнее собрание у В. А. Жуковского. 1834—1836 годы. На картине изображён большой кабинет Жуковского в Шепелевском дворце, присутствуют Пушкин, Гоголь, Глинка, Крылов и другие.

Жизнь Жуковского во второй половине 1830-х годов была связана в значительной степени с общим состоянием культуры Петербурга. На его пятницах постоянным посетителем стал Николай Гоголь, который читал свою новую комедию «Ревизор» и повесть «Нос». Жуковский называл его в собраниях «Гогольком». Он же ввёл Гоголя в салон Смирновой-Россет. В связи с отъездом А. Тургенева за границу и множественными его посланиями Вяземскому и Жуковскому, возникла идея издания журнала, посвящённого актуальным проблемам современности. Уже в письме от 19 января 1836 года Василий Андреевич отмечал, что «разрешение выдавать журнал, род „Quarterly Review“», дано Пушкину — так появился «Современник». На собраниях бывали Василий Тепляков, «Фракийские элегии» которого Жуковский читал великому князю, Алексей Кольцов и даже Михаил Глинка, с замыслом новой оперы об Иване Сусанине. Жуковский принял определённое участие и в разработке либретто. На эти «некоторые совещания» (по выражению Жуковского) приглашались также Владимир Одоевский и Пушкин. Вместе с Одоевским Жуковский подготовил русский текст «Гимна к Радости» для первого исполнения Девятой симфонии Бетховена, состоявшегося в Петербурге в доме Виельгорских. В марте 1836 года Глинка написал романс на стихи Жуковского «Ночной смотр» — и сам исполнил его перед своими гостями — Пушкиным и Жуковским. Первые репетиции «Ивана Сусанина» проходили в доме Виельгорских — также в присутствии Жуковского. Белинский в статье о «Современнике» упомянул и «Ночной смотр» Жуковского как «истинное перло поэзии как по глубокой поэтической мысли, так и по простоте, благородству и высокости выражения».
11 июня 1836 года Жуковский представительствовал в Академии художеств на банкете в честь возвращения Карла Брюллова из-за границы. Уже 20-го Василий Андреевич отбыл в Дерпт по делам — чтобы обеспечить детей Воейковых и дочь Моейров, он собирался приобрести два имения — Мейерсгоф и Уннипихт. Остаток лета он провёл в Мейергофе в компании Е. А. Протасовой и Мойера, а также детей, и много рисовал. 26 июля была окончена «Ундина» и снабжена прозаическим предисловием, были также заказаны иллюстрации для будущего смирдинского издания. На этом окончилось пребывание в Дерпте: вышедший в отставку Мойер перебирался вместе с тёщей в Орловскую губернию. В октябре Жуковский вернулся в Петербург, 27-го обедали у Вяземского с А. Тургеневым и Пушкиным, а далее отправились на премьеру «Жизни за царя».

#### Дуэль и смерть Пушкина

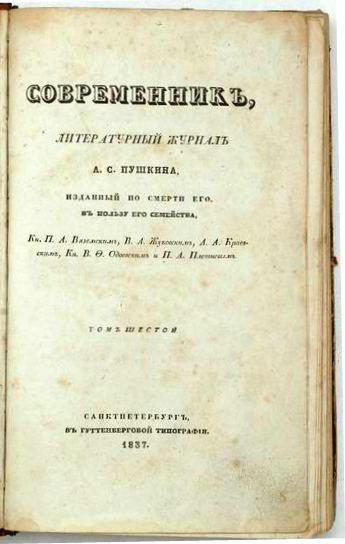
Шестой том журнала «Современник» 1837 года, изданный после смерти Пушкина в пользу его детей

Жуковского более всего волновал тогда возникший скандал, связанный с женой Пушкина и Дантесом; примечательно, что Василий Андреевич встал на сторону Натальи Николаевны. Он также взялся быть посредником барона Геккерна. 9 ноября он пришёл с этим предложением к Пушкину, который твёрдо отказался встречаться с Дантесом. Жуковский тем не менее не стал давать ответа и всячески упрашивал поэта одуматься. От всех сторон скандала он упорно добивался прекращения дела и молчания обо всём случившемся, но Пушкин категорически отказался следовать советам Жуковского. В сердцах Василий Андреевич писал:

Хотя ты и рассердил и даже обидел меня, но меня всё к тебе тянет — не брюхом, которое имею уже весьма порядочное, но сердцем, которое живо разделяет то, что делается в твоём…
27 января 1837 года Жуковский узнал о смертельном ранении Пушкина случайно: не застав Вяземских, он зашёл к их зятю. Далее он поехал к раненому поэту, от доктора Арендта узнав, что смерть неминуема. Когда на следующий день Пушкин прощался с близкими и друзьями, Жуковский смог только поцеловать ему руку, не в силах вымолвить ни слова. Далее он отправился во дворец — спасать бумаги поэта и попытаться помочь секунданту Пушкина — Данзасу. В последнюю ночь Пушкина у его постели сидел Владимир Даль, а Вяземский, Жуковский и Виельгорский ожидали в соседней комнате. После выноса тела Жуковский опечатал кабинет поэта своей печатью. Далее он поехал к Виельгорскому: 29 января отмечался день рождения, на который ещё до дуэли был приглашён и Александр Сергеевич. Тургенев записал в дневнике: «29 января. День рождения Жуковского и смерти Пушкина». 2 февраля Жуковский известил Тургенева, что государь повелел ему, а не Данзасу проводить тело Пушкина для захоронения. В тот же день А. Тургенев получил рукопись лермонтовской «Смерти поэта», ещё без последней строфы, и читал её Жуковскому и Козлову. 7 февраля Жуковский перевёз архив Пушкина для разборки себе на квартиру, где его встретил Леонтий Дубельт, официально передал бумаги на хранение в отдельной комнате, которую опечатали они вдвоём. Право, данное государем Жуковскому, сжечь те бумаги, которые могли бы повредить памяти Пушкина, было отменено. Разбор бумаг был закончен к 25 февраля, причём Жуковский писал императору, что не мог читать личных писем и предоставил это Дубельту. Рукописи и черновики, среди которых были готовые, но неопубликованные «Медный всадник» и «Каменный гость», остались у Жуковского.
Жуковский с друзьями взяли на себя продолжение издания «Современника», — вскоре этим единолично занялся Плетнёв; Жуковский же добился печатания полного собрания сочинений Пушкина, начатого в 1838 году. С февраля 1837 года многие свои письма Жуковский запечатывал перстнем Пушкина, снятым с уже мёртвого тела. Этот перстень-печатка был воспет в стихотворении «Талисман».

### «Ундина»

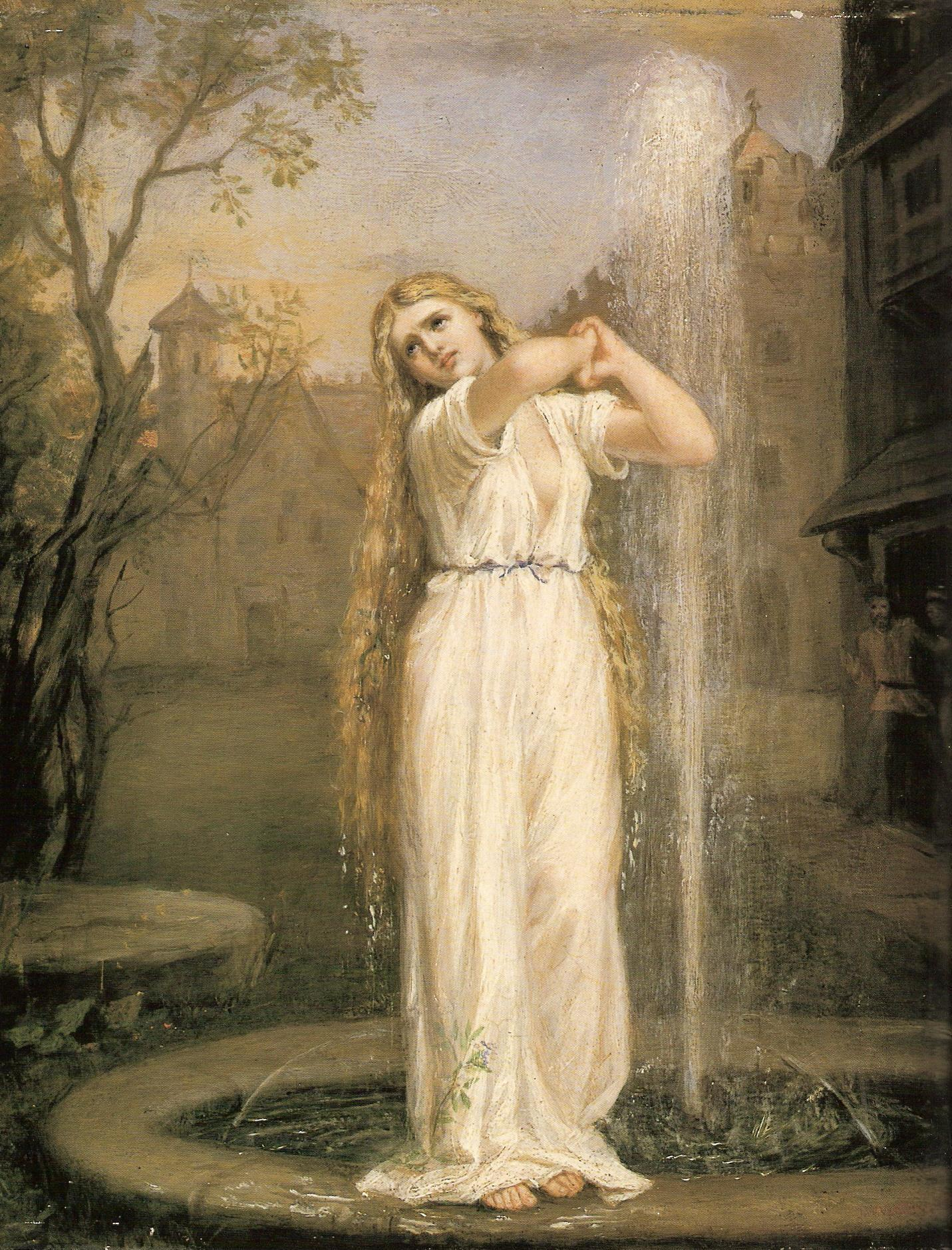
Джон Уотерхаус. Ундина, 1872

Интерес к прозаической повести немецкого романтика Фридриха Ламотта-Фуке «Ундина» возник у Жуковского ещё в 1816 году, но тогда он пытался переводить прозой и быстро оставил это занятие. Только в 1831 году он вернулся к повести, начав примечательный эксперимент поэтического перевода прозаического текста. Работа затянулась, и опубликована жуковская «Ундина» была уже в 1837 году. А. С. Янушкевич полагал, что по месту и значению в эволюции Жуковского-поэта «Ундину» можно соотнести со «старинной повестью» в двух балладах «Двенадцать спящих дев» — вольной переработкой романа Х.Г. Шписа. Однако это — прежде всего балладная идиллия, в которой повествовательное начало едва намечено, а сюжет существенно переработан и русифицирован. Таким образом, «Двенадцать спящих дев» вполне возможно поставить в один ряд с балладами «Людмила» и «Светлана».
Жуковский точно передал содержание повести Ламотт-Фуке, сохранил все коллизии и атмосферу действия. Однако задача, стоящая перед поэтом, радикально поменялась: Жуковский последовательно выявлял принципы эпического повествования, заложенные в ней. Поэтика оригинала определялась её стилизацией под средневековую сказку, в первую очередь — нарочитостью в передаче наивного мировосприятия героев, опрощения языка. Жуковского привлёк к повести синтез фантастики и реальности, острота действия, возможности для пейзажных зарисовок, то есть то, что соотносилось с балладным миром самого поэта. Приступив к переложению «Ундины» в конце 1832 года, Жуковский закончил три первых главы в течение месяца, при том, что экспериментировал и с другими произведениями. Результатом стала законченная работа, основанная на новой установке: Жуковского влекла стихия стихотворного эпоса. Гекзаметр способствует особой размеренности, плавности рассказа, что позволило подчёркивать установку на повествовательность во всём тексте. Только в одной второй главе использовано около 30 форм глаголов говорения. «Бурлящая водная стихия материализуется в потоке глаголов». В оригинале у Фуке практически нет деепричастных оборотов, у Жуковского их только в первой главе более 30 на 169 стихов. Всё это позволяет добиться подвижности картины, выявить нюансы общего события.
Эпическое начало ещё определённее заметно в последних главах, созданных в 1835—1836 годах. Здесь выявляется стремление к лаконизму повествования, к максимальной простоте стихотворной речи, к приближению к прозаическим ритмам прозы, последовательному раскрытию действия. Глава о драматических событиях в Чёрной долине в описании демонстрирует близость к графической чёткости. Характерно и стремление передать объёмность повествования. Пример из пятой главы, когда три предложения оригинала Жуковский передал одним поэтическим (5, 57):
Странное что-то чувствовал рыцарь, скитаясь во мраке

Ночи, под шумом бури, один, в бесполезном исканьи:

Снова стало казаться ему, что Ундина лишь призрак,

В тёмном лесу его обманувший, была; и при свисте

Вихря, при громе воды, при треске деревьев, при чудном

Всей за минуту столь мирно-прекрасной страны превращены!.

Начал он думать, что море, луг, источник, рыбачья

Хижина, старый рыбак и всё, что с ним ни случилось,

Было обман; но жалобный крик старика, зовущий Ундину,

Всё ему издали слышался…
Жуковский более последовательно, чем Фуке, раскрыл в «Ундине» восприятие целостности бытия. «Романтический конфликт цивилизации, индивидуализма и природы, альтруизма лишь острее выявляет эпическую устойчивость мира природы, нравственную его основу» . Единство мироощущения, «магию настроения» почувствовали первые читатели повести. А. И. Герцен, прочитав «Ундину» в июне 1837 года, написал Н. А. Захарьиной: «Как хорош, как юн его гений!» Н. М. Языков посвятил повести одноимённое стихотворение, используя эпитеты «юности» и «свежести», которые почти единогласно использовали критики и коллеги по поэтическому цеху — П. А. Плетнёв, В. Г. Белинский. Даже М. Цветаева и А. Блок связывали с «Ундиной» настроение «нравственного освежения».

### Путешествие по России

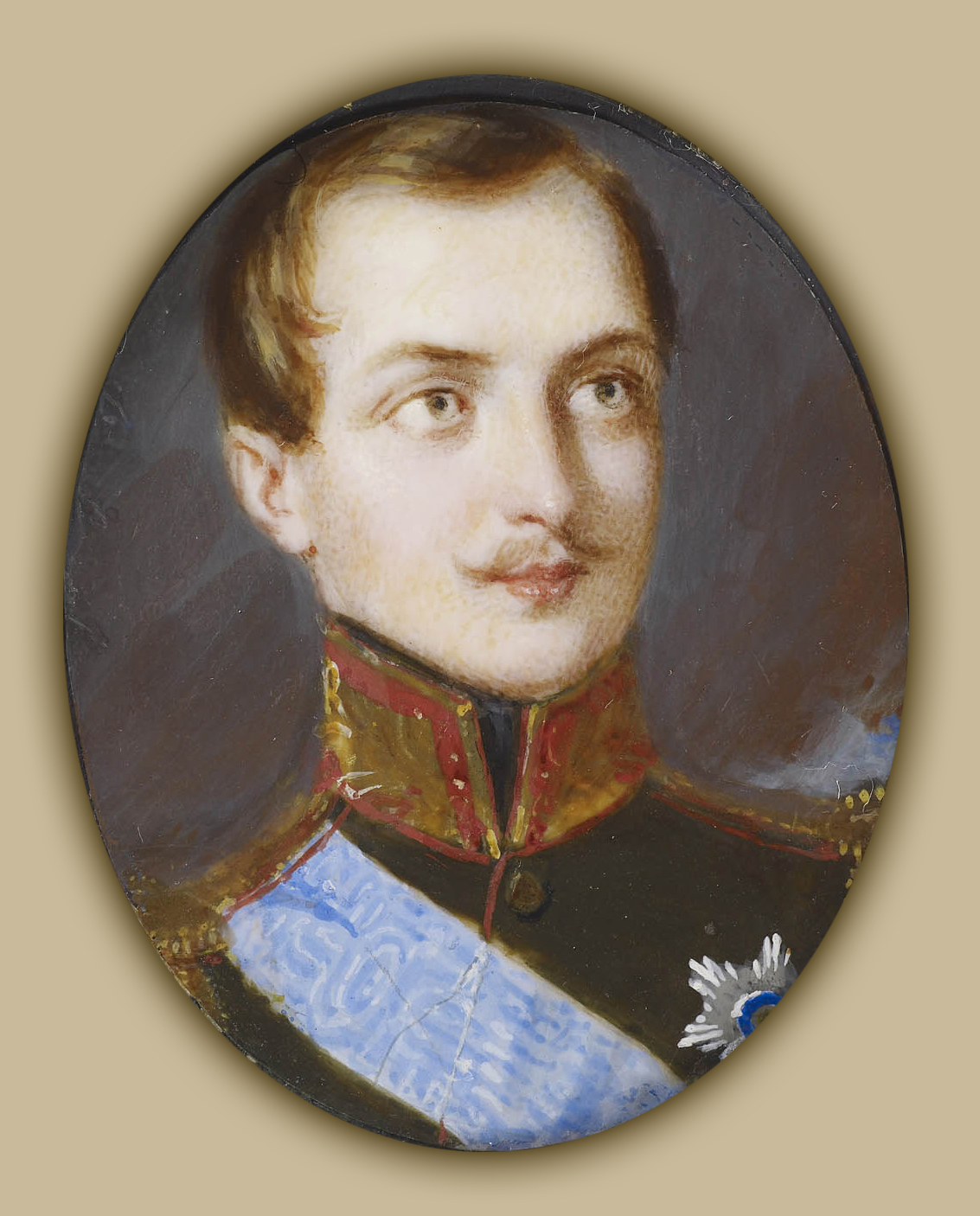
Иван Винберг. Портрет великого князя Александра Николаевича. Около 1838 года, миниатюра на слоновой кости

После смерти Пушкина, как свидетельствовали современники, Жуковский стал «грустнее» и, как сам говорил, «старее». В доставшейся ему незаполненной записной книжке А. С. Пушкина он переписал стихотворное введение к «Ундине», а также гекзаметрическое описание последних дней поэта — переложение собственного письма С. Л. Пушкину. Весной к Василию Андреевичу обратился К. П. Брюллов, который хотел выкупить Т. Шевченко из крепостной зависимости. Разговор на эту тему состоялся 2 апреля, тогда же Брюллов начал портрет Жуковского. В апреле и Н. В. Гоголь прислал отчаянное письмо из Рима, где работал над «Мёртвыми душами» и пребывал в обстановке безденежья. Жуковский сумел выхлопотать для него персональное пособие от имени государя, хотя Николай Павлович ещё не остыл после откровенно-резкого письма о судьбе Пушкина, адресованного Бенкендорфу.
На 27 апреля 1837 года был назначен отъезд в обзорное путешествие по России наследника-цесаревича, одним из сопровождающих которого был и Жуковский. Петербург, однако, покинули только 3 мая, путешествие продлилось до 17 декабря. Настроение наставника было пессимистическим, императрице он писал, что «мы слишком скоро едем, имеем слишком много предметов для обозрения, и путь наш слишком определён; не будет ни свободы, ни досуга, а от этого часто и желания заняться, как следует, тем, что представится нашему любопытству». В Вятке на него огромное впечатление произвёл А. И. Герцен (служивший гидом по городу), которого он пообещал перевести в Петербург. Следующей точкой путешествия были промышленные центры Урала — Екатеринбург, Невьянск и Тагил. Оттуда 31 мая свита наследника направилась в Сибирь, через Тюмень добравшись до Тобольска. Несмотря на крайнюю плотность программы, Жуковский сумел найти и зарисовать место гибели Ермака и познакомился с местным стихотворцем Е. Милькеевым. Побывал у Жуковского и П. П. Ершов, который посещал когда-то его петербургские субботы.
Обратный путь вёл через Урал на юг — на Курган через Ялуторовск. Там на поселении располагались шестеро декабристов, в том числе его давний друг Якушкин и сын белёвского приятеля — Черкасов. Встретиться им не удалось, поскольку кучер Жуковского сбил по пути женщину, и пока Василий Андреевич доставил её на ближайшую почтовую станцию и заботился о неё излечении, он безнадёжно отстал от великокняжеского поезда и не решился опоздать ещё раз. Позднее он осуждал свою нерешительность. С декабристами он увиделся в Кургане на Троицын день, 6 июня. Наследника разместили в доме как раз напротив жилища ссыльного Нарышкина. По пути в Златоуст Жуковский отправил императору ходатайство о судьбе декабристов. Ответ пришёл через фельдъегеря уже в Симбирске 23 июня: некоторым помещённым в Тобольской губернии декабристам было разрешено поступить в Кавказский корпус — рядовыми. Императрицу Жуковский отдельно просил за жену Нарышкина — бывшую фрейлину, добровольно последовавшую за мужем, и семьи других декабристов.
При посещении Тулы Жуковскому дали 10-дневную отлучку для посещения Белёва, где он встречался с Е. А. Протасовой и А. П. Елагиной. Последняя 16 июля устроила грандиозное торжество (деньги собирали по подписке), на котором Жуковского увенчали серебряным венком. Разочаровало имение Мишенское: старая роща была вырублена, на месте прежней бунинской усадьбы А. П. Зонтаг (бывшая тогда в Одессе) отстроила новый дом. Цесаревич прибыл в Белёв 19 июля. 24 июля свита была в Москве. Жуковский нанёс несколько визитов, слушал цыган у графа Потёмкина, а 25-го с Александром Тургеневым отправился на Воробьёвы горы — на этюды, несмотря на плохую погоду. 3 августа в Сокольниках московские литераторы устроили праздник в честь Жуковского, шеф-поваром выступал бывший повар Василия Пушкина — Влас («Блез», как его называл покойный хозяин). Присутствовали Шевырёв, Аксаков, Загоскин, Нащокин, Денис Давыдов, Баратынский, Погодин. Далее путешествие продолжалось в южном направлении. Поскольку в Вознесенске предстояли большие манёвры, Жуковский отправился в Одессу, а оттуда — в Крым. Одесса, в которой его гидом была А. П. Зонтаг, ему не понравилась, и пробыв в городе всего 5 дней, он по суше отбыл в Николаев. Перекоп Жуковский пересёк 2 сентября. 7 сентября он побывал в Никитском ботаническом саду и в Ялте, посетил и Алупку, где для графа Воронцова строили дворец. 5 октября, переболев в Екатеринославе, Жуковский прибыл в Киев. По пути в Москву он посетил Воронеж, где встречался с А. Кольцовым. В Туле из газет он узнал о кончине И. И. Дмитриева. Из путешествия Жуковский вернулся прямо на пожар Зимнего дворца.

### Заграничное путешествие с наследником-цесаревичем

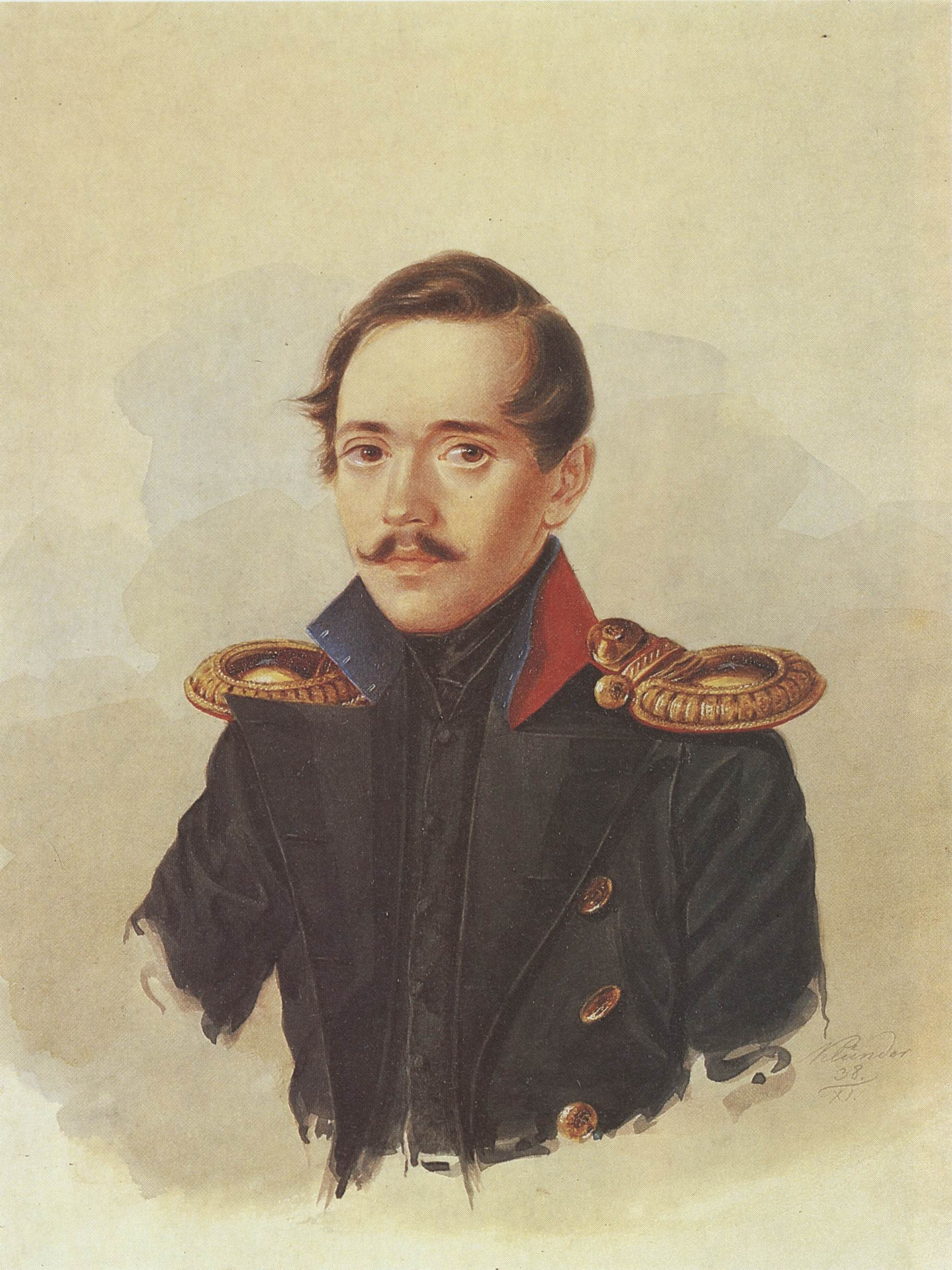
А. И. Клюндер. М. Лермонтов после возвращения из ссылки 1838 года. Бумага, акварель, Санкт-Петербург, Институт русской литературы

Во второй половине января 1838 года состоялось знакомство Жуковского с М. Ю. Лермонтовым, только что возвращённым из кавказской ссылки. Во втором номере за 1837 год в «Современнике» было опубликовано его «Бородино». При личном знакомстве Жуковский подарил поэту экземпляр «Ундины» с дарственной надписью. 2 февраля 1838 года было отпраздновано 70 лет со дня рождения и 50-летие литературной деятельности Ивана Андреевича Крылова. Торжественный обед, на котором присутствовало более 300 гостей, был дан в зале Дворянского собрания. Жуковский произнёс речь, которая вызвала неудовольствие министра народного просвещения С. С. Уварова, также присутствовавшего на торжестве. В речи, произнесённой от имени всей России, Жуковский говорил о покойном И. И. Дмитриеве — предшественнике Крылова, и о Пушкине — великом гении русской литературы. В апреле, наконец, решился вопрос о Т. Шевченко, дело которого затянулось почти на год из-за отсутствия Жуковского. Чтобы добыть 2500 рублей, которые владелец запросил за Шевченко, в Аничковом дворце была устроена лотерея с портретом самого Жуковского работы Брюллова. Царское семейство внесло 1000 рублей, остальные деньги обеспечили Жуковский и Брюллов. Отпускная была подписана 22 апреля 1838 года. В эти же дни Василий Андреевич сдал все бумаги Пушкина в государственную опеку; благодаря его хлопотам в один год вышли в свет 8 томов собрания сочинений поэта. 3 мая, после обеда у Виельгорских, Жуковский в очередной раз отправился в Европу.
До 24 мая свита наследника-цесаревича находилась в Берлине. Жуковский воспользовался этим для общения с художниками, в том числе скульптором Раухом и живописцем Крюгером; последний сделал литографированный портрет Василия Андреевича, продаваемый через книжные лавки Смирдина. 27 мая начался визит наследника в Швецию; Александр Николаевич сопровождал своего отца во время официального визита. Стокгольмский дневник Жуковского был очень краток. В это время он стал манкировать своими обязанностями наставника, за что, впрочем, императорское семейство не было на него в претензии. После Швеции маршрут путешественника только периодически был связан с поездкой наследника. Посетив Упсалу, Жуковский отправился в Копенгаген. 22 июня через Гёттинген (здесь состоялась беседа с историком Геереном), Кассель и Марбург он прибыл во Франкфурт-на-Майне, где встретил А. Тургенева. До 25 августа он жил в Эмсе, а затем совершил поездку в Веймар, несколько раз посетив дом Гёте. Его сопровождал канцлер Мюллер, занимавшийся изданием сочинений Гёте и написанием его биографии.

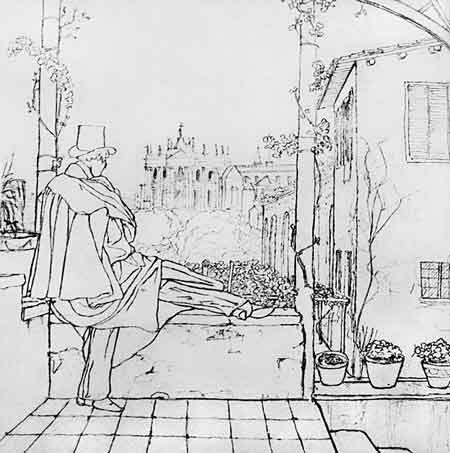
Гоголь на вилле Зинаиды Волконской. Рисунок В. А. Жуковского. Рим. 1839

Следующим этапом стало путешествие по Италии. 1 октября Жуковский остановился в Комо и занялся изучением итальянского языка, что не мешало поездкам по озёрам. В Комо его навестил Ф. И. Тютчев, жена которого скончалась, так и не оправившись после кораблекрушения по пути в Германию. С 22 по 29 октября они вместе обозревали Милан, гидом им служил астроном Фризиани. По рекомендации Фризиани русских поэтов принял нелюдимый А. Мандзони, их беседа продлилась около двух часов; сам Жуковский писал, что это «как в старину подобные минуты с Карамзиным». Далее Тютчев вернулся по делам службы в Турин, а Жуковский через Кремону отправился в Венецию. 22 ноября он двинулся далее, обозрев в деревне Аркуа дом, в котором прошли последние годы жизни Петрарки. 25 ноября — 1 декабря Жуковский посвятил художественным коллекциям Флоренции. Однако главной его целью оставался Рим. Прибыв в Вечный город 4 декабря, Жуковский сразу отправил записку Гоголю. Город они исследовали втроём с Шевырёвым, о чём сообщала Вяземскому Д. Фикельмон. Жуковский вернулся в свиту великого князя, занимаясь вместе с ним обозрением работ русской художественной колонии в Риме и оформив ряд заказов для поддержки художников. 10 декабря вместе с Гоголем Василий Андреевич посетил мастерскую А. Иванова, увидев полностью подмалёванное полотно «Явление Христа народу». Жуковский настоял, чтобы и это полотно великий князь оставил за собой, художнику была назначена пенсия. Иванов подарил Жуковскому три рисунка, именно ему было поручено приобрести у русских художников несколько картин для великого князя. Это вызвало ажиотаж — в Риме в тот год находились 30 русских художников. С 18 по 25 декабря Жуковский и Гоголь активно занимались этюдами, а 1 января 1839 года отправились вместе в Тиволи, на виллу Адриана, вторично навестив её 7-го. С Гоголем они ходили и к старому академику Камуччини. 22 января Жуковский зарисовал Николая Васильевича на террасе виллы З. Волконской, и это стало только первым из многочисленных его портретов. 1 февраля 1839 года великий князь покинул Рим, но Жуковский «по обыкновению» опоздал. В Турине он ежедневно общался с Тютчевым, который тогда замещал российского посланника. Из Италии Василий Андреевич отправился в Вену.
Из-за болезни в Вене Жуковский вновь отделился от свиты. Посещение в Бургтеатре представления пятиактной драматической поэмы Фр. Гальма «Камоэнс» вдохновило Василия Андреевича на создание «свободного перевода», который А. Янушкевичем рассматривался как эстетический манифест Жуковского конца 1830-х годов. Поэма полна реминисценций из «Маленьких трагедий» Пушкина, а развёрнутые диалоги Камоэнса и Васко Квеведо представляют собой своеобразные поэтические речи в защиту подлинной поэзии, раздумья о муках и радостях творчества, назначении поэта. Развёрнутое повествование свидетельствовало об усвоении пушкинского диалогизма и движении Жуковского в сторону поэзии широких обобщений и большого интеллектуального наполнения.

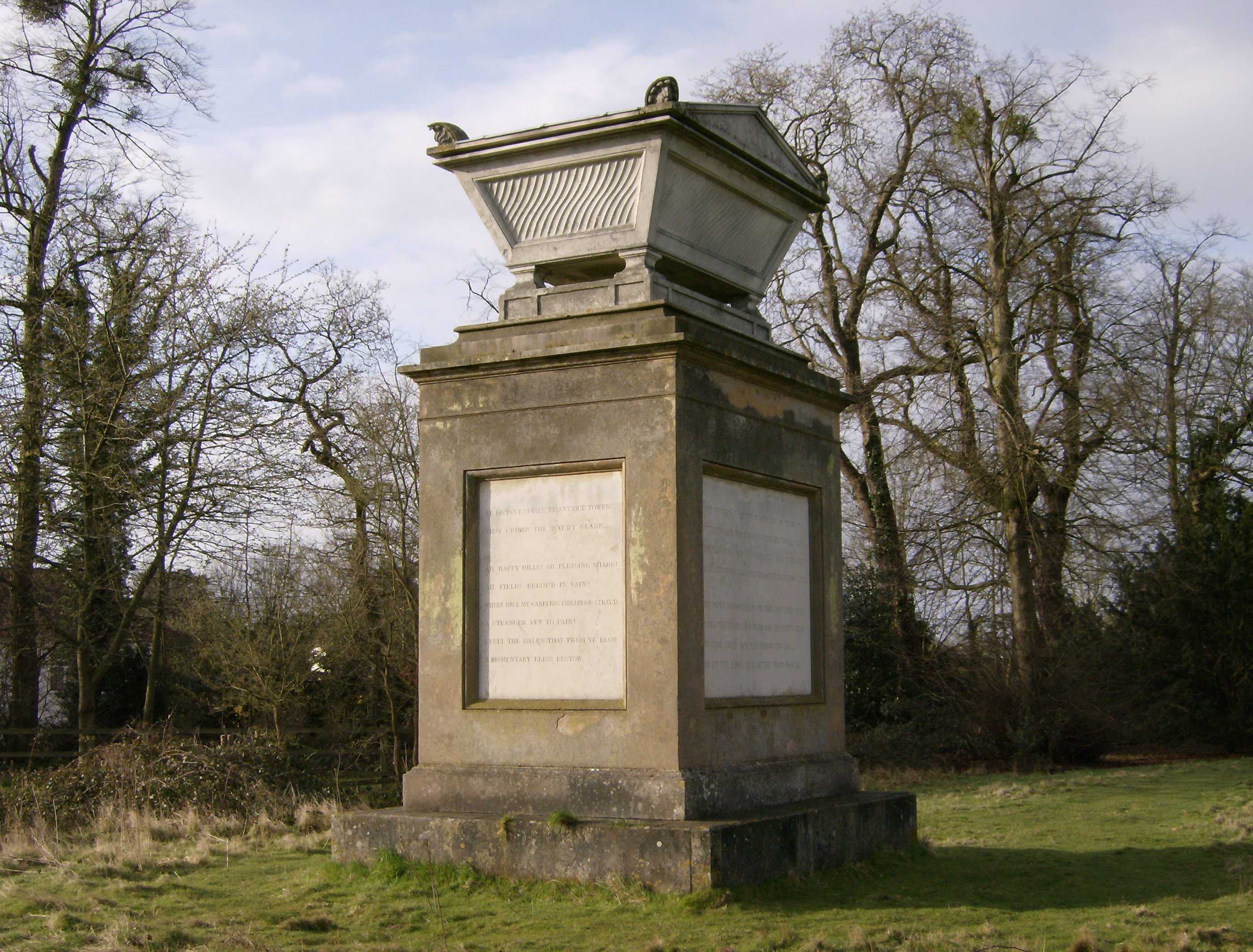
Надгробие Т. Грея в Сток-Поджсе

Далее Жуковский посетил Штутгарт и Карлсруэ; свита цесаревича двигалась по Рейну и 20 марта прибыла в Роттердам и в тот же день — в Гаагу. В Голландии поэт провёл около месяца, интересуясь как голландской живописью, так и пребыванием в этой стране Петра Великого. В Зандаме в царском домике Жуковский написал на стене посвятительное стихотворение, оканчивающееся строкой: «Здесь родилась великая Россия». Далее на пароходе отправились в Англию. После поездки на скачки в Эпсом, где Жуковский много рисовал жокеев, он посетил Итонский колледж и нашёл там на мраморной мемориальной доске имя Томаса Грея. Его надгробие в Сток-Поджс было украшено каменным саркофагом, который Василий Андреевич также зарисовал. Уже в Петербурге он закончил второй вариант перевода «Сельского кладбища» Грея трёхстопным дактилем. В отличие от своего же перевода 1802 года, Жуковский сознательно пошёл на разрушение сентименталистской поэтики. Он отказался от строфического деления, а дактилические стихи способствовали созданию единого лирического потока, объединяющего мысль и описание. По сути, это было открытие нового жанра, который Жуковский обозначал как «эпическое стихотворение». Перевод имел и большое личное значение для Жуковского: в отдельном издании элегии в том же году он писал в предисловии, что перевод 1802 года посвящался Андрею Тургеневу, этот же — «Александру Ивановичу Тургеневу в знак нашей с тех пор продолжающейся дружбы и в воспоминание о его брате». Последовало издание и в «Современнике».
Из Англии великий князь вернулся в Гаагу, откуда отправился в Дюссельдорф. Жуковский последовал к Тургеневу и Рейтерну во Франкфурт. 7 июня он прибыл в Виллингсгаузен. Дальнейшие события он описывал так:

Я провёл только два дня в замке Виллингсгаузен, и в эти два дня были для меня минуты очаровательные. Старшая дочь Рейтерна, 19 лет, была предо мной точно как райское видение, которым я любовался от полноты души, просто, как видением райским, не позволяя себе и мысли, чтоб этот светлый призрак мог сойти для меня с неба и слиться с моею жизнью.
9 июня вместе с Рейтерном Жуковский отправился в Берлин, а далее через Штеттин был военным пароходом вместе со свитой наследника доставлен в Петергоф. Рейтерн, как придворный живописец, был занят заказами царской семьи до октября. В Петергофе произошло единственное объяснение поэта и художника, и Рейтерн сообщил, что если Елизавета (как звали его дочь) согласится выйти замуж за Жуковского, «он наперёд на всё согласен».

### Торжества 1839 года

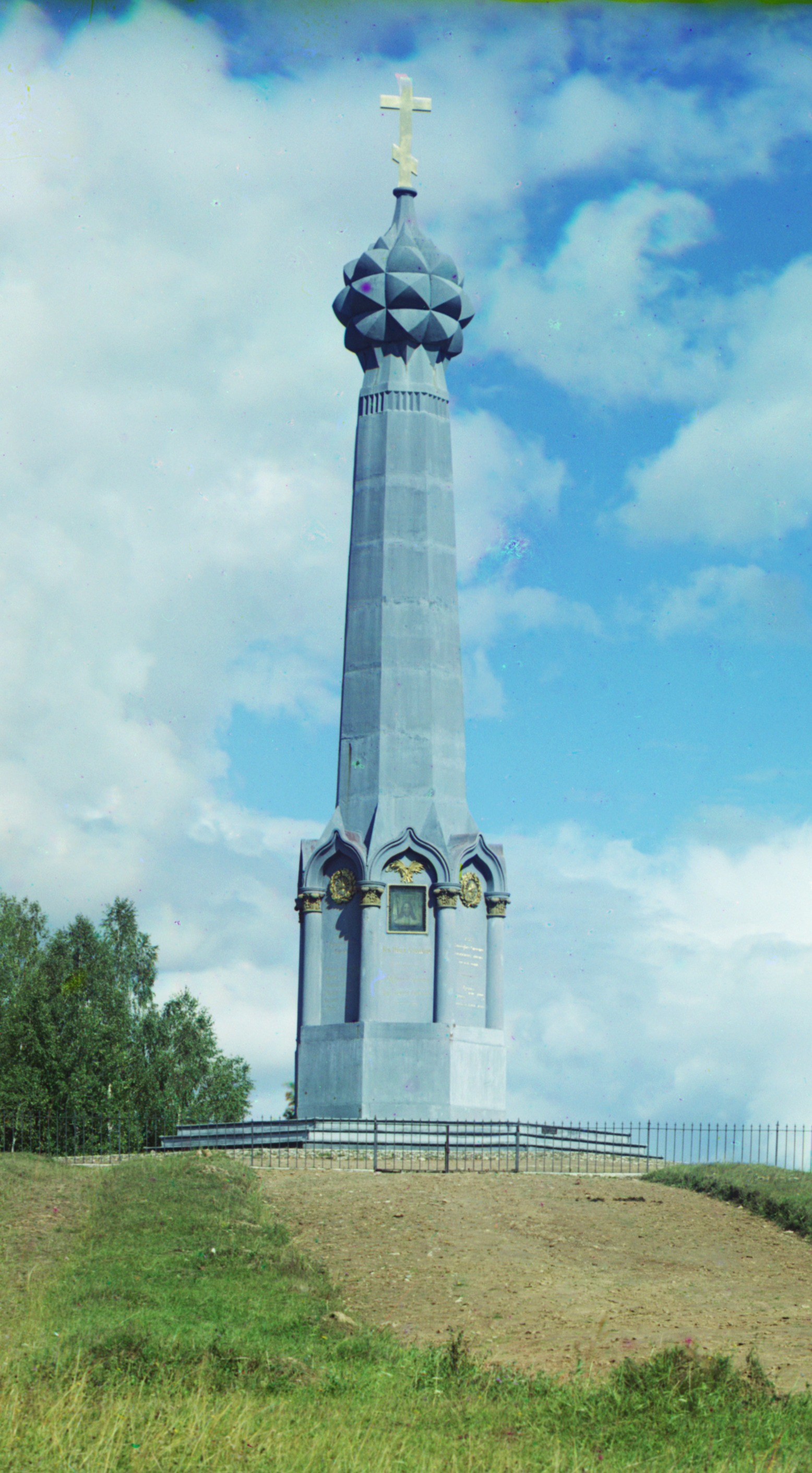
С. М. Прокудин-Горский. Монумент на батарее Раевского. Бородинское поле, около Можайска. 1911

На август 1839 года были намечены грандиозные торжества на Бородинском поле в связи с 25-летием победы над Наполеоном. Праздничный цикл начался освящением на Пасху восстановленного после пожара Зимнего дворца и закончился закладкой в Москве 18 сентября Храма Христа Спасителя. Т. Гузаиров отмечал, что 1839 год оказывался выгодным для чествования побед русских войск: отмечалось 100-летие взятия Хотина, 25-летний юбилей со дня входа русских войск в Париж и т. д. В Бородино Жуковский прибыл, по-видимому, 25 августа, а 26-го состоялось торжественное открытие памятника, при котором многие участники читали «Певца во стане русских воинов». Уже 27 августа поэт отбыл в Москву, сочинив по дороге стихотворение «Бородинская годовщина»; тогда же он начал письмо к великой княгине Марии Николаевне. Оба текста увидели свет в «Современнике». Стихотворение «Бородинская годовщина» посвящено идее примирения и констатирует наступление окончательно мирного времени, одновременно содержа интенцию к пушкинскому произведению. Пробыв на торжествах только один день, Жуковский написал письмо наследнику-цесаревичу, которое закончил напоминанием о том, что «человек во всяком сане есть главное». Это глубоко не случайно: с осени 1839 года официально заканчивалось обучение Александра Николаевича, и он должен был начать посещения Сената. Бородинское торжество было своего рода экзаменом на готовность к царскому званию. Пафос высокого торжества сбил именно Василий Андреевич, который написал Александру Николаевичу:

…Мне было жестоко больно, что ни одного из этих главных героев дня я после не встретил за нашим обедом. Они, почётные гости этого пира, были забыты, воротятся с горем на душе восвояси, и что скажет каждый в стороне своей о сделанном им приёме, они, которые надеялись принести в свои бедные дома воспоминание сладкое, богатый запас для рассказов и детям, и внукам?
Чтобы загладить оплошность, поэт предложил отлить памятную медаль, а в день тезоименитства цесаревича или закладки храма Христа Спасителя раздать, по крайней мере, ленточки к будущей медали. Иными словами, он добивался проявления человеческого участия со стороны цесаревича в судьбе хотя бы приглашённых ветеранов. В письме к наследнику он обращался и к Николаю I с просьбой участия в судьбе сосланных декабристов. Т. Гузаиров заметил, что та же самая причина стала предлогом для А. де Кюстина вообще не посещать Бородинские торжества. Впрочем, точная причина быстрого отъезда Жуковского в Москву неизвестна.
С 1 сентября Жуковский пребывал в официальном отпуске, но продолжал жить в кремлёвской квартире. Каждый день он бывал в салоне Елагиных, где общался практически со всеми представителями литературной Москвы. В середине месяца он отбыл к Мойеру и Протасовой в Чернь, где прожил до 3 октября. Вернувшись 6 октября в Москву, он застал там Гоголя и слушал чтение «Мёртвых душ». Уже через три дня Василий Андреевич отправился в Петербург; вскоре туда приехал Гоголь и остановился у поэта. Общался Жуковский и с Лермонтовым, в дневнике отмечено чтение «Мцыри», были ему известны и новеллы «Бэла» и «Фаталист», тогда ещё не опубликованные.
В самом конце января 1840 года от воспаления мозга скончался И. И. Козлов; во время его болезни Жуковский направил ему ту же сиделку, которая ходила за умирающим Пушкиным. Примерно в те же дни к Жуковскому пришёл знакомиться молодой Николай Некрасов, которому поэт посоветовал издавать свою первую книгу без имени на титуле. Впоследствии Некрасов уничтожал экземпляры вышедшего сборника «Мечты и звуки». Гоголь никак не мог найти денег на путешествие в Италию, Жуковский занял 4000 рублей и переслал ему.

### Деятельность в 1840—1841 годах

Елизавета Рейтерн. Гравюра В. Шертля с портрета фон Зона, 1840

В феврале Жуковский вновь был назначен сопровождающим великого князя в Дармштадт, где он должен был давать уроки русского языка Марии Гессенской — невесте наследника престола. За неделю до отъезда он сдал цензору А. В. Никитенко три тома сочинений Пушкина — дополнение к семи, изданным ранее, и 5 марта отбыл в Варшаву, где навестил сестру Пушкина — О. С. Павлищеву. Далее он ехал через Дрезден, Берлин, Виттенберг и Веймар. В веймарском театре давали «Орлеанскую деву» Шиллера, что было особо отмечено в дневнике. 30 марта в Ханау Жуковский встретился с Рейтерном и его дочерью Елизаветой, но пока у него не было времени на тесное общение. Занятия с принцессой в Дармштадте шли весь апрель и половину мая. Находясь с 17 мая в отпуске в Эмсе и встретившись ещё раз с отцом и дочерью Рейтерн, он написал императору прошение об отставке и отдал его лично в руки Николая Павловича, находившегося в европейском турне. Там были следующие слова:

Государь, я хочу испытать семейного счастия, хочу кончить свою одинокую, никому не присвоенную жизнь… На первых порах мне невозможно будет остаться в Петербурге: это лишит меня средства устроиться так, как должно; во-первых, не буду иметь на то способов материальных, ибо надобно будет всем заводиться с начала.
Вместо пенсии Жуковский просил единовременного займа для обзаведения хозяйством и права на трёхлетнее пребывание за границей. В отставку он отправлен не был, ему предоставили двухмесячный отпуск, но просьба о займе (при отказе от пенсии) была сочтена «безмерной». В ответ поэт написал резкое письмо, даже без обязательных этикетных форм, и оно было подписано просто «Жуковский». Тем не менее заём дан так и не был.
Далее последовало объяснение с 20-летней Елизаветой Рейтерн, которая согласилась стать женой Жуковского. В октябре Василий Андреевич один поехал в Россию — улаживать дело о своей отставке. Новый, 1841 год Жуковский встретил у Одоевского и уже 3 января был в Москве. Там только что вышел первый номер нового журнала «Москвитянин», который издавал М. Погодин; славянофилы чрезвычайно высоко оценивали творчество Василия Андреевича и считали его «своим». В марте Жуковский вновь был в Петербурге, помогал А. В. Никитенко выкупать его мать и брата из крепостной зависимости, что благополучно завершилось 14 апреля. За два дня до того Жуковский участвовал в проводах Лермонтова на Кавказ. 15 апреля он был на похоронах А. С. Шишкова, на которых сказал: «Это наш последний долг истинно честному и правдивому человеку». Перед самым отъездом он продал мызу Мейерсгоф (на обустройство которой просил заём) за 115 000 рублей, положив эти деньги в банк на имя сестёр Воейковых. Мызу купил доктор Карл Зейдлиц, причём в сумму входила и обстановка квартиры Жуковского в Шепелевском дворце. Свою библиотеку и коллекцию произведений искусства Жуковский отдал на хранение в Мраморный дворец, но три картины, связанные с М. А. Протасовой-Мойер, отдал Зейдлицу.
16 апреля 1841 года, в день бракосочетания наследника престола, Жуковский был произведён в тайные советники и назначен состоящим при цесаревиче. В этой почётной должности Жуковский числился до конца жизни.
Жуковскому была назначена пенсия, часть которой он распорядился переводить овдовевшей А. П. Зонтаг. Николай I дал ему разрешение на бессрочное пребывание в Пруссии, «где он найдёт для себя удобнее и приятнее», — по закону, принятому в 1834 году, дворянин мог свободно пребывать за границей не более пяти лет. Пенсию и гонорары за издания и переиздания пересылали в Пруссию, но при условии, что каждую треть года поэт должен был отправлять в Петербург заверенный в русской миссии документ — «свидетельство о жизни». Это же требование касалось и его тестя — Рейтерна. Уезжая из Петербурга 2 мая, Жуковский вёз обручальные кольца, на которых была гравирована дата венчания — 21 мая. У поэта была взята подписка в том, что он обязывается «крестить и воспитывать детей своих в лоне православной церкви».

## Последние годы жизни (1841—1852)

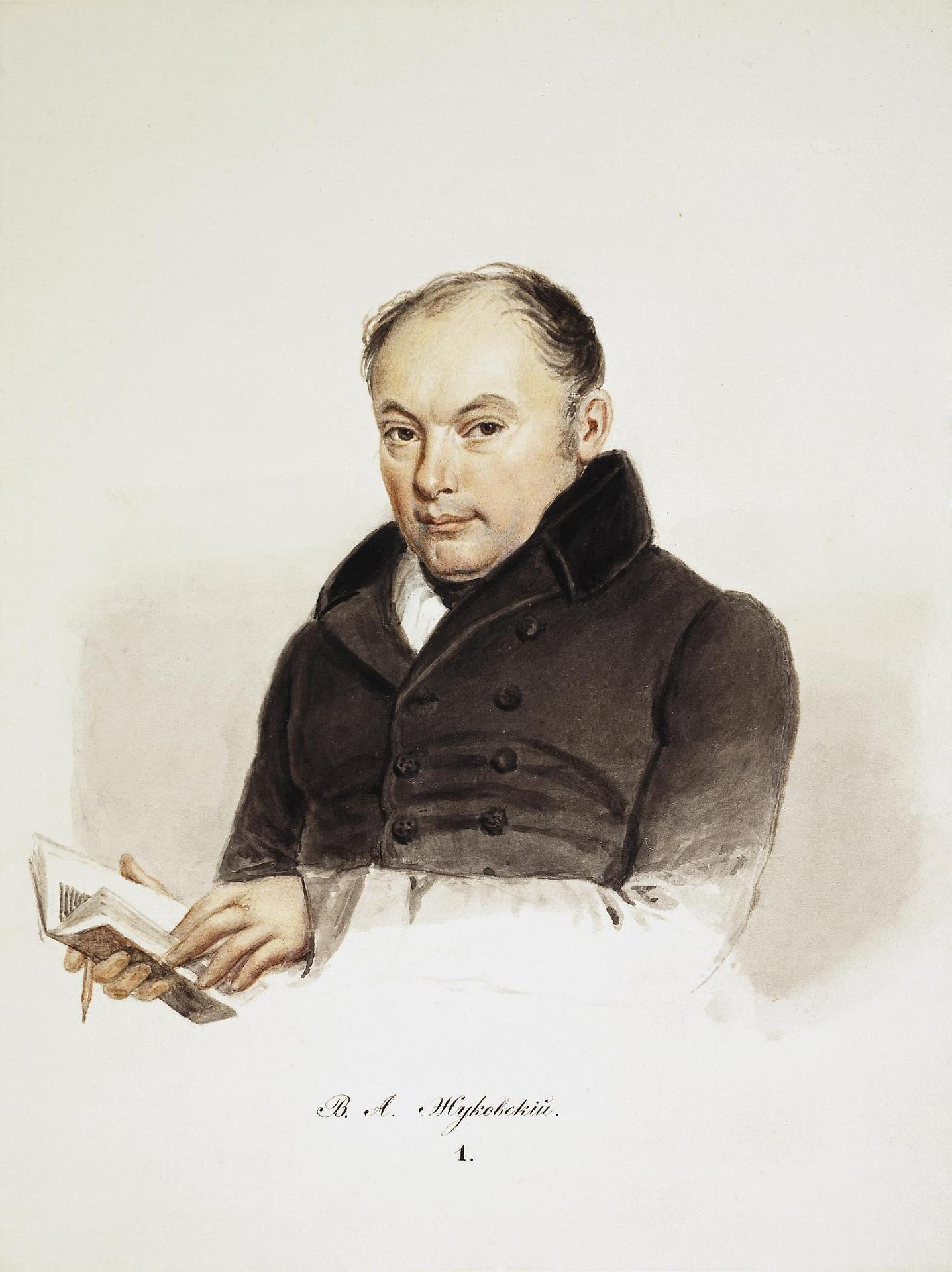
И. Реймерс. Портрет Василия Андреевича Жуковского. Серия «Портреты воспитателей будущего императора Александра II», 1837, Государственный Эрмитаж

### Женитьба. «Одиссея»
Венчание Жуковского и Елизаветы Рейтерн прошло дважды. Первая церемония состоялась 21 мая 1841 года в православной церкви при русском посольстве в Штутгарте. «Отец держал венец над своею дочерью; надо мной не держал его никто: он был у меня на голове…». Оттуда сразу же перешли в лютеранскую церковь — по вере невесты. С июля чета Жуковских поселилась в окрестностях Дюссельдорфа в двухэтажном особняке с видом на парк. Василий Андреевич так описывал его:

С севера окружает мой дом маленький сад (150 шагов в окружности); за садом мой собственный огород, снабжающий обильно, мой стол картофелем, салатом, горохом и подобною роскошью; за огородом поле, на горизонте которого городское кладбище, мимо этого кладбища идёт большая дорога. На восток от моего дома продолжение парка… Положение дома моего весьма уединённое. Он вне всякого городского шума… Я убрал этот домишко так удобно, что не могу желать себе приятнейшего жилища: в нём есть картинная галерея, есть музеум скульптуры и даже портик, под которым можно, не выходя из дома, обедать на воздухе. В саду есть пространная беседка… Я должен прибавить, что самая большая горница моего дома принадлежит не мне, а моему тестю Рейтерну. В ней он учредил свой atelier, где теперь работает весьма прилежно.
Летом 1841 года Жуковский совершил поездку в Ханау, где встречался с Языковым. Осенью краткий визит нанесла А. П. Елагина, которая очень хотела познакомиться с женой Жуковского; аналогичным образом у него побывали А. Кошелев и М. Погодин. Сам Жуковский, судя по письмам, не был в восторге от своего положения, но ему следовало экономить, чтобы заработать требуемую сумму для жизни в России. Не получилось и семейной идиллии: на пятом месяце беременности Елизаветы Жуковской произошёл выкидыш, она едва выжила и очень долго восстанавливалась. Жуковский писал, что открыл для себя новый вид страдания: «Страдания одинокого человека суть страдания эгоизма; страдания семьянина суть страдания любви». Он не пытался обучать жену русскому языку, между собой они общались по-немецки или по-французски. После выкидыша Елизавета Евграфовна долгое время пребывала в депрессии, от которой Жуковский старался избавить её всеми способами.
Эволюция Жуковского-поэта в этот период шла в направлении, заложенном ещё в 1830-е годы — в изучении образцов эпоса. Важнейшим этапом на пути поэтической реализации собственной концепции эпоса для Жуковского стал «Наль и Дамаянти» — отрывок из древнеиндийского эпоса «Махабхарата». Он использовал переложения Ф. Рюккерта и академические переводы. А. Янушкевич делает вывод, согласно которому использование языка-посредника свидетельствовало, что восточный эпос для Жуковского не имел самодостаточного значения: он следовал и европейской, и русской традиции использования ориентализма для гуманистической проповеди. В «Нале и Дамаянти» Жуковский пытался с максимальной полнотой выявить этический пафос. Для этого служит и мотив длительного странствия, по ходу которого открываются человеческие муки. В свою очередь, страдания героев в драматической ситуации, в которую они поставлены, есть важнейшее средство выявления человечности. А. Янушкевич утверждал, что в переложении Жуковского впервые была убедительно заявлена тема возрождения, очищения, воскресения через страдание как содержательная основа эпоса.

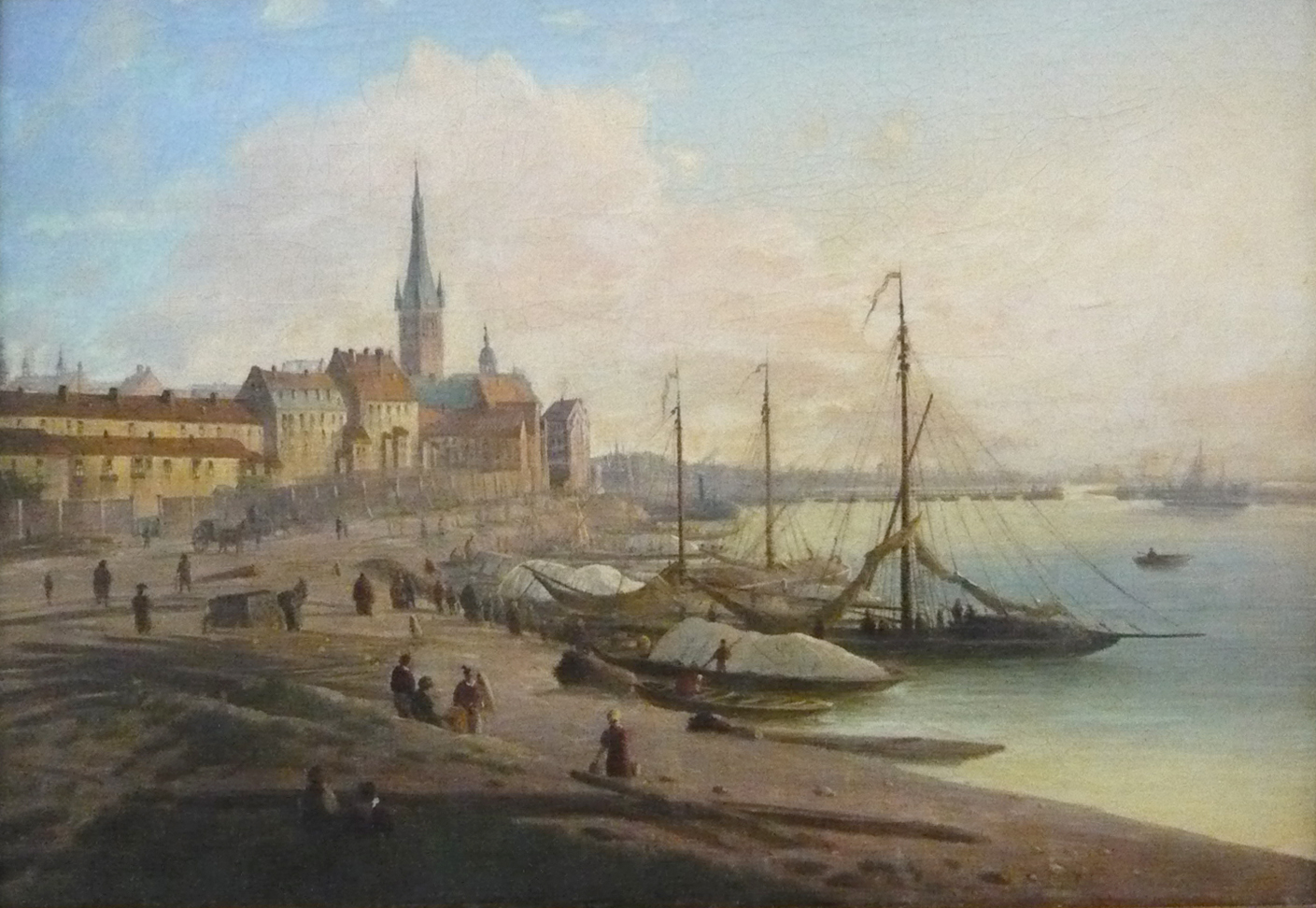
Неизвестный художник. Вид Дюссельдорфа, 1840

С 1842 года Жуковский стал интенсивно заниматься переводом «Одиссеи». Он консультировался с дюссельдорфским эллинистом Грасгофом, который переписал ему весь греческий текст, проставив под каждым греческим словом немецкое с разъяснением грамматического смысла оригинала. Однако это был лишь фундамент всей работы: истинным прологом к переводу была именно переработка восточных сказаний с их мотивами супружеской верности, трагических отношений отца и сына, неузнавания и странствий. Именно поэтому античный эпос под пером Жуковского не принял облика патриархальной утопии. Более того, именно в 1840-е годы вопрос о форме эпоса, а также о возможности и границах перевода Гомера сделался одним из самых актуальных для русской литературы; суждения по этому вопросу оставили К. Аксаков, Белинский, Гоголь и Чаадаев, и только что вступавшие в литературу Островский, Достоевский, И. Тургенев и Гончаров. Объяснялось это общей тенденцией освоения в русской литературе эпических форм повествования, что и определяло интерес к «первообразу» эпической поэзии. На практике первостепенным для писателей и критиков был интерес к охвату материала, приёмам его обобщения, отображения и соотношениях духовной сферы и бытовой, принципы повествования.
Работа над переводами была не только потребностью души, но и необходимостью: 30 октября 1842 года родилась дочь Жуковских — Александра. Жуковский в письме Вяземскому, который провозгласил его чуть ли не патриархом русской литературы, прямо писал: «общественное дело моё, взявшее лучшие мои годы, кончено… Из прошедшей моей деятельности сохраню только давно оставленную авторскую». Объяснялось это и крайне тяжёлым состоянием Елизаветы Евграфовны, которая после родов не вставала до мая 1843 года. Не лучшим было и состояние здоровья самого Жуковского: сильно ослабело зрение (он больше не мог читать и писать при свечах), в дневнике фиксировались «нервические припадки», головные боли и другие недуги.
В начале сентября 1842 года, ещё до рождения дочери, Жуковский отправил императрице Александре Фёдоровне письмо, в котором просил её стать крёстной матерью, если родится девочка. Однако ответа на свою просьбу он не получил. Об этом он с недоумением писал 7 ноября цесаревичу, негодуя, что не получил ответа и Рейтерн, который отправил на серебряную свадьбу императора картину «Георгий Победоносец», к которой Жуковский написал поэтический комментарий. Несмотря на поздравление, императорская семья в дни празднования годовщины забыла о Жуковском, хотя другой учитель Александры Фёдоровны — Музовский — был за свою педагогическую службу награждён орденом, и соответствующий рескрипт был опубликован в газетах.
К 1843 году отношения Жуковского и императорской семьи настолько осложнились, что он был вынужден лично встретиться с Александром Николаевичем в Дармштадте. Беседа, вероятно, была не из приятных; в декабре Василий Андреевич написал цесаревичу подробное разъяснение о сути своей жизни и деятельности за границей. В Петербурге, по-видимому, ходили слухи об эмиграции поэта; Жуковский не решился напомнить о разрешении Николая I на бессрочное пребывание за рубежом. Впрочем, значительную часть 1843 года он общался в Эмсе и Дюссельдорфе с Гоголем, который находил (в письме к Языкову), что здоровье Василия Андреевича «самое надлежащее», да и жене его стало значительно лучше. Однако к началу 1844 года состояние Елизаветы Евграфовны ухудшилось настолько, что семейный врач предложил переселиться во Франкфурт-на-Майне. Переезд привёл к интенсификации работы над «Одиссеей» . А. И. Тургенев так описывал быт Жуковских на новом месте:

Я здесь блаженствую сердечно в милом, добром, умном семействе, изнеженный всеми комфортабельностями жизни, достойными шотландской сивилизации и всей классической дружбы Жуковского и его ангела-спутника (ангел беременна уже пятый месяц и в генваре должна родить; вероятно — мальчика)… Ты знаешь, какой мастер Жуковский устраиваться, но он превзошёл здесь себя во вкусе уборки дома, мёблей, картин, гравюр, статуек, бюстиков и всей роскоши изящных художеств. Всё на своём месте, во всём гармония, как в его поэзии и в его жизни… 

### Вторая половина 1840-х годов

Елизавета Жуковская (Опубликовано в «Ниве», 1902)

1 января 1845 года у Жуковских родился сын Павел; его крёстным отцом стал великий князь Александр Николаевич. Жуковский ко времени рождения сына пятую неделю тяжело болел. Тяжёлым было и душевное состояние Гоголя, который жил у Жуковских с осени 1844 года, но за несколько дней до наступления нового года уехал в Париж. Это погрузило Василия Андреевича в меланхолию. Единственным лекарством от болезни и хандры стала работа: он написал целый ряд стихотворных произведений — все белым пятистопным ямбом: «Выбор креста», повесть (из Шамиссо); «Повесть об Иосифе Прекрасном»; три сказки — «Кот в сапогах», «Тюльпанное дерево» и «Сказка о Иване-царевиче и Сером Волке». Сказки были отосланы в Петербург для «Современника», в котором они и вышли в следующем году.
Для своих детей В. А. Жуковский в 1844—1845 годах выполнил и перевод Нового Завета на русский язык. Для широкой публики он стал известен после берлинской публикации 1895 года, научное издание в России последовало только в 2012 году. Исследователи, в том числе С. В. Берёзкина, обращали внимание на то, что библейский перевод стал и художественным произведением, для которого поэт выбрал особую стилистику. Поскольку перевод делался с Елизаветинской Библии (с уточнениями по Библии Лютера), он насыщен славянизмами.
Главным содержанием 1845 года стало очередное ухудшение отношений Жуковского с императорским семейством и вопрос о возвращении на Родину. По утверждению К. Зейдлица, поэту уже прямо рекомендовали вернуться в Россию, что было немыслимо при состоянии здоровья Елизаветы Евграфовны. После письма наследнику от 7 апреля его временно оставили в покое, но летом 1845 года произошла «история с браслетом». 18(30) июня 1845 года поэту прислали браслет — подарок от императрицы, причём не было никаких разъяснений по этому поводу ни от Романовых, ни от их секретаря. Судя по переписке, Жуковского нервировала эта ситуация: в конце года даже наследник заявил, что подозревает, что его бывший наставник останется за границей навсегда. Это вызывало при дворе обвинения в непатриотическом поведении. Впрочем, в январе 1846 года поэту было дано официальное разрешение оставаться за границей до 1847 года. В своих письмах Жуковский обязывался сообщать наследнику о западноевропейской жизни, как он сам выразился, стать «шпионом не лиц, а времени». В июне 1845 года с Жуковским связался сосланный в Курган декабрист Александр Бригген, который перевёл с латыни «Записки о Галльской войне» Юлия Цезаря. Жуковский купил у него рукопись за 2500 рублей, в надежде окупить издание, и всячески призывал его переводить античных историков. Хотя Дубельт издание одобрил, оно так и не получилось. Жуковский твёрдо решил вернуться в Россию в 1846 году; хлопотами Елагиной был нанят дом в Москве, и в Петербург отправлена доверенность Зейдлицу на имущество, сложенное в Мраморном дворце, — его предстояло перевезти для обстановки дома.
На состоянии Жуковского крайне негативно сказались известия о кончине А. Тургенева — вернулось сердцебиение, кровотечения и другие симптомы сердечного заболевания. С января 1846 года сильно ухудшилось зрение, о чём поэт жаловался Гоголю. Готовясь к слепоте, Жуковский изобрёл «машинку»-транспарант — картонную папку с прорезями для строк, чтобы можно было писать на ощупь. Впрочем, Елизавета Евграфовна писала Елагиной, в том же январе, что Жуковский не сдавался; хотя самочувствие его не позволяло ходить, он приказал сделать себе некое подобие тренажёрного аппарата — «механического коня» .
Также в начале 1846 года Жуковский начал перевод поэмы Рюккерта «Рустем и Зораб», основанной на одном из сюжетов «Шахнаме». Исторические события, важные для поэтики Фирдоуси, были отставлены на задний план, на первое место выходит воля и устремления индивида. По А. Янушкевичу, «личностное начало, сшибка характеров торжествует в этом романтическом варианте эпоса». При этом Жуковский не стремился к модернизации событий, к сюжетному заострению, о чём в переписке сожалел Вяземский. Тем не менее в письме от 19 марта 1846 года Гоголю свою работу Жуковский именовал «поэтическим запором», имея в виду то, что застопорилась «Одиссея» .
1847-й год совсем не был благоприятен для работы. Депрессия Елизаветы Евграфовны не проходила всю вторую половину предыдущего года. В январе заболели тифом Рейтерн, его младший сын и старшая дочь, выжили только мужчины. О состоянии своей жены Жуковский сообщал Гоголю: «Она почти ничем не может заниматься, и никто никакого развлечения ей дать не может. Чтение действует на её нервы; разговор только о своей болезни». Тем не менее осенью были отданы в цензуру первая половина «Одиссеи» и «Рустем и Зораб», которые должны были войти в состав «Новых стихотворений»; одновременно эти книги составили 8-й и 9-й тома пятого издания полного собрания сочинений Жуковского. Печатать их должны были в Карлсруэ, в котором издатель даже специально отлил русский шрифт. Хотя уже истекли все мыслимые сроки пребывания поэта за границей, П. А. Плетнёв и Вяземский уговаривали его любой ценой оставаться на Западе. В переписке с великими князьями эта тема не поднималась.
Начавшаяся в 1848 году революция была воспринята Жуковским как стихийное бедствие. Он много писал друзьям (в том числе Гоголю), но и Романовым. Отрывок одного из его писем Александру Николаевичу под названием «Письмо Русского из Франкфурта» было по приказу цесаревича опубликовано 12 марта. По Т. Гузаирову, теперь правительство было заинтересовано в пребывании Жуковского за границей ради его статуса «истинного русского патриота». Примечательно, что для поэта единственным выходом в ситуации «вулканического извержения» стали семейные ценности. 8 марта он поздравил Константина Николаевича с обручением, а параллельно просил прислать забавные картинки для своих детей. Жуковский стремился спастись от революции в России, но на сей раз не смог туда попасть из-за холерной эпидемии. После уличных боёв во Франкфурте 17 сентября Жуковский стал мрачен, писал о смерти и более не верил, что вернётся на Родину. Когда ситуация в Бадене, где лечились Жуковский с женой, стала спокойнее, в октябре он вернулся к переводу «Одиссеи», прервавшемуся на конце XIII песни. Работа пошла очень быстро: XVI песнь была закончена уже 20 декабря. Единственным оригинальным стихотворением 1848 года стало «К Русскому великану», построенное исключительно на традиционных образах — «орёл», «великан», «буря», «море», «утёс», «разбивающиеся волны». Однако за поэтическими клише у Жуковского стояли конкретные государственные лица и символы николаевского царствования. Неудивительно, что стихотворение увидело свет в «Москвитянине» и «Северной пчеле».
66-й день рождения Жуковского 29 января 1849 года был отпразднован в Петербурге в его отсутствие. Организатором торжеств был Вяземский, собралось около 80 гостей, были прочитаны стихи Вяземского, посвящённые юбиляру. Самому Василию Андреевичу отправили подробный протокол праздника с подписями всех гостей. Юбиляр был недоволен и писал, что это торжество «похоже на поминки». К тому времени стали выходить первые рецензии на опубликованную часть перевода «Одиссеи». Не все они были доброжелательными, главной причиной критики стала субъективность перевода. Обозреватель «Отечественных записок» прямо писал, что от «настоящего перевода „Одиссеи“ нужно было ожидать, даже не читая его, что это будет скорее „Одиссея“ Жуковского, чем Гомерова „Одиссея“, переведённая Жуковским». Субъективность перевода связывалась с романтической природой творчества поэта. Впрочем, как отметил А. С. Янушкевич, даже самые взыскательные критики — современники и потомки — «не могли не признать эстетическое обаяние перевода Жуковского». И. Толстой в предисловии к изданию «Academia» 1935 года, отмечал, что «десятки точнейших, учёнейших переводов, конечно, не дали бы того, что дал один этот перевод».
В мае 1849 года революционные события захлестнули и Баден-Баден, семейству Жуковского пришлось бежать в Страсбург. Туда, несмотря на все трудности, издатель Рейф прислал последнюю корректуру второй части перевода «Одиссеи». Из Эльзаса Жуковские отправились в Швейцарию — в Базель, а потом и Берн. И Василию Андреевичу, и Елизавете Евграфовне стало только хуже. В это время поменялись политические взгляды Жуковского: он принял манифест Николая I от 26 апреля (8 мая) 1849 года о начале Венгерского похода и считал возможным вмешательство России в дела Европы. В августе 1849 года Жуковский отправился в Варшаву для личного свидания с Николаем I, который готовился встретить возвращавшиеся в Россию войска. При личном свидании император подтвердил дарованное в 1841 году право на неограниченное пребывание за границей. Пожалование ордена Белого Орла, рескрипт о котором Жуковский просил опубликовать, также подтверждало высокий статус поэта при дворе, несмотря на его проживание за границей.

### «Илиада» и Иерусалимский проект
С сентября 1849 года Жуковский стал думать о переводе «Илиады», тем более, что после многих лет работы над «Одиссеей» он стал в состоянии читать по-гречески. Среди вариантов, которые он рассматривал в тот период, была и идея «улучшить» перевод Гнедича, отобрав из него уместные строки, а неудачные, с точки зрения Жуковского, перевести заново. Он всё-таки заказал К. Грасгофу пословный перевод всего текста, аналогичный подстрочнику «Одиссеи», но на этот труд требовалось не менее двух лет. 2 (14) октября в Баден-Бадене началась работа, причём со второй песни, которая представлялась наиболее сложной, как писал Жуковский Гоголю. В среднем, он переводил до 20 стихов в день; «каталог кораблей» был готов ко 2 (14) ноября. Первая песнь после перерыва была готова к сентябрю 1850 года. Этой работе Жуковский придавал такое значение, что даже писал П. А. Плетнёву, что если ему не удастся завершить «Илиаду», то не имеет смысла перепечатывать и «Одиссею».
Согласно В. С. Киселёву, Жуковский своими переводами преследовал масштабную цель. «Одиссея» и «Илиада» должны были стать воссозданием целостного образа Античности, увиденного через призму романтической культуры. В одном из писем П. А. Вяземскому он так характеризовал гомеровский мир: «…это беспрестанная идиллия, описание, простой быт семейный в хижине пастуха, с которым весьма мало разнится и быт во дворце царском, описание нравов простых, часто грубых, всё это имеет несказанную прелесть…». В этом смысле можно считать, что гомеровские переводы выросли из идиллий Жуковского, особенно не понятого современниками «Овсяного киселя», пафос которых определялся нераздельным потоком человеческой жизни, согласованного с природной действительностью. Соответственно, гомеровский мир осмысливался Жуковским как дом европейской культуры, из которого она вышла в глубокой древности и куда должна возвратиться, потеряв глубинные духовные основы. В этом отношении перевод «Одиссеи» и «Илиады» являлся утопическим проектом, призванным на новых основаниях перестроить современную Жуковскому литературу, а в перспективе и всю культуру, соединив духовный опыт новой Европы и Древнего мира.
На рубеже 1849—1850 годов мысли Жуковского занимал ещё один утопический проект — внешнеполитический. Он был изложен Жуковским в письмах к великим князьям Александру и Константину Николаевичам, но никогда не был отрефлексирован в качестве единого текста или печатной статьи. Предложение его (освобождение Гроба Господня и Иерусалима из-под власти турок) не было оригинальным, но было новым в единственном отношении: Иерусалим должен перейти под контроль христианской европейской армии исключительно мирным, бескровным путём. Т. Гузаиров полагал, что поэт, по сути, предложил вариант урегулирования назревавшего конфликта, который привёл к Крымской войне. Однако в силу особенностей мышления Жуковский представил проект в идеально-художественном ключе. Хотя ещё в начале 1840-х годов он отвергал внешнюю экспансию России и призывал Николая I урегулировать внутренние проблемы, после революционного взрыва 1848—1849 годов Жуковский стал проповедовать идею преобразования современного бездуховного мира в христианский. Только подлинная вера способна восстановить порушенный Иерусалим-Европу. Миссия христианских государств — и в первую очередь России — в освобождении не Константинополя, а Иерусалима и храма Гроба Господня. Успех Венгерского похода русской армии подтолкнул Жуковского к идее мирной христианской войны. В своих письмах 1840-х годов Жуковский подчёркивал, что Николай I остался единственным государем, сохранившим в революционное время священный ореол монарха. Это должно было поставить его во главе миссии по освобождению Гроба Господня.
Литературным измерением этого проекта стала последняя поэма Жуковского — «Агасвер». Она так и осталась неоконченной; поэт именовал её своей «лебединой песнью». С одной стороны, история Вечного Жида была очень хорошо разработана в европейской романтической литературе, с другой — это было закономерным продолжением размышлений об Одиссее человеческого духа. Это одновременно было и развитие пушкинско-лермонтовской романтической линии; некоторые фрагменты поэмы (VIII, 9) А. С. Янушкевич сопоставлял с психологической динамикой лермонтовских героев:
Я — Агасвер, не сказка Агасвер,

Которою кормилица твоя

Тебя в ребячестве пугала, — нет! о, нет!

Я Агасвер живой, с костями, с кровью.

Текущей в жилах, с чувствующим сердцем

И с помнящей минувшее душою;

Я Агасвер — вот исповедь моя…
Действие поэмы начиналось от казни Христа и затем переносилось в современность: с Агасвером встречается Наполеон. Исповедь Агасвера великому завоевателю и составляет содержание поэмы. Причину разрушения Иерусалима Жуковский связывал с отвержением Христа народом Израиля. Сюжет поэмы — это поиск Агасвером смерти, который оказывается путём к вере во Христа. Агасвер постоянно возвращается в Иерусалим, а описание разрушенного пожаром города напоминало созданный Жуковским в письмах образ Европы. Тем самым священная и литературно-романтическая история прямо соотносились с современностью и её задачами.

### Жуковский и смертная казнь

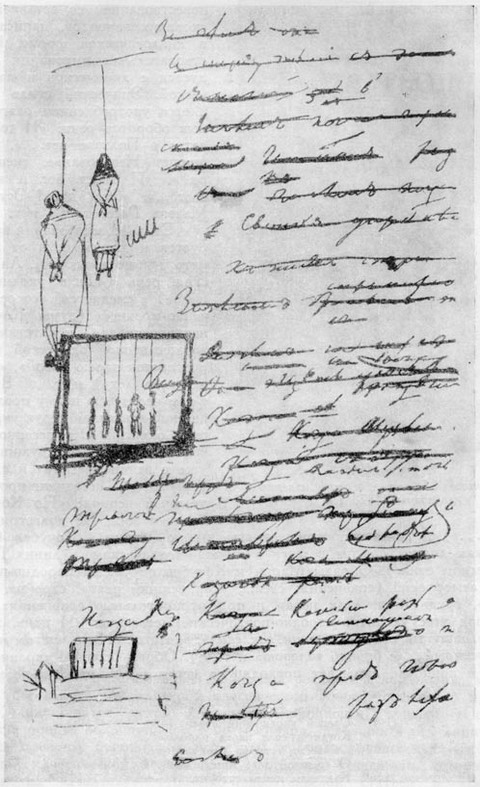
Страница рукописи А. С. Пушкина с изображением казнённых декабристов, 1826

Одна из своеобразных тем в мировоззрении Жуковского, которая позволяет понять его религиозные взгляды, — вопрос о смертной казни. Отдельно он был рассмотрен в статье «О смертной казни», основанной на письме наследнику-цесаревичу от 4 января 1850 года. Поводом для письма стала казнь в Лондоне в предыдущем году супругов Марии и Фредерика Меннинг за убийство с целью грабежа; приговор вызвал бурные дискуссии по всей Европе. Главная идея Жуковского весьма сурова: смертная казнь — это институт, установленный самим Богом, поэтому её следует не отменять, а преобразовать в таинство, всеобщий «акт любви христианской». Столь противоречащее христианской морали заявление не было принято современниками и вызвало острую критику. И. С. Аксаков выразил мнение противников Жуковского (и смертной казни) следующим образом:

Для воспитанного на слове евангельском общества вполне ясно и несомненно, что убиение человека, совершаемое, хотя бы мечем государства, противно учению и разуму учения Христа.
И. Ю. Виницкий отдельно рассмотрел генезис представлений Жуковского, привёдшего его к религиозному восприятию смертной казни. В балладах, созданных до начала 1830-х годов, Василий Андреевич впервые глубоко и по-разному разрабатывал тему наказания — спасения «преступника». Однако глубинный переворот произвели в его сознании дискуссии вокруг смертной казни в Пруссии в 1847 году и проект Фридриха-Вильгельма IV. По Виницкому, это был непосредственный источник, откуда Жуковский воспринял идею казни как религиозного ритуала. Основные тезисы королевского проекта и письма поэта совпадали: публичная казнь должна быть отменена, но исполнение ритуала, осуществляемое за закрытыми дверями, совершается при колокольном звоне, а у стен темницы толпа должна ожидать вестей о смерти преступника. В статье 1848 года о «Фаусте» Гёте Жуковский провозгласил эшафот святым местом, поскольку оттуда душа грешника сразу переходит милосердному Богу. Причиной же, по которой Жуковский решился объявить свои идеи наследнику, стала казнь петрашевцев. И. Виницкий при этом не учитывал, насколько на Жуковского повлияла судьба декабристов. Как показали изыскания Т. Гузаирова, казнь декабристов 13 июля 1826 года произвела огромное впечатление на Жуковского, а поведение С. Муравьёва в его последнюю минуту показало Василию Андреевичу, что смерть может быть благом для казнимого и должна быть исполнена «с милосердием». Поведение декабристов на эшафоте отличалось смирением и религиозным
чувством — эти черты впоследствии стали лейтмотивами в рассуждениях поэта о спасительном влиянии наказания на душу преступника и были выражены в записке об амнистии.
В статье «О смертной казни» отчётливо прослеживались идеи Жуковского о причастии. В основе его опубликованных рассуждений, которые присутствовали и в дневниковых записях, Т. Гузаиров выделил следующую схему: разбойник — казнь — благость — таинство — очищение. Иными словами, Жуковский перенёс вопрос о смертной казни из юридической плоскости в религиозную. При этом поэту предстояло разрешить сложнейшую проблему, которая занимала его в последнее десятилетие жизни:

Но как дать себе эту веру? Как дойти до того, чтобы она была всё, во всём и всегда? Если сердце сухо, как русло ручья иссякшего, если оно холодно, как железо, и нечувствительно, как камень, — кто оживит его для веры? Наша воля не имеет этого всемогущества. <…> О, кто даст мне это слово со всем его таинственным всемогуществом, освящающим и просвещающим и радость и страдание? — Полн. собр. соч. — М., 2004. — Т. XIV. — С. 303
Речь шла о способе, посредством которого преступник, не имеющий перед казнью времени на духовные поиски, мог бы в кратчайший срок обратиться к вере. Из этого проистекало осуждение публичной казни, которая становилась «занимательной трагедией» для собравшихся и уничтожала спасительное действие на душу преступника в его последнюю минуту. Жуковский настаивал, что народ должен молиться за душу преступника, а ожидание известий о казни должно сопровождаться молитвенным песнопением, которое «не прежде умолкнет, как в минуту его смерти». И. Виницкий отметил, что казнь в представлении Жуковского для публики есть не что иное, как коллективное зрелище Суда Божия. Статья «О смертной казни» явилась закономерным итогом размышлений и духовных исканий Жуковского.

### Болезнь и кончина

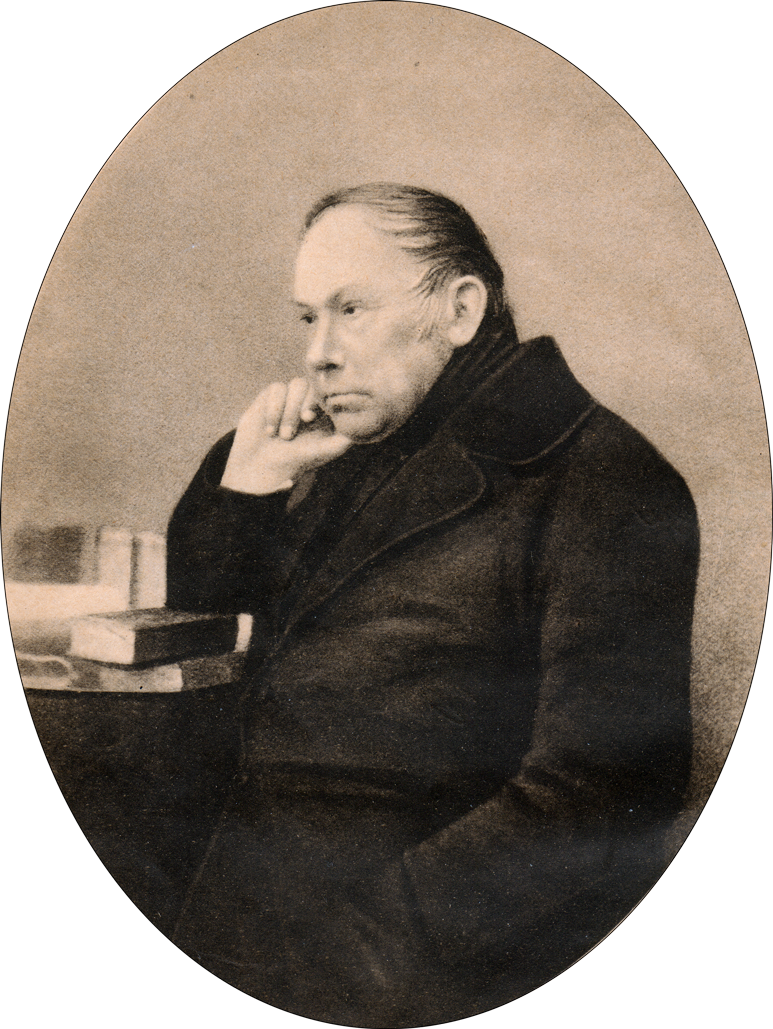
В. А. Жуковский. Дагеротип 1850 или 1851 года. Опубликован в «Вестнике Европы» (1902, май)

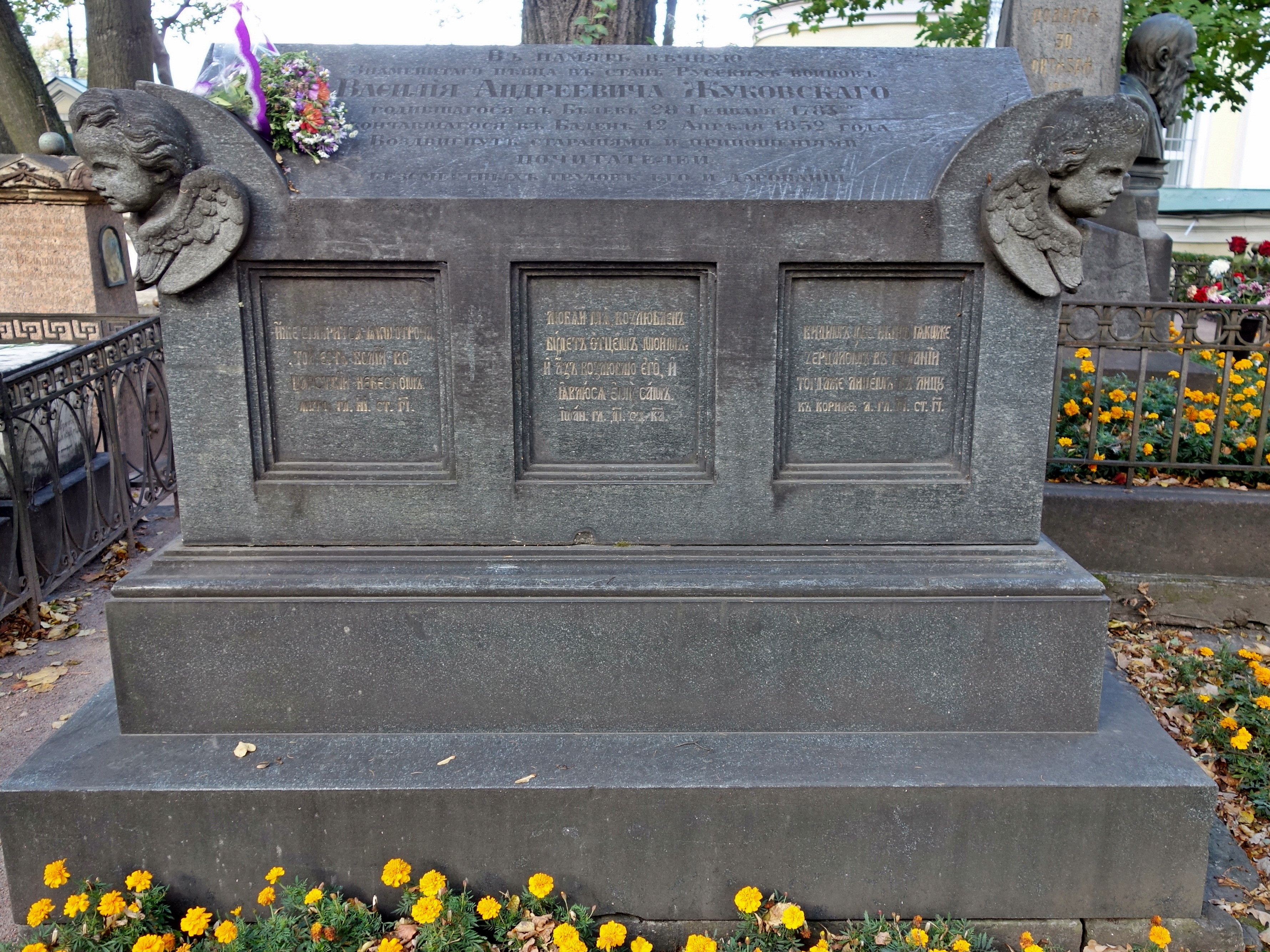
Могила В. А. Жуковского. Некрополь мастеров искусств

Помимо литературных дел, Жуковский много внимания уделял занятиям с дочерью Александрой (которую именовал в письмах «гениальной») и сетовал на то, что все свои педагогические работы отослал в Петербург в надежде на возвращение в Россию. Постепенно он начинал занятия с пятилетним сыном Павлом, в котором видел себя в молодости. Для одной только наглядной азбуки он акварелью написал более 500 картинок. П. А. Плетнёв, которому поэт чаще всего писал, не одобрял его занятий, особенно того, что Жуковский затеял создать начальный курс обучения детей, чтобы родители могли им пользоваться без помощи учителей. Плетнёв полагал, что гораздо полезнее было бы начать писание мемуаров: «высший же ваш талант как поэта и вообще как писателя есть исключительно ваше назначение». Однако в ответном письме Жуковский отказался от мемуаров в достаточно резкой форме. В то же время он сожалел, что нерегулярно вёл дневник — «много прошедшего для меня исчезло, как небывалое».
С начала 1851 года Жуковский ослеп на один глаз и по нескольку часов проводил в тёмной комнате. В темноте он провёл и свой 68-й день рождения. Мечты о возвращении в Россию не оставляли его, в этом его активно поддерживали Гоголь, Чаадаев, Елагина. Василий Андреевич вернулся к идее обосноваться в Дерпте, куда в мае переехал Зейдлиц. Свой маршрут Жуковский сообщил А. П. Елагиной в письме от 29 июня, наметив выезд из Бадена на 14 июля; в том же письме он просил всех своих близких собраться в Москве. Однако за два дня до отъезда у поэта сильно воспалился глаз, и переезд был отложен до следующего года. С этого периода переписка с Елагиной шла по-французски, чтобы Елизавета Евграфовна могла читать вслух. С 8 июля интенсивно шла работа над «Агасвером» при помощи камердинера, который мог перечитывать написанное по-русски.
Болезни одолевали Жуковского, он просил Вяземского переехать к нему в Баден до весны. Последний подъём активности выразился в стихотворении «Царскосельский лебедь». Сильнейший удар нанесли Жуковскому известия о смерти Гоголя и уничтожении им второго тома «Мёртвых душ». После этого Василий Андреевич уже не вставал. Он скончался 12 апреля 1852 года в 1 час 37 минут ночи в присутствии камердинера Василия. Похоронили его на загородном кладбище, в особом склепе, украшенном строками его стихотворения «О милых спутниках, которые сей свет присутствием своим животворили, не говори с тоской их нет, а с благодарностию были». В августе того же года тело кремировали, а позже слуга Даниил Гольдберг перевёз прах Жуковского в Петербург, повторные похороны прошли 29 августа в Александро-Невской лавре. На церемонии присутствовали П. А. Плетнёв, Ф. И. Тютчев и А. П. Елагина. Жуковского похоронили близ могил И. Козлова и Н. Карамзина.
После смерти мужа Елизавета Евграфовна Рейтерн-Жуковская из лютеранства перешла в православие. Никогда не отличаясь крепким здоровьем, она скончалась в 1856 году.
Дочь — Александра Васильевна — была принята при дворе и сделалась фрейлиной. Известность получил её роман с великим князем Алексеем Александровичем, она стала матерью его единственного сына. В то же время исследование Л. Н. Киселёвой показало, что предположения о церковном браке великого князя и Жуковской и последующем разводе, санкционированном Святейшим синодом, не соответствовали действительности. Сын — Павел Васильевич — стал художником-любителем, был членом-учредителем по устройству Русского музея в Петербурге, участвовал в разработке проекта здания Музея изобразительных искусств в Москве.

## Наследие и оценки
В. А. Жуковский признаётся в литературоведении крупнейшим писателем, подготовившим возможность переворота, осуществлённого в русской поэзии А. С. Пушкиным. Он считается духовным и поэтическим наставником Пушкина.
Почти все произведения Жуковского, за отдельными исключениями, — либо переводы, либо переработки иностранных источников. П. А. Катенин охарактеризовал это как «отсутствие изобретения». В ранний период своего творчества Жуковский даже собственные лирические стихотворения нередко писал на основе перевода и переработки стихотворений других поэтов. Он сам это отлично сознавал и писал Гоголю 6 февраля 1848 года:

Я часто замечал, что у меня наиболее светлых мыслей тогда, как их надобно импровизировать в выражение или в дополнение чужих мыслей. Мой ум — как огниво, которым надобно ударить об кремень, чтоб из него выскочила искра. Это вообще характер моего авторского творчества; у меня почти всё или чужое или по поводу чужого, и всё однако моё.
Психологизм поэзии Жуковского являлся выражением его романтизма как нового индивидуалистического мировоззрения. Современники ощущали поэзию Жуковского как начало нового периода в развитии русской литературы, считая именно Жуковского первым русским романтиком. Отчётливо эту точку зрения высказал Белинский:

Жуковский, — этот литературный Коломб Руси, открывший ей Америку романтизма в поэзии, по-видимому, действовал как продолжатель дела Карамзина, как его сподвижник, тогда как в самом-то деле он создал свой период литературы, который не имел ничего общего с карамзинским… Жуковский внёс романтический элемент в русскую поэзию: вот его великое дело, его великий подвиг…
Данную позицию разделяли и литературоведы последующих поколений, за исключением А. Н. Веселовского, который в своей монографии 1904 года отбросил проблему романтизма Жуковского. Он связывал его тематику и поэтику с сентиментализмом, вынеся этот мотив в заглавие: «поэзия чувства и сердечного воображения».
Как реформатор поэзии, Жуковский внёс множество новшеств в русскую метрику, впервые введя в поэзию на русском языке амфибрахий, различные сочетания разностопных ямбов. Насмешки современников (в том числе пародию А. С. Пушкина) вызвали его белые пятистопные ямбы со свободной цезурой. Впрочем, с середины 1820-х годов Пушкин сам стал пользоваться белым стихом, выдерживая, однако, классические цезуры. Жуковский же смог окончательно преодолеть предубеждение современников перед гекзаметром, он разрабатывал особый повествовательный стих, который сам именовал «сказочным гекзаметром». Размер этот был воспринят в немецкой романтической поэзии. С 1810-х годов в поэзии Германии гекзаметр стал ступенью к разработке повествовательного стиха, и такую же роль он сыграл в творчестве Жуковского.
Наследие Жуковского как оригинального поэта-романтика и переводчика оказалось востребовано всей последующей русской культурой от Пушкина до символистов, Цветаевой и Пастернака. Владимир Набоков в книге «Николай Гоголь» писал: «Жуковский был поразительным переводчиком и в переводах из Цедлица и Шиллера превзошел подлинники; один из величайших второстепенных поэтов на свете, он прожил жизнь в чем-то вроде созданного им самим золотого века, где провидение правило самым благожелательным и даже благочинным образом». В своих "Комментариях к «Евгению Онегину» тот же Набоков называл «Светлану» шедевром и утверждал: «восхитительная мелодичность сделанных Жуковским переводов английских и немецких стихотворений и поэм принесла такой триумф русской литературе, что можно пренебречь ущербом, который при этом потерпели Шиллер или Грэй». Жизнеописание Жуковского создал Борис Зайцев, объявив его «единственным кандидатом в святые от литературы».
При жизни было издано пять собраний сочинений Жуковского, которые в первую очередь были изданиями его стихотворений. Каждое из них отражало авторскую волю на определённом этапе его творческого развития и никогда не включало всего корпуса созданных им произведений. В посмертное седьмое издание 1878 года П. А. Ефремов включил более 300 писем; на рубеже веков увидели свет дневники Жуковского и его переписка с А. Тургеневым. В 1902 году было издано 12-томное «Полное собрание сочинений» под редакцией А. С. Архангельского. В этом издании также не был представлен весь корпус стихотворных текстов, художественная проза публиковалась выборочно, а переписка и дневники — с большими купюрами. В послереволюционную эпоху репутации Жуковского сильно повредил его статус царедворца; только в 1939 году в большой серии «Библиотеки поэта» увидел свет двухтомник стихотворений под редакцией и с комментариями Ц. Вольпе. В 1959—1960 и 1980 годах были опубликованы, соответственно, четырёх- и трёхтомное собрание избранных произведений, сгруппированные по жанрово-хронологическому принципу. С 1970-х годов главным центром исследований наследия Жуковского стала кафедра русской литературы Томского университета, её специалисты опубликовали трёхтомное исследование маргиналий на книгах из личной библиотеки («Библиотека Жуковского», 1978—1988), монографии и учебные пособия. В 1999 году начато издание полного собрания сочинений в 20 томах, сгруппированного по хронологическому принципу.

## Память

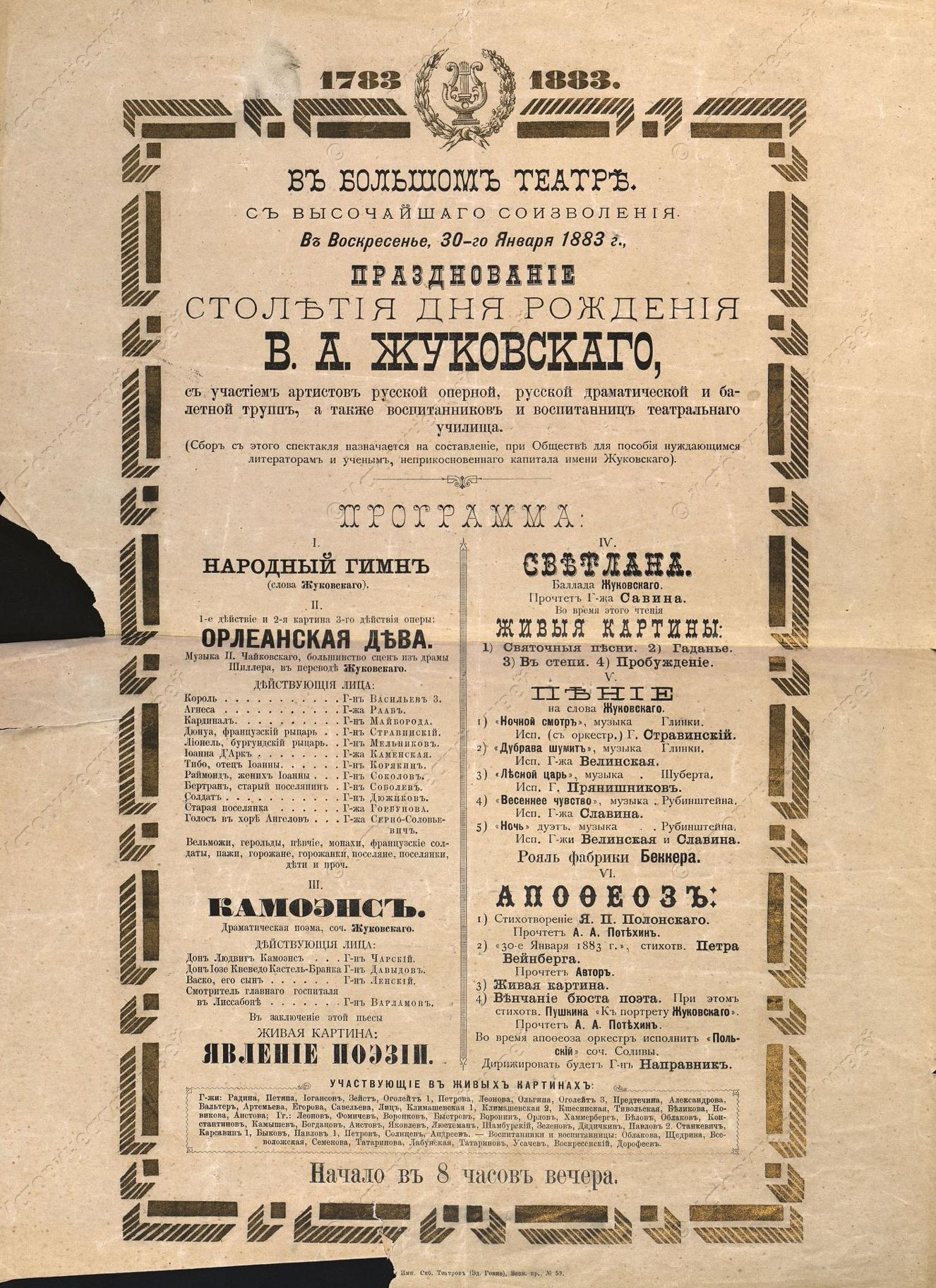
Программа празднования 100-летия со дня рождения Жуковского в Большом. 1883 г.

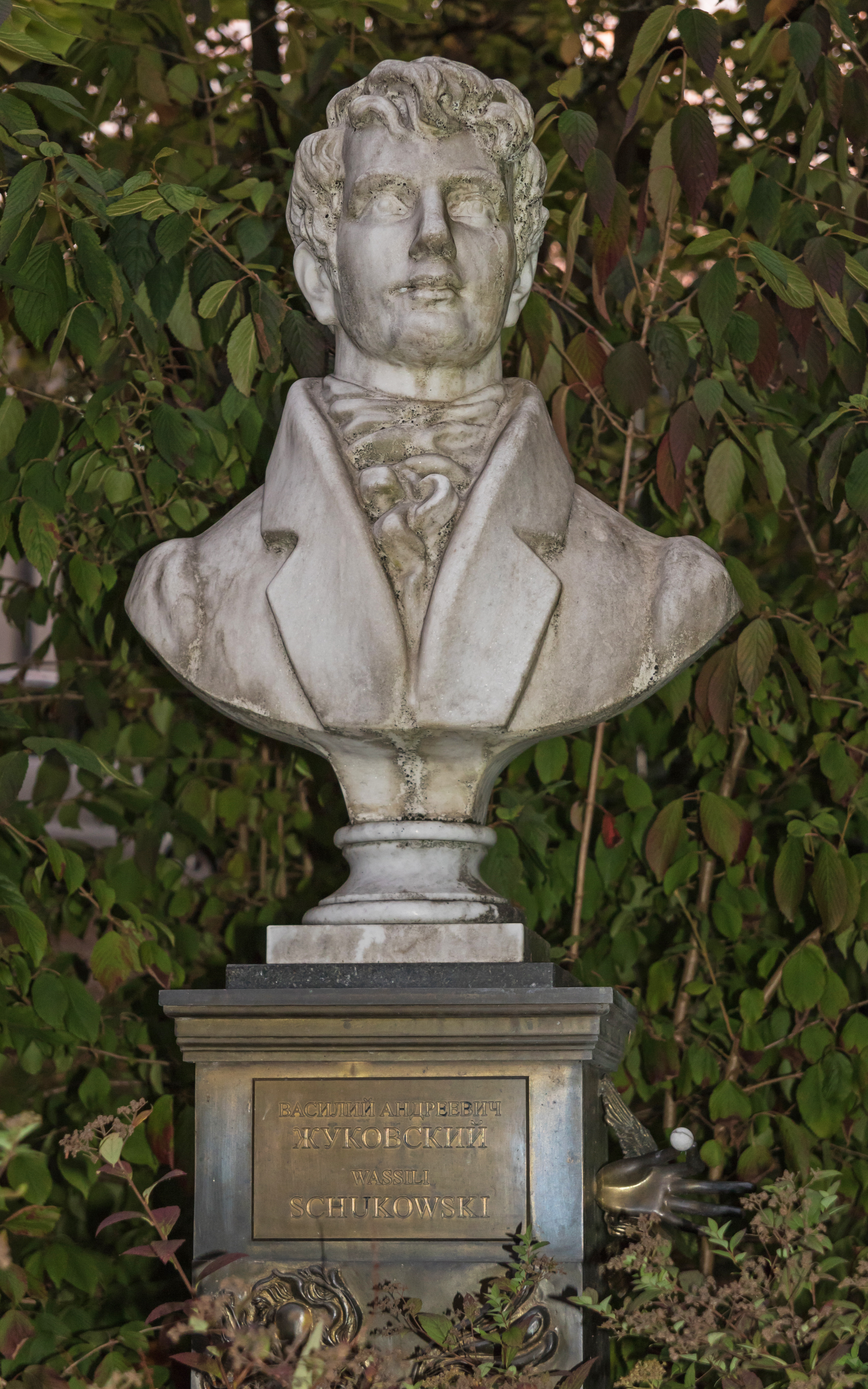
Бюст В. А. Жуковского работы А. Н. Бурганова в Баден-Бадене

Именем Жуковского названы улицы во многих городах России и странах бывшего СССР. Поэту установлены памятники в Санкт-Петербурге, усадьбе Остафьево, Баден-Бадене и в других местах.
Именем В. А. Жуковского в 1936 г. была названа улица Воронежа. В октябре 1969 г. на доме, где Жуковский встречался с А. В. Кольцовым, была установлена мемориальная доска.
В честь В. А. Жуковского названы гора Жуковского и мыс Жуковского на острове Сахалин.

### Памятники

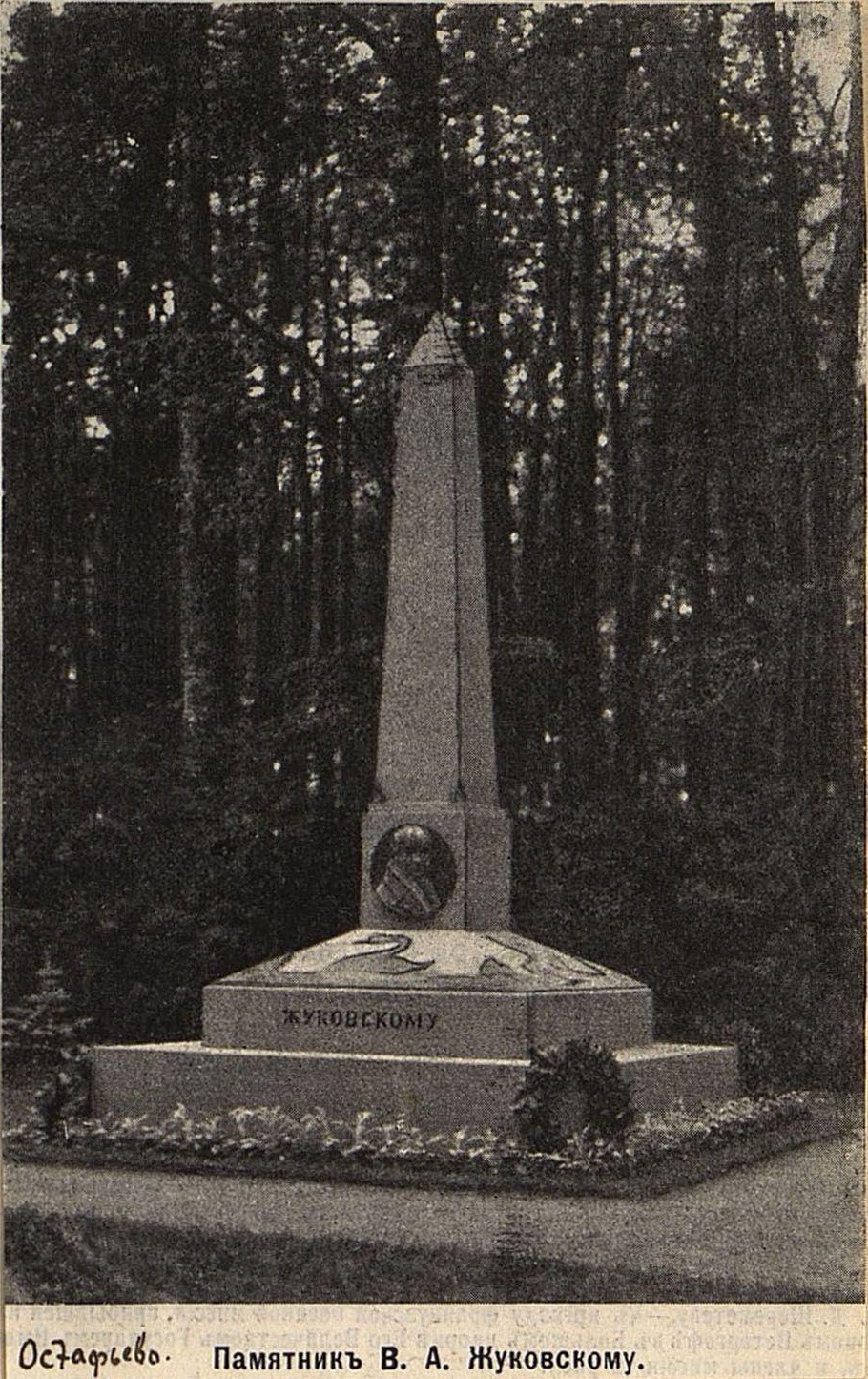
Остафьево. Памятник В. А. Жуковскому. Конец XIX-нач. XX в.

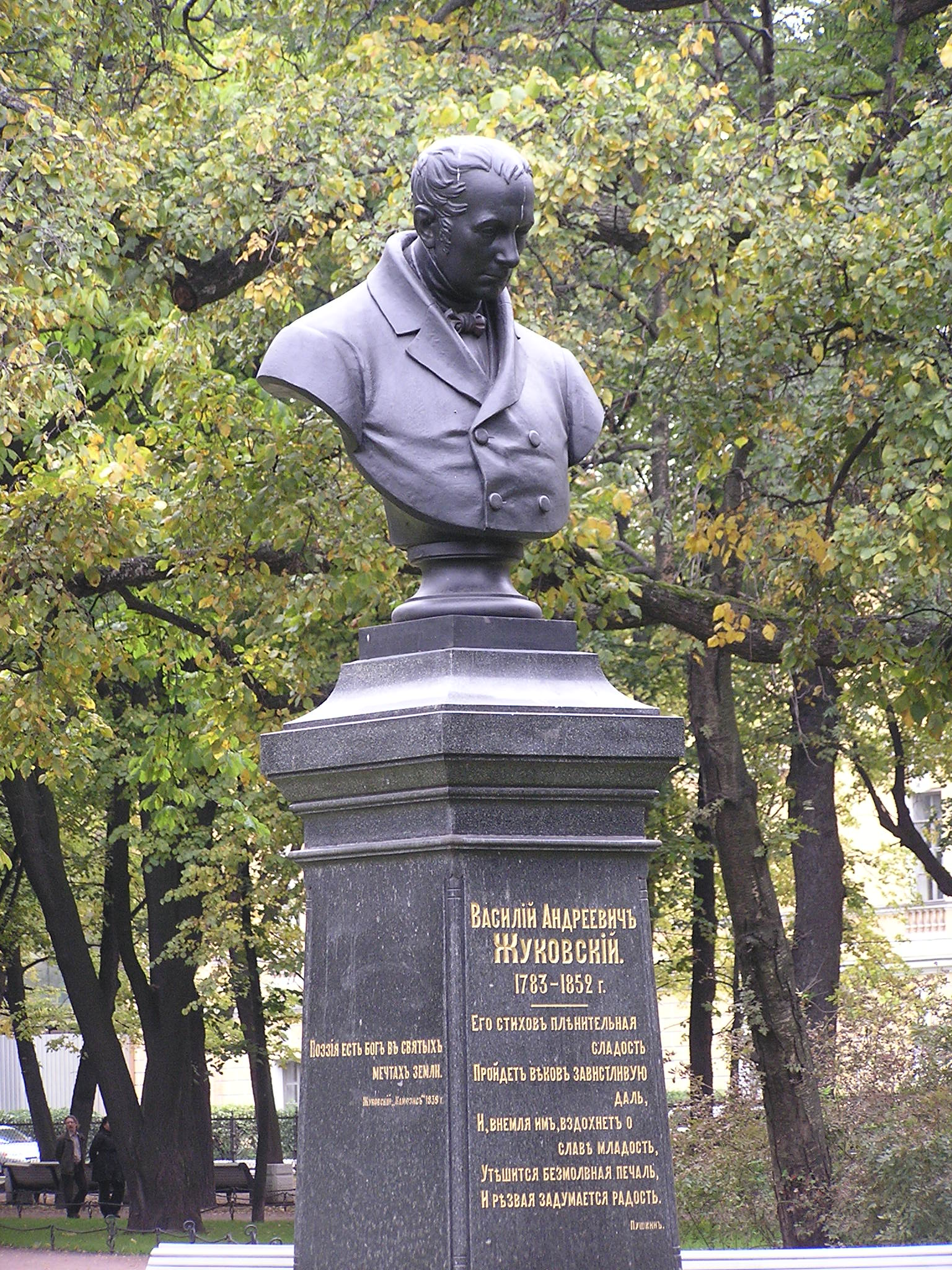
Бюст В. А. Жуковского работы В. П. Крейтана в Санкт-Петербурге

Работы над созданием памятника в Санкт-Петербурге начались в 1883 году, в год столетия со дня рождения Жуковского. Расходы на его создание взял на себя друг поэта — врач К. К. Зейдлиц. Авторы памятника — архитектор А. С. Лыткин и скульптор В. П. Крейтан. Бюст отлит из бронзы, постамент выполнен из финляндского гранита красного цвета. Памятник был открыт 4 июня 1887 года.
В Остафьеве памятник Жуковскому открыт графом С. Д. Шереметевым в 1913 году. Автор — академик Н. З. Панов. Все бронзовые элементы отлиты в петербургской мастерской Гвидо Нелли.
12 июня 2011 года в Баден-Бадене был открыт памятник В. А. Жуковскому. Памятник создан скульптором А. Н. Бургановым.
14 февраля 2014 года бюст поэтa установлен во дворе учебного корпуса № 1 Тульского государственного университета им. Л. Н. Толстого. Автор памятника — А. Н. Бурганов.

## Киновоплощения

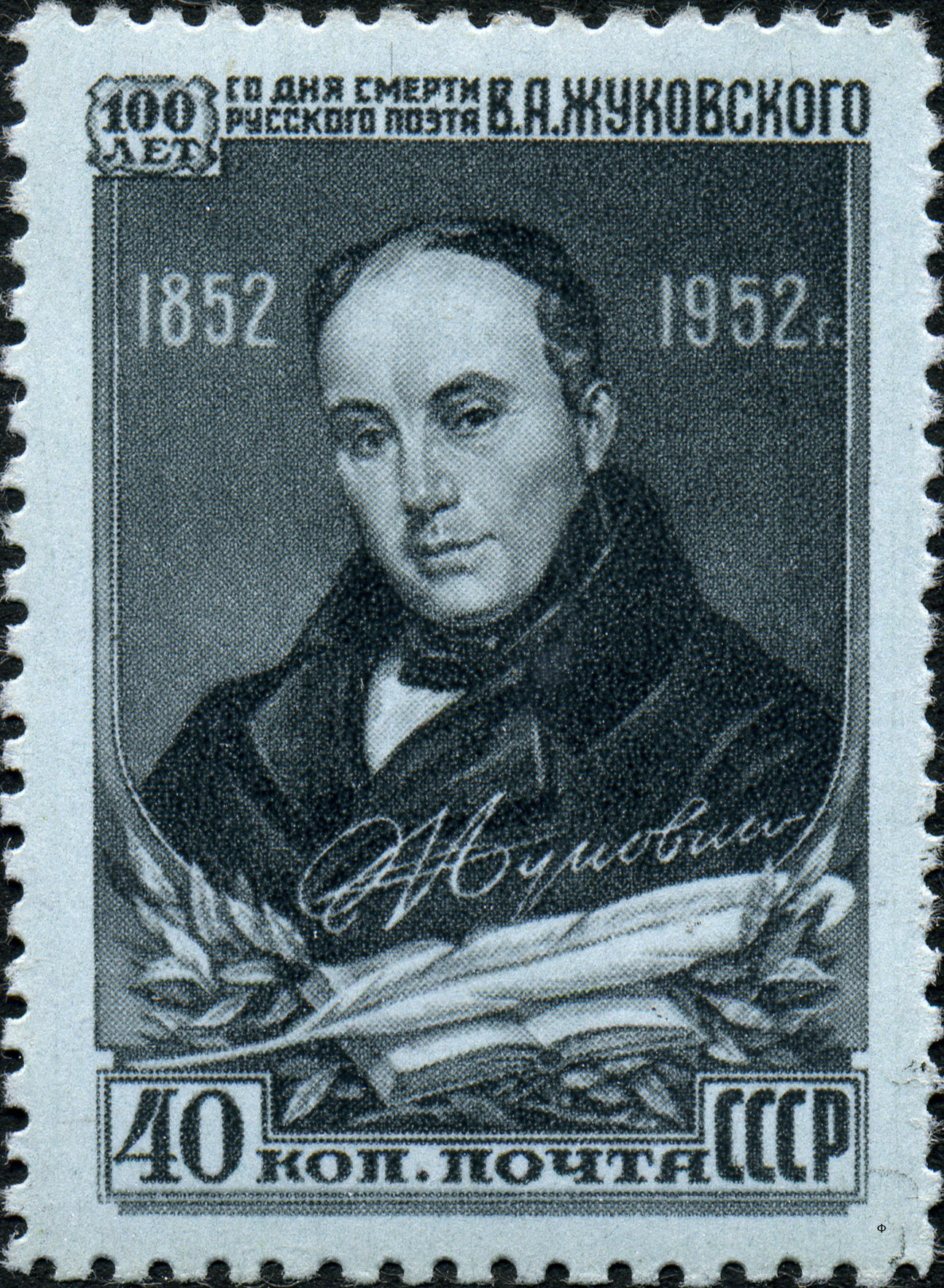
Почтовая марка СССР, 1952 год. 100 лет со дня смерти В. А. Жуковского

- Почтовая марка СССР, 1952 год. 100 лет со дня смерти В. А. ЖуковскогоАлексей Феона — «Поэт и царь» (1927)
- Михаил Державин — «Глинка» (1946)
- Константин Нассонов — «Композитор Глинка» (1952)
- Александр Калягин — «И с вами снова я...» (1981), «Последняя дорога» (1986), «Бедная Настя» (2003—2004)
- Владимир Юматов — «Пушкин. Последняя дуэль» (2006), «Одна любовь души моей» (2007)
- Илья Любимов — «Пророк. История Александра Пушкина» (2025)

## Труды
- Новый завет господа нашего Иисуса Христа / Пер. В. А. Жуковского. — Берлин : тип. П. Станкевича, 1895. — 640 с.
- Собрание сочинений В. Жуковского. — Изд. 6-е. — СПб. : Тип. Академии наук, 1869. — Т. 1, с портретом автора. — 440 с.
- Собрание сочинений В. Жуковского. — Изд. 6-е. — СПб. : Тип. Академии наук, 1869. — Т. 2. — 512 с.
- Собрание сочинений В. Жуковского. — Изд. 6-е. — СПб. : Тип. Академии наук, 1869. — Т. 3. — 454 с.
- Собрание сочинений В. Жуковского. — Изд. 6-е. — СПб. : Тип. Академии наук, 1869. — Т. 4. — 504 с.
- Собрание сочинений В. Жуковского. — Изд. 6-е. — СПб. : Тип. Академии наук, 1869. — Т. 5. — 685 с.
- Собрание сочинений В. Жуковского. — Изд. 6-е. — СПб. : Тип. Академии наук, 1869. — Т. 6. — 806 с.
- Жуковский В. А. Сочинения В. А. Жуковского : Полн. собр. в одном т. : Под ред. П. В. Смирновского; С рис. в тексте худож. А. Чикина, с факс. В. А. Жуковского, с портр. и биогр., сост. А. фон-Дитмар и одобр. сыном поэта.. — Изд. 3-е. — М. : А. С. Панафидина, 1915. — XVI, 822, 181 с.
- Английская поэзия в переводах В. А. Жуковского: Сборник / Сост. К. Н. Атаровой, А. А. Гугнина. — М.: Издательство «Рудомино»; ОАО Издательство «Радуга», 2000. — 368 с. — ISBN 5-05-004925-3
- Немецкая поэзия в переводах В. А. Жуковского: Сборник / Сост., предисл. и коммент. А. Гугнина. — М.: Издательство «Рудомино»; ОАО Издательство «Радуга», 2000. — 624 с. — ISBN 5-05-004968-7
- Французская поэзия в переводах В. А. Жуковского: Сборник / Составл. Н. Т. Пахсарьян. — М.: Издательство «Рудомино»; ОАО Издательство «Радуга», 2001. — 256 с. — ISBN 5-05-004967-9